# Eredivisie 2018/19 (mannenvoetbal)/Wedstrijden
De wedstrijden van het Nederlandse Eredivisie voetbal uit het seizoen 2018/19 was het 63e seizoen van de hoogste Nederlandse voetbalcompetitie voor mannen. Aan de competitie namen achttien clubs deel. Het seizoen bestond uit 34 speelronden van elk negen wedstrijden, gevolgd door een play-off. De competitie werd geopend op 10 augustus 2018 met een wedstrijd tussen PEC Zwolle en sc Heerenveen.

## Speelronde 1
|                            |                                   |         |                                 | |
| 10 augustus 2018 20:00 uur | PEC Zwolle                        | 2 – 3   | sc Heerenveen                   | Stadion: MAC³PARK stadion, Zwolle Toeschouwers: 14.000 Scheidsrechter: Higler Video-assistent: Makkelie |
| 10 augustus 2018 20:00 uur | Van Duinen 28' (pen.), 56' (pen.) | Verslag | 32', 39' 55' Thorsby 43' Zeneli | Stadion: MAC³PARK stadion, Zwolle Toeschouwers: 14.000 Scheidsrechter: Higler Video-assistent: Makkelie |
| 10 augustus 2018 20:00 uur |                                   |         |                                 | Stadion: MAC³PARK stadion, Zwolle Toeschouwers: 14.000 Scheidsrechter: Higler Video-assistent: Makkelie |
| 10 augustus 2018 20:00 uur |                                   |         |                                 | Stadion: MAC³PARK stadion, Zwolle Toeschouwers: 14.000 Scheidsrechter: Higler Video-assistent: Makkelie |
|                            |                                   |         |                                 | |

|                            |           |         |           | |
| 11 augustus 2018 18:30 uur | Willem II | 0 – 1   | VVV-Venlo | Stadion: Koning Willem II Stadion, Tilburg Toeschouwers: 11.800 Scheidsrechter: Dieperink Video-assistent: Blom |
| 11 augustus 2018 18:30 uur |           | Verslag | 21' Post  | Stadion: Koning Willem II Stadion, Tilburg Toeschouwers: 11.800 Scheidsrechter: Dieperink Video-assistent: Blom |
| 11 augustus 2018 18:30 uur |           |         |           | Stadion: Koning Willem II Stadion, Tilburg Toeschouwers: 11.800 Scheidsrechter: Dieperink Video-assistent: Blom |
| 11 augustus 2018 18:30 uur |           |         |           | Stadion: Koning Willem II Stadion, Tilburg Toeschouwers: 11.800 Scheidsrechter: Dieperink Video-assistent: Blom |
|                            |           |         |           | |

|                            |             |         |                 | |
| 11 augustus 2018 18:30 uur | Ajax        | 1 – 1   | Heracles Almelo | Stadion: Johan Cruijff ArenA, Amsterdam Toeschouwers: 51.949 Scheidsrechter: Gözübüyük Video-assistent: Van Boekel |
| 11 augustus 2018 18:30 uur | De Ligt 88' | Verslag | 84' Peterson    | Stadion: Johan Cruijff ArenA, Amsterdam Toeschouwers: 51.949 Scheidsrechter: Gözübüyük Video-assistent: Van Boekel |
| 11 augustus 2018 18:30 uur |             |         |                 | Stadion: Johan Cruijff ArenA, Amsterdam Toeschouwers: 51.949 Scheidsrechter: Gözübüyük Video-assistent: Van Boekel |
| 11 augustus 2018 18:30 uur |             |         |                 | Stadion: Johan Cruijff ArenA, Amsterdam Toeschouwers: 51.949 Scheidsrechter: Gözübüyük Video-assistent: Van Boekel |
|                            |             |         |                 | |

|                            |                                                  |         |            | |
| 11 augustus 2018 20:45 uur | PSV                                              | 4 – 0   | FC Utrecht | Stadion: Philips Stadion, Eindhoven Toeschouwers: 33.100 Scheidsrechter: Nijhuis Video-assistent: Higler |
| 11 augustus 2018 20:45 uur | Pereiro 16' Bergwijn 57' Lozano 77' Dumfries 80' | Verslag |            | Stadion: Philips Stadion, Eindhoven Toeschouwers: 33.100 Scheidsrechter: Nijhuis Video-assistent: Higler |
| 11 augustus 2018 20:45 uur |                                                  |         |            | Stadion: Philips Stadion, Eindhoven Toeschouwers: 33.100 Scheidsrechter: Nijhuis Video-assistent: Higler |
| 11 augustus 2018 20:45 uur |                                                  |         |            | Stadion: Philips Stadion, Eindhoven Toeschouwers: 33.100 Scheidsrechter: Nijhuis Video-assistent: Higler |
|                            |                                                  |         |            | |

|                            |                         |         |                 | |
| 11 augustus 2018 20:45 uur | Excelsior               | 1 – 1   | Fortuna Sittard | Stadion: Van Donge & De Roo Stadion, Rotterdam Toeschouwers: 4.250 Scheidsrechter: S. Mulder Video-assistent: Lindhout |
| 11 augustus 2018 20:45 uur | Mattheij 32' Bruins 57' | Verslag | 54' Smeets      | Stadion: Van Donge & De Roo Stadion, Rotterdam Toeschouwers: 4.250 Scheidsrechter: S. Mulder Video-assistent: Lindhout |
| 11 augustus 2018 20:45 uur |                         |         |                 | Stadion: Van Donge & De Roo Stadion, Rotterdam Toeschouwers: 4.250 Scheidsrechter: S. Mulder Video-assistent: Lindhout |
| 11 augustus 2018 20:45 uur |                         |         |                 | Stadion: Van Donge & De Roo Stadion, Rotterdam Toeschouwers: 4.250 Scheidsrechter: S. Mulder Video-assistent: Lindhout |
|                            |                         |         |                 | |

|                            |              |         |                            | |
| 12 augustus 2018 12:15 uur | ADO Den Haag | 1 – 2   | FC Emmen                   | Stadion: Cars Jeans Stadion, Den Haag Toeschouwers: 11.324 Scheidsrechter: Martens Video-assistent: S. Mulder |
| 12 augustus 2018 12:15 uur | Becker 62'   | Verslag | 37' Bijl 42' (pen.) Jansen | Stadion: Cars Jeans Stadion, Den Haag Toeschouwers: 11.324 Scheidsrechter: Martens Video-assistent: S. Mulder |
| 12 augustus 2018 12:15 uur |              |         |                            | Stadion: Cars Jeans Stadion, Den Haag Toeschouwers: 11.324 Scheidsrechter: Martens Video-assistent: S. Mulder |
| 12 augustus 2018 12:15 uur |              |         |                            | Stadion: Cars Jeans Stadion, Den Haag Toeschouwers: 11.324 Scheidsrechter: Martens Video-assistent: S. Mulder |
|                            |              |         |                            | |

|                            |                             |         |                                     | |
| 12 augustus 2018 14:30 uur | De Graafschap               | 2 – 0   | Feyenoord                           | Stadion: De Vijverberg, Doetinchem Toeschouwers: 12.600 Scheidsrechter: Van Boekel Video-assistent: Van de Graaf |
| 12 augustus 2018 14:30 uur | Serrarens 31' Nijland 90+4' | Verslag | 59', 67' Botteghin 80', 80' Boëtius | Stadion: De Vijverberg, Doetinchem Toeschouwers: 12.600 Scheidsrechter: Van Boekel Video-assistent: Van de Graaf |
| 12 augustus 2018 14:30 uur |                             |         |                                     | Stadion: De Vijverberg, Doetinchem Toeschouwers: 12.600 Scheidsrechter: Van Boekel Video-assistent: Van de Graaf |
| 12 augustus 2018 14:30 uur |                             |         |                                     | Stadion: De Vijverberg, Doetinchem Toeschouwers: 12.600 Scheidsrechter: Van Boekel Video-assistent: Van de Graaf |
|                            |                             |         |                                     | |

|                            |                                                               |         |              |                                                                                                |
| 12 augustus 2018 14:30 uur | Vitesse                                                       | 5 – 1   | FC Groningen | Stadion: GelreDome, Arnhem Toeschouwers: 13.434 Scheidsrechter: Lindhout Video-assistent: Blom |
| 12 augustus 2018 14:30 uur | Linssen 22' Bero 44' Beerens 62' Clarke-Salter 66' Matavž 71' | Verslag | 38' Doan     | Stadion: GelreDome, Arnhem Toeschouwers: 13.434 Scheidsrechter: Lindhout Video-assistent: Blom |
| 12 augustus 2018 14:30 uur |                                                               |         |              | Stadion: GelreDome, Arnhem Toeschouwers: 13.434 Scheidsrechter: Lindhout Video-assistent: Blom |
| 12 augustus 2018 14:30 uur |                                                               |         |              | Stadion: GelreDome, Arnhem Toeschouwers: 13.434 Scheidsrechter: Lindhout Video-assistent: Blom |
|                            |                                                               |         |              |                                                                                                |

|                            |                                                                    |         |           | |
| 12 augustus 2018 16:45 uur | AZ                                                                 | 5 – 0   | NAC Breda | Stadion: AFAS Stadion, Alkmaar Toeschouwers: 14.299 Scheidsrechter: Makkelie Video-assistent: Manschot |
| 12 augustus 2018 16:45 uur | Svensson 26' Hatzidiakos 30' Boadu 42' Koopmeiners 79' Johnsen 85' | Verslag |           | Stadion: AFAS Stadion, Alkmaar Toeschouwers: 14.299 Scheidsrechter: Makkelie Video-assistent: Manschot |
| 12 augustus 2018 16:45 uur |                                                                    |         |           | Stadion: AFAS Stadion, Alkmaar Toeschouwers: 14.299 Scheidsrechter: Makkelie Video-assistent: Manschot |
| 12 augustus 2018 16:45 uur |                                                                    |         |           | Stadion: AFAS Stadion, Alkmaar Toeschouwers: 14.299 Scheidsrechter: Makkelie Video-assistent: Manschot |
|                            |                                                                    |         |           | |

## Speelronde 2
|                            |              |         |             | |
| 17 augustus 2018 20:00 uur | FC Groningen | 0 – 1   | Willem II   | Stadion: Hitachi Capital Mobility Stadion, Groningen Toeschouwers: 16.500 Scheidsrechter: Manschot Video-assistent: Gözübüyük |
| 17 augustus 2018 20:00 uur |              | Verslag | 33' Crowley | Stadion: Hitachi Capital Mobility Stadion, Groningen Toeschouwers: 16.500 Scheidsrechter: Manschot Video-assistent: Gözübüyük |
| 17 augustus 2018 20:00 uur |              |         |             | Stadion: Hitachi Capital Mobility Stadion, Groningen Toeschouwers: 16.500 Scheidsrechter: Manschot Video-assistent: Gözübüyük |
| 17 augustus 2018 20:00 uur |              |         |             | Stadion: Hitachi Capital Mobility Stadion, Groningen Toeschouwers: 16.500 Scheidsrechter: Manschot Video-assistent: Gözübüyük |
|                            |              |         |             | |

|                            |                                   |         |               | |
| 18 augustus 2018 18:30 uur | NAC Breda                         | 3 – 0   | De Graafschap | Stadion: Rat Verlegh Stadion, Breda Toeschouwers: 18.710 Scheidsrechter: Gözübüyük Video-assistent: Higler |
| 18 augustus 2018 18:30 uur | Te Vrede 43' Mets 50' Nijholt 65' | Verslag |               | Stadion: Rat Verlegh Stadion, Breda Toeschouwers: 18.710 Scheidsrechter: Gözübüyük Video-assistent: Higler |
| 18 augustus 2018 18:30 uur |                                   |         |               | Stadion: Rat Verlegh Stadion, Breda Toeschouwers: 18.710 Scheidsrechter: Gözübüyük Video-assistent: Higler |
| 18 augustus 2018 18:30 uur |                                   |         |               | Stadion: Rat Verlegh Stadion, Breda Toeschouwers: 18.710 Scheidsrechter: Gözübüyük Video-assistent: Higler |
|                            |                                   |         |               | |

|                            |           |         |                  | |
| 18 augustus 2018 18:30 uur | VVV-Venlo | 0 – 1   | Ajax             | Stadion: Seacon Stadion - De Koel -, Venlo Toeschouwers: 8.000 Scheidsrechter: Blom Video-assistent: Kamphuis |
| 18 augustus 2018 18:30 uur |           | Verslag | 88' (pen.) Tadić | Stadion: Seacon Stadion - De Koel -, Venlo Toeschouwers: 8.000 Scheidsrechter: Blom Video-assistent: Kamphuis |
| 18 augustus 2018 18:30 uur |           |         |                  | Stadion: Seacon Stadion - De Koel -, Venlo Toeschouwers: 8.000 Scheidsrechter: Blom Video-assistent: Kamphuis |
| 18 augustus 2018 18:30 uur |           |         |                  | Stadion: Seacon Stadion - De Koel -, Venlo Toeschouwers: 8.000 Scheidsrechter: Blom Video-assistent: Kamphuis |
|                            |           |         |                  | |

|                            |                 |         |                     | |
| 18 augustus 2018 20:45 uur | Fortuna Sittard | 1 – 2   | PSV                 | Stadion: Fortuna Sittard Stadion, Sittard Toeschouwers: 11.135 Scheidsrechter: Van Boekel Video-assistent: Makkelie |
| 18 augustus 2018 20:45 uur | Novakovich 61'  | Verslag | 33' Lozano 90' Rigo | Stadion: Fortuna Sittard Stadion, Sittard Toeschouwers: 11.135 Scheidsrechter: Van Boekel Video-assistent: Makkelie |
| 18 augustus 2018 20:45 uur |                 |         |                     | Stadion: Fortuna Sittard Stadion, Sittard Toeschouwers: 11.135 Scheidsrechter: Van Boekel Video-assistent: Makkelie |
| 18 augustus 2018 20:45 uur |                 |         |                     | Stadion: Fortuna Sittard Stadion, Sittard Toeschouwers: 11.135 Scheidsrechter: Van Boekel Video-assistent: Makkelie |
|                            |                 |         |                     | |

|                            |                                                  |         |                                | |
| 18 augustus 2018 20:45 uur | Heracles Almelo                                  | 4 – 2   | ADO Den Haag                   | Stadion: Polman Stadion, Almelo Toeschouwers: 10.414 Scheidsrechter: Kooij Video-assistent: Nijhuis |
| 18 augustus 2018 20:45 uur | Peterson 3' (pen.), 68' Van Hintum 7' Dalmau 43' | Verslag | 12' Malone 38' (e.d.) Breukers | Stadion: Polman Stadion, Almelo Toeschouwers: 10.414 Scheidsrechter: Kooij Video-assistent: Nijhuis |
| 18 augustus 2018 20:45 uur |                                                  |         |                                | Stadion: Polman Stadion, Almelo Toeschouwers: 10.414 Scheidsrechter: Kooij Video-assistent: Nijhuis |
| 18 augustus 2018 20:45 uur |                                                  |         |                                | Stadion: Polman Stadion, Almelo Toeschouwers: 10.414 Scheidsrechter: Kooij Video-assistent: Nijhuis |
|                            |                                                  |         |                                | |

|                            |                                 |         |            | |
| 19 augustus 2018 12:15 uur | FC Utrecht                      | 2 – 0   | PEC Zwolle | Stadion: Stadion Galgenwaard, Utrecht Toeschouwers: 18.036 Scheidsrechter: Van den Kerkhof Video-assistent: Bax |
| 19 augustus 2018 12:15 uur | Van Overeem 26' 68' Klaiber 44' | Verslag |            | Stadion: Stadion Galgenwaard, Utrecht Toeschouwers: 18.036 Scheidsrechter: Van den Kerkhof Video-assistent: Bax |
| 19 augustus 2018 12:15 uur |                                 |         |            | Stadion: Stadion Galgenwaard, Utrecht Toeschouwers: 18.036 Scheidsrechter: Van den Kerkhof Video-assistent: Bax |
| 19 augustus 2018 12:15 uur |                                 |         |            | Stadion: Stadion Galgenwaard, Utrecht Toeschouwers: 18.036 Scheidsrechter: Van den Kerkhof Video-assistent: Bax |
|                            |                                 |         |            | |

|                            |                                                  |         |           | |
| 19 augustus 2018 14:30 uur | Feyenoord                                        | 3 – 0   | Excelsior | Stadion: Stadion Feijenoord, Rotterdam Toeschouwers: 45.000 Scheidsrechter: Makkelie Video-assistent: Blom |
| 19 augustus 2018 14:30 uur | Van Persie 17' St. Juste 77' Van der Heijden 89' | Verslag |           | Stadion: Stadion Feijenoord, Rotterdam Toeschouwers: 45.000 Scheidsrechter: Makkelie Video-assistent: Blom |
| 19 augustus 2018 14:30 uur |                                                  |         |           | Stadion: Stadion Feijenoord, Rotterdam Toeschouwers: 45.000 Scheidsrechter: Makkelie Video-assistent: Blom |
| 19 augustus 2018 14:30 uur |                                                  |         |           | Stadion: Stadion Feijenoord, Rotterdam Toeschouwers: 45.000 Scheidsrechter: Makkelie Video-assistent: Blom |
|                            |                                                  |         |           | |

|                            |            |         |                                        | |
| 19 augustus 2018 14:30 uur | FC Emmen   | 1 – 4   | AZ                                     | Stadion: De Oude Meerdijk, Emmen Toeschouwers: 8.085 Scheidsrechter: Lindhout Video-assistent: Van de Graaf |
| 19 augustus 2018 14:30 uur | Bakker 17' | Verslag | 15' Boadu 37' Ouwejan 43', 71' Idrissi | Stadion: De Oude Meerdijk, Emmen Toeschouwers: 8.085 Scheidsrechter: Lindhout Video-assistent: Van de Graaf |
| 19 augustus 2018 14:30 uur |            |         |                                        | Stadion: De Oude Meerdijk, Emmen Toeschouwers: 8.085 Scheidsrechter: Lindhout Video-assistent: Van de Graaf |
| 19 augustus 2018 14:30 uur |            |         |                                        | Stadion: De Oude Meerdijk, Emmen Toeschouwers: 8.085 Scheidsrechter: Lindhout Video-assistent: Van de Graaf |
|                            |            |         |                                        | |

|                            |               |         |            | |
| 19 augustus 2018 16:45 uur | sc Heerenveen | 1 – 1   | Vitesse    | Stadion: Abe Lenstra Stadion, Heerenveen Toeschouwers: 16.080 Scheidsrechter: S. Mulder Video-assistent: Van Boekel |
| 19 augustus 2018 16:45 uur | Vlap 26'      | Verslag | 81' Matavž | Stadion: Abe Lenstra Stadion, Heerenveen Toeschouwers: 16.080 Scheidsrechter: S. Mulder Video-assistent: Van Boekel |
| 19 augustus 2018 16:45 uur |               |         |            | Stadion: Abe Lenstra Stadion, Heerenveen Toeschouwers: 16.080 Scheidsrechter: S. Mulder Video-assistent: Van Boekel |
| 19 augustus 2018 16:45 uur |               |         |            | Stadion: Abe Lenstra Stadion, Heerenveen Toeschouwers: 16.080 Scheidsrechter: S. Mulder Video-assistent: Van Boekel |
|                            |               |         |            | |

## Speelronde 3
|                            |                                         |         |                 | |
| 24 augustus 2018 20:00 uur | ADO Den Haag                            | 3 – 1   | Fortuna Sittard | Stadion: Cars Jeans Stadion, Den Haag Toeschouwers: 11.600 Scheidsrechter: Higler Video-assistent: Bax |
| 24 augustus 2018 20:00 uur | Lorenzen 21' El Khayati 42' (pen.), 55' | Verslag | 85' Semedo      | Stadion: Cars Jeans Stadion, Den Haag Toeschouwers: 11.600 Scheidsrechter: Higler Video-assistent: Bax |
| 24 augustus 2018 20:00 uur |                                         |         |                 | Stadion: Cars Jeans Stadion, Den Haag Toeschouwers: 11.600 Scheidsrechter: Higler Video-assistent: Bax |
| 24 augustus 2018 20:00 uur |                                         |         |                 | Stadion: Cars Jeans Stadion, Den Haag Toeschouwers: 11.600 Scheidsrechter: Higler Video-assistent: Bax |
|                            |                                         |         |                 | |

|                            |                                                        |         |          | |
| 25 augustus 2018 18:30 uur | Ajax                                                   | 5 – 0   | FC Emmen | Stadion: Johan Cruijff ArenA, Amsterdam Toeschouwers: 52.885 Scheidsrechter: Nijhuis Video-assistent: Gözübüyük |
| 25 augustus 2018 18:30 uur | Ziyech 8' Huntelaar 38', 59' Tadić 71' Bijl 86' (e.d.) | Verslag |          | Stadion: Johan Cruijff ArenA, Amsterdam Toeschouwers: 52.885 Scheidsrechter: Nijhuis Video-assistent: Gözübüyük |
| 25 augustus 2018 18:30 uur |                                                        |         |          | Stadion: Johan Cruijff ArenA, Amsterdam Toeschouwers: 52.885 Scheidsrechter: Nijhuis Video-assistent: Gözübüyük |
| 25 augustus 2018 18:30 uur |                                                        |         |          | Stadion: Johan Cruijff ArenA, Amsterdam Toeschouwers: 52.885 Scheidsrechter: Nijhuis Video-assistent: Gözübüyük |
|                            |                                                        |         |          | |

|                            |               |         |              |                                                                                                   |
| 25 augustus 2018 18:30 uur | De Graafschap | 0 – 1   | FC Groningen | Stadion: De Vijverberg, Doetinchem Toeschouwers: 12.143 Scheidsrechter: Bax Video-assistent: Blom |
| 25 augustus 2018 18:30 uur |               | Verslag | 44' Breij    | Stadion: De Vijverberg, Doetinchem Toeschouwers: 12.143 Scheidsrechter: Bax Video-assistent: Blom |
| 25 augustus 2018 18:30 uur |               |         |              | Stadion: De Vijverberg, Doetinchem Toeschouwers: 12.143 Scheidsrechter: Bax Video-assistent: Blom |
| 25 augustus 2018 18:30 uur |               |         |              | Stadion: De Vijverberg, Doetinchem Toeschouwers: 12.143 Scheidsrechter: Bax Video-assistent: Blom |
|                            |               |         |              |                                                                                                   |

|                            |           |         |                         | |
| 25 augustus 2018 20:45 uur | NAC Breda | 0 – 2   | Excelsior               | Stadion: Rat Verlegh Stadion, Breda Toeschouwers: 18.227 Scheidsrechter: Manschot Video-assistent: Makkelie |
| 25 augustus 2018 20:45 uur |           | Verslag | 15' Messaoud 54' Fortes | Stadion: Rat Verlegh Stadion, Breda Toeschouwers: 18.227 Scheidsrechter: Manschot Video-assistent: Makkelie |
| 25 augustus 2018 20:45 uur |           |         |                         | Stadion: Rat Verlegh Stadion, Breda Toeschouwers: 18.227 Scheidsrechter: Manschot Video-assistent: Makkelie |
| 25 augustus 2018 20:45 uur |           |         |                         | Stadion: Rat Verlegh Stadion, Breda Toeschouwers: 18.227 Scheidsrechter: Manschot Video-assistent: Makkelie |
|                            |           |         |                         | |

|                            |                |         |                    | |
| 25 augustus 2018 20:45 uur | PEC Zwolle     | 1 – 2   | PSV                | Stadion: MAC³PARK stadion, Zwolle Toeschouwers: 13.255 Scheidsrechter: Kuipers Video-assistent: Van Boekel |
| 25 augustus 2018 20:45 uur | Van Crooij 48' | Verslag | 41', 90+3' De Jong | Stadion: MAC³PARK stadion, Zwolle Toeschouwers: 13.255 Scheidsrechter: Kuipers Video-assistent: Van Boekel |
| 25 augustus 2018 20:45 uur |                |         |                    | Stadion: MAC³PARK stadion, Zwolle Toeschouwers: 13.255 Scheidsrechter: Kuipers Video-assistent: Van Boekel |
| 25 augustus 2018 20:45 uur |                |         |                    | Stadion: MAC³PARK stadion, Zwolle Toeschouwers: 13.255 Scheidsrechter: Kuipers Video-assistent: Van Boekel |
|                            |                |         |                    | |

|                            |                                           |         |                 | |
| 26 augustus 2018 12:15 uur | Willem II                                 | 5 – 0   | Heracles Almelo | Stadion: Koning Willem II Stadion, Tilburg Toeschouwers: 11.677 Scheidsrechter: Pérez Video-assistent: S. Mulder |
| 26 augustus 2018 12:15 uur | Avdijaj 26', 29' Sol 34', 52' (pen.), 70' | Verslag |                 | Stadion: Koning Willem II Stadion, Tilburg Toeschouwers: 11.677 Scheidsrechter: Pérez Video-assistent: S. Mulder |
| 26 augustus 2018 12:15 uur |                                           |         |                 | Stadion: Koning Willem II Stadion, Tilburg Toeschouwers: 11.677 Scheidsrechter: Pérez Video-assistent: S. Mulder |
| 26 augustus 2018 12:15 uur |                                           |         |                 | Stadion: Koning Willem II Stadion, Tilburg Toeschouwers: 11.677 Scheidsrechter: Pérez Video-assistent: S. Mulder |
|                            |                                           |         |                 | |

|                            |                                     |         |                                                            | |
| 26 augustus 2018 14:30 uur | sc Heerenveen                       | 3 – 5   | Feyenoord                                                  | Stadion: Abe Lenstra Stadion, Heerenveen Toeschouwers: 21.700 Scheidsrechter: Kamphuis Video-assistent: Lindhout |
| 26 augustus 2018 14:30 uur | Thorsby 71' Pierie 85' Bulthuis 89' | Verslag | 4', 45+1' Toornstra 15' Van Persie 47' Malacia 90+1' Ayoub | Stadion: Abe Lenstra Stadion, Heerenveen Toeschouwers: 21.700 Scheidsrechter: Kamphuis Video-assistent: Lindhout |
| 26 augustus 2018 14:30 uur |                                     |         |                                                            | Stadion: Abe Lenstra Stadion, Heerenveen Toeschouwers: 21.700 Scheidsrechter: Kamphuis Video-assistent: Lindhout |
| 26 augustus 2018 14:30 uur |                                     |         |                                                            | Stadion: Abe Lenstra Stadion, Heerenveen Toeschouwers: 21.700 Scheidsrechter: Kamphuis Video-assistent: Lindhout |
|                            |                                     |         |                                                            | |

|                            |            |         |                  | |
| 26 augustus 2018 14:30 uur | FC Utrecht | 1 – 1   | VVV-Venlo        | Stadion: Stadion Galgenwaard, Utrecht Toeschouwers: 15.226 Scheidsrechter: Makkelie Video-assistent: Manschot |
| 26 augustus 2018 14:30 uur | Gavory 23' | Verslag | 47' (pen.) Sušić | Stadion: Stadion Galgenwaard, Utrecht Toeschouwers: 15.226 Scheidsrechter: Makkelie Video-assistent: Manschot |
| 26 augustus 2018 14:30 uur |            |         |                  | Stadion: Stadion Galgenwaard, Utrecht Toeschouwers: 15.226 Scheidsrechter: Makkelie Video-assistent: Manschot |
| 26 augustus 2018 14:30 uur |            |         |                  | Stadion: Stadion Galgenwaard, Utrecht Toeschouwers: 15.226 Scheidsrechter: Makkelie Video-assistent: Manschot |
|                            |            |         |                  | |

|                            |         |       |         | |
| 26 augustus 2018 16:45 uur | AZ      | 0 – 0 | Vitesse | Stadion: AFAS Stadion, Alkmaar Toeschouwers: 14.702 Scheidsrechter: Gözübüyük Video-assistent: Nijhuis |
| 26 augustus 2018 16:45 uur | Verslag |       |         | Stadion: AFAS Stadion, Alkmaar Toeschouwers: 14.702 Scheidsrechter: Gözübüyük Video-assistent: Nijhuis |
| 26 augustus 2018 16:45 uur |         |       |         | Stadion: AFAS Stadion, Alkmaar Toeschouwers: 14.702 Scheidsrechter: Gözübüyük Video-assistent: Nijhuis |
| 26 augustus 2018 16:45 uur |         |       |         | Stadion: AFAS Stadion, Alkmaar Toeschouwers: 14.702 Scheidsrechter: Gözübüyük Video-assistent: Nijhuis |
|                            |         |       |         | |

## Speelronde 4
|                            |             |         |               | |
| 31 augustus 2018 20:00 uur | FC Emmen    | 1 – 1   | De Graafschap | Stadion: De Oude Meerdijk, Emmen Toeschouwers: 8.218 Scheidsrechter: Van den Kerkhof Video-assistent: Dieperink |
| 31 augustus 2018 20:00 uur | Bannink 81' | Verslag | 88' Serrarens | Stadion: De Oude Meerdijk, Emmen Toeschouwers: 8.218 Scheidsrechter: Van den Kerkhof Video-assistent: Dieperink |
| 31 augustus 2018 20:00 uur |             |         |               | Stadion: De Oude Meerdijk, Emmen Toeschouwers: 8.218 Scheidsrechter: Van den Kerkhof Video-assistent: Dieperink |
| 31 augustus 2018 20:00 uur |             |         |               | Stadion: De Oude Meerdijk, Emmen Toeschouwers: 8.218 Scheidsrechter: Van den Kerkhof Video-assistent: Dieperink |
|                            |             |         |               | |

|                            |             |         |               | |
| 1 september 2018 18:30 uur | VVV-Venlo   | 1 – 1   | sc Heerenveen | Stadion: Seacon Stadion - De Koel -, Venlo Toeschouwers: 6.235 Scheidsrechter: Lindhout Video-assistent: Van den Kerkhof |
| 1 september 2018 18:30 uur | Joosten 69' | Verslag | 32' Lammers   | Stadion: Seacon Stadion - De Koel -, Venlo Toeschouwers: 6.235 Scheidsrechter: Lindhout Video-assistent: Van den Kerkhof |
| 1 september 2018 18:30 uur |             |         |               | Stadion: Seacon Stadion - De Koel -, Venlo Toeschouwers: 6.235 Scheidsrechter: Lindhout Video-assistent: Van den Kerkhof |
| 1 september 2018 18:30 uur |             |         |               | Stadion: Seacon Stadion - De Koel -, Venlo Toeschouwers: 6.235 Scheidsrechter: Lindhout Video-assistent: Van den Kerkhof |
|                            |             |         |               | |

|                            |                                                                    |         |           | |
| 1 september 2018 19:45 uur | PSV                                                                | 6 – 1   | Willem II | Stadion: Philips Stadion, Eindhoven Toeschouwers: 33.300 Scheidsrechter: Kamphuis Video-assistent: Nijhuis |
| 1 september 2018 19:45 uur | Hendrix 7' Bergwijn 13', 72' Pereiro 35' (pen.) Viergever 44', 49' | Verslag | 46' Sol   | Stadion: Philips Stadion, Eindhoven Toeschouwers: 33.300 Scheidsrechter: Kamphuis Video-assistent: Nijhuis |
| 1 september 2018 19:45 uur |                                                                    |         |           | Stadion: Philips Stadion, Eindhoven Toeschouwers: 33.300 Scheidsrechter: Kamphuis Video-assistent: Nijhuis |
| 1 september 2018 19:45 uur |                                                                    |         |           | Stadion: Philips Stadion, Eindhoven Toeschouwers: 33.300 Scheidsrechter: Kamphuis Video-assistent: Nijhuis |
|                            |                                                                    |         |           | |

|                            |                           |         |                                        | |
| 1 september 2018 19:45 uur | Excelsior                 | 2 – 4   | ADO Den Haag                           | Stadion: Van Donge & De Roo Stadion, Rotterdam Toeschouwers: 3.940 Scheidsrechter: Blom Video-assistent: S. Mulder |
| 1 september 2018 19:45 uur | Anderson 70' Mahmudov 72' | Verslag | 21' (pen.), 45+1', 65', 69' El Khayati | Stadion: Van Donge & De Roo Stadion, Rotterdam Toeschouwers: 3.940 Scheidsrechter: Blom Video-assistent: S. Mulder |
| 1 september 2018 19:45 uur |                           |         |                                        | Stadion: Van Donge & De Roo Stadion, Rotterdam Toeschouwers: 3.940 Scheidsrechter: Blom Video-assistent: S. Mulder |
| 1 september 2018 19:45 uur |                           |         |                                        | Stadion: Van Donge & De Roo Stadion, Rotterdam Toeschouwers: 3.940 Scheidsrechter: Blom Video-assistent: S. Mulder |
|                            |                           |         |                                        | |

|                            |                 |         |                | |
| 1 september 2018 20:45 uur | Fortuna Sittard | 1 – 1   | FC Utrecht     | Stadion: Fortuna Sittard Stadion, Sittard Toeschouwers: 7.643 Scheidsrechter: Dieperink Video-assistent: Van Boekel |
| 1 september 2018 20:45 uur | Novakovich 74'  | Verslag | 68' Emanuelson | Stadion: Fortuna Sittard Stadion, Sittard Toeschouwers: 7.643 Scheidsrechter: Dieperink Video-assistent: Van Boekel |
| 1 september 2018 20:45 uur |                 |         |                | Stadion: Fortuna Sittard Stadion, Sittard Toeschouwers: 7.643 Scheidsrechter: Dieperink Video-assistent: Van Boekel |
| 1 september 2018 20:45 uur |                 |         |                | Stadion: Fortuna Sittard Stadion, Sittard Toeschouwers: 7.643 Scheidsrechter: Dieperink Video-assistent: Van Boekel |
|                            |                 |         |                | |

|                            |              |         |                | |
| 2 september 2018 12:15 uur | FC Groningen | 0 – 1   | PEC Zwolle     | Stadion: Hitachi Capital Mobility Stadion, Groningen Toeschouwers: 16.014 Scheidsrechter: Kooij Video-assistent: Gözübüyük |
| 2 september 2018 12:15 uur |              | Verslag | 64' Van Crooij | Stadion: Hitachi Capital Mobility Stadion, Groningen Toeschouwers: 16.014 Scheidsrechter: Kooij Video-assistent: Gözübüyük |
| 2 september 2018 12:15 uur |              |         |                | Stadion: Hitachi Capital Mobility Stadion, Groningen Toeschouwers: 16.014 Scheidsrechter: Kooij Video-assistent: Gözübüyük |
| 2 september 2018 12:15 uur |              |         |                | Stadion: Hitachi Capital Mobility Stadion, Groningen Toeschouwers: 16.014 Scheidsrechter: Kooij Video-assistent: Gözübüyük |
|                            |              |         |                | |

|                            |                                   |         |                      | |
| 2 september 2018 14:30 uur | Heracles Almelo                   | 3 – 2   | AZ                   | Stadion: Polman Stadion, Almelo Toeschouwers: 10.462 Scheidsrechter: Manschot Video-assistent: Kamphuis |
| 2 september 2018 14:30 uur | Osman 21' Peterson 50' Duarte 60' | Verslag | 2' Boadu 85' Johnsen | Stadion: Polman Stadion, Almelo Toeschouwers: 10.462 Scheidsrechter: Manschot Video-assistent: Kamphuis |
| 2 september 2018 14:30 uur |                                   |         |                      | Stadion: Polman Stadion, Almelo Toeschouwers: 10.462 Scheidsrechter: Manschot Video-assistent: Kamphuis |
| 2 september 2018 14:30 uur |                                   |         |                      | Stadion: Polman Stadion, Almelo Toeschouwers: 10.462 Scheidsrechter: Manschot Video-assistent: Kamphuis |
|                            |                                   |         |                      | |

|                            |         |         |                                       | |
| 2 september 2018 14:30 uur | Vitesse | 0 – 4   | Ajax                                  | Stadion: GelreDome, Arnhem Toeschouwers: 19.231 Scheidsrechter: Van Boekel Video-assistent: Makkelie |
| 2 september 2018 14:30 uur |         | Verslag | 3' Ziyech 7', 58' Huntelaar 19' Tadić | Stadion: GelreDome, Arnhem Toeschouwers: 19.231 Scheidsrechter: Van Boekel Video-assistent: Makkelie |
| 2 september 2018 14:30 uur |         |         |                                       | Stadion: GelreDome, Arnhem Toeschouwers: 19.231 Scheidsrechter: Van Boekel Video-assistent: Makkelie |
| 2 september 2018 14:30 uur |         |         |                                       | Stadion: GelreDome, Arnhem Toeschouwers: 19.231 Scheidsrechter: Van Boekel Video-assistent: Makkelie |
|                            |         |         |                                       | |

|                            |                                                     |         |                                 | |
| 2 september 2018 16:45 uur | Feyenoord                                           | 4 – 2   | NAC Breda                       | Stadion: Stadion Feijenoord, Rotterdam Toeschouwers: 45.000 Scheidsrechter: Nijhuis Video-assistent: Lindhout |
| 2 september 2018 16:45 uur | Van Persie 24', 72' Van Leer 62' (e.d.) Vilhena 78' | Verslag | 34' (pen.) Nijholt 81' Te Vrede | Stadion: Stadion Feijenoord, Rotterdam Toeschouwers: 45.000 Scheidsrechter: Nijhuis Video-assistent: Lindhout |
| 2 september 2018 16:45 uur |                                                     |         |                                 | Stadion: Stadion Feijenoord, Rotterdam Toeschouwers: 45.000 Scheidsrechter: Nijhuis Video-assistent: Lindhout |
| 2 september 2018 16:45 uur |                                                     |         |                                 | Stadion: Stadion Feijenoord, Rotterdam Toeschouwers: 45.000 Scheidsrechter: Nijhuis Video-assistent: Lindhout |
|                            |                                                     |         |                                 | |

## Speelronde 5
|                             |              |         |                                                                                             | |
| 15 september 2018 18:30 uur | ADO Den Haag | 0 – 7   | PSV                                                                                         | Stadion: Cars Jeans Stadion, Den Haag Toeschouwers: 14.519 Scheidsrechter: Nijhuis Video-assistent: Kamphuis |
| 15 september 2018 18:30 uur |              | Verslag | 18', 73' Lozano 45+2' De Jong 54' (pen.), 90+5' (pen.) Pereiro 75' Gutiérrez 90+2' Bergwijn | Stadion: Cars Jeans Stadion, Den Haag Toeschouwers: 14.519 Scheidsrechter: Nijhuis Video-assistent: Kamphuis |
| 15 september 2018 18:30 uur |              |         |                                                                                             | Stadion: Cars Jeans Stadion, Den Haag Toeschouwers: 14.519 Scheidsrechter: Nijhuis Video-assistent: Kamphuis |
| 15 september 2018 18:30 uur |              |         |                                                                                             | Stadion: Cars Jeans Stadion, Den Haag Toeschouwers: 14.519 Scheidsrechter: Nijhuis Video-assistent: Kamphuis |
|                             |              |         |                                                                                             | |

|                             |               |         |                   | |
| 15 september 2018 18:30 uur | De Graafschap | 1 – 2   | VVV-Venlo         | Stadion: De Vijverberg, Doetinchem Toeschouwers: 11.702 Scheidsrechter: Martens Video-assistent: Van de Graaf |
| 15 september 2018 18:30 uur | Burgzorg 89'  | Verslag | 6' Sušić 30' Post | Stadion: De Vijverberg, Doetinchem Toeschouwers: 11.702 Scheidsrechter: Martens Video-assistent: Van de Graaf |
| 15 september 2018 18:30 uur |               |         |                   | Stadion: De Vijverberg, Doetinchem Toeschouwers: 11.702 Scheidsrechter: Martens Video-assistent: Van de Graaf |
| 15 september 2018 18:30 uur |               |         |                   | Stadion: De Vijverberg, Doetinchem Toeschouwers: 11.702 Scheidsrechter: Martens Video-assistent: Van de Graaf |
|                             |               |         |                   | |

|                             |                         |         |                         | |
| 15 september 2018 20:45 uur | Willem II               | 2 – 2   | Excelsior               | Stadion: Koning Willem II Stadion, Tilburg Toeschouwers: 11.894 Scheidsrechter: Makkelie Video-assistent: Kooij |
| 15 september 2018 20:45 uur | Sol 86' Kristinsson 88' | Verslag | 31' Bruins 82' Mahmudov | Stadion: Koning Willem II Stadion, Tilburg Toeschouwers: 11.894 Scheidsrechter: Makkelie Video-assistent: Kooij |
| 15 september 2018 20:45 uur |                         |         |                         | Stadion: Koning Willem II Stadion, Tilburg Toeschouwers: 11.894 Scheidsrechter: Makkelie Video-assistent: Kooij |
| 15 september 2018 20:45 uur |                         |         |                         | Stadion: Koning Willem II Stadion, Tilburg Toeschouwers: 11.894 Scheidsrechter: Makkelie Video-assistent: Kooij |
|                             |                         |         |                         | |

|                             |                                     |         |              | |
| 15 september 2018 20:45 uur | Ajax                                | 3 – 0   | FC Groningen | Stadion: Johan Cruijff ArenA, Amsterdam Toeschouwers: 52.720 Scheidsrechter: Higler Video-assistent: Van Boekel |
| 15 september 2018 20:45 uur | Huntelaar 18' (pen.), 66' Tadić 76' | Verslag |              | Stadion: Johan Cruijff ArenA, Amsterdam Toeschouwers: 52.720 Scheidsrechter: Higler Video-assistent: Van Boekel |
| 15 september 2018 20:45 uur |                                     |         |              | Stadion: Johan Cruijff ArenA, Amsterdam Toeschouwers: 52.720 Scheidsrechter: Higler Video-assistent: Van Boekel |
| 15 september 2018 20:45 uur |                                     |         |              | Stadion: Johan Cruijff ArenA, Amsterdam Toeschouwers: 52.720 Scheidsrechter: Higler Video-assistent: Van Boekel |
|                             |                                     |         |              | |

|                             |                |         |              | |
| 16 september 2018 12:15 uur | AZ             | 1 – 1   | Feyenoord    | Stadion: AFAS Stadion, Alkmaar Toeschouwers: 14.362 Scheidsrechter: Kuipers Video-assistent: Makkelie |
| 16 september 2018 12:15 uur | Guðmundsson 5' | Verslag | 40' Berghuis | Stadion: AFAS Stadion, Alkmaar Toeschouwers: 14.362 Scheidsrechter: Kuipers Video-assistent: Makkelie |
| 16 september 2018 12:15 uur |                |         |              | Stadion: AFAS Stadion, Alkmaar Toeschouwers: 14.362 Scheidsrechter: Kuipers Video-assistent: Makkelie |
| 16 september 2018 12:15 uur |                |         |              | Stadion: AFAS Stadion, Alkmaar Toeschouwers: 14.362 Scheidsrechter: Kuipers Video-assistent: Makkelie |
|                             |                |         |              | |

|                             |                                       |         |                                                   | |
| 16 september 2018 14:30 uur | sc Heerenveen                         | 3 – 5   | Heracles Almelo                                   | Stadion: Abe Lenstra Stadion, Heerenveen Toeschouwers: 15.500 Scheidsrechter: Van Boekel Video-assistent: Van der Eijk |
| 16 september 2018 14:30 uur | Lammers 45+1', 53' (pen.) Thorsby 67' | Verslag | 12' Dalmau 48' Duarte 63', 72' Peterson 87' Osman | Stadion: Abe Lenstra Stadion, Heerenveen Toeschouwers: 15.500 Scheidsrechter: Van Boekel Video-assistent: Van der Eijk |
| 16 september 2018 14:30 uur |                                       |         |                                                   | Stadion: Abe Lenstra Stadion, Heerenveen Toeschouwers: 15.500 Scheidsrechter: Van Boekel Video-assistent: Van der Eijk |
| 16 september 2018 14:30 uur |                                       |         |                                                   | Stadion: Abe Lenstra Stadion, Heerenveen Toeschouwers: 15.500 Scheidsrechter: Van Boekel Video-assistent: Van der Eijk |
|                             |                                       |         |                                                   | |

|                             |                                  |         |                       | |
| 16 september 2018 14:30 uur | FC Utrecht                       | 1 – 2   | FC Emmen              | Stadion: Stadion Galgenwaard, Utrecht Toeschouwers: 16.720 Scheidsrechter: Blom Video-assistent: Teuben |
| 16 september 2018 14:30 uur | Van de Streek 13' Emanuelson 45' | Verslag | 51' Slagveer 78' Bijl | Stadion: Stadion Galgenwaard, Utrecht Toeschouwers: 16.720 Scheidsrechter: Blom Video-assistent: Teuben |
| 16 september 2018 14:30 uur |                                  |         |                       | Stadion: Stadion Galgenwaard, Utrecht Toeschouwers: 16.720 Scheidsrechter: Blom Video-assistent: Teuben |
| 16 september 2018 14:30 uur |                                  |         |                       | Stadion: Stadion Galgenwaard, Utrecht Toeschouwers: 16.720 Scheidsrechter: Blom Video-assistent: Teuben |
|                             |                                  |         |                       | |

|                             |                           |         |                                 | |
| 16 september 2018 14:30 uur | NAC Breda                 | 2 – 3   | Fortuna Sittard                 | Stadion: Rat Verlegh Stadion, Breda Toeschouwers: 18.712 Scheidsrechter: Gözübüyük Video-assistent: Gerrets |
| 16 september 2018 14:30 uur | Te Vrede 4' Kastaneer 71' | Verslag | 41', 53' El Messaoudi 81' Niňaj | Stadion: Rat Verlegh Stadion, Breda Toeschouwers: 18.712 Scheidsrechter: Gözübüyük Video-assistent: Gerrets |
| 16 september 2018 14:30 uur |                           |         |                                 | Stadion: Rat Verlegh Stadion, Breda Toeschouwers: 18.712 Scheidsrechter: Gözübüyük Video-assistent: Gerrets |
| 16 september 2018 14:30 uur |                           |         |                                 | Stadion: Rat Verlegh Stadion, Breda Toeschouwers: 18.712 Scheidsrechter: Gözübüyük Video-assistent: Gerrets |
|                             |                           |         |                                 | |

|                             |            |         |                 |                                                                                                   |
| 16 september 2018 16:45 uur | PEC Zwolle | 0 – 2   | Vitesse         | Stadion: MAC³PARK stadion, Zwolle Toeschouwers: 13.325 Scheidsrechter: Bax Video-assistent: Pérez |
| 16 september 2018 16:45 uur |            | Verslag | 26', 44' Matavž | Stadion: MAC³PARK stadion, Zwolle Toeschouwers: 13.325 Scheidsrechter: Bax Video-assistent: Pérez |
| 16 september 2018 16:45 uur |            |         |                 | Stadion: MAC³PARK stadion, Zwolle Toeschouwers: 13.325 Scheidsrechter: Bax Video-assistent: Pérez |
| 16 september 2018 16:45 uur |            |         |                 | Stadion: MAC³PARK stadion, Zwolle Toeschouwers: 13.325 Scheidsrechter: Bax Video-assistent: Pérez |
|                             |            |         |                 |                                                                                                   |

## Speelronde 6
|                             |                                                     |         |               | |
| 21 september 2018 20:00 uur | Heracles Almelo                                     | 4 – 0   | De Graafschap | Stadion: Polman Stadion, Almelo Toeschouwers: 10.829 Scheidsrechter: Blank Video-assistent: Higler |
| 21 september 2018 20:00 uur | Vet 27' (e.d.) Peterson 58' Kuwas 81' Vermeij 90+2' | Verslag | 86' Serrarens | Stadion: Polman Stadion, Almelo Toeschouwers: 10.829 Scheidsrechter: Blank Video-assistent: Higler |
| 21 september 2018 20:00 uur |                                                     |         |               | Stadion: Polman Stadion, Almelo Toeschouwers: 10.829 Scheidsrechter: Blank Video-assistent: Higler |
| 21 september 2018 20:00 uur |                                                     |         |               | Stadion: Polman Stadion, Almelo Toeschouwers: 10.829 Scheidsrechter: Blank Video-assistent: Higler |
|                             |                                                     |         |               | |

|                             |                                               |         |                                                         | |
| 22 september 2018 18:30 uur | Fortuna Sittard                               | 4 – 4   | Willem II                                               | Stadion: Fortuna Sittard Stadion, Sittard Toeschouwers: 8.537 Scheidsrechter: Lindhout Video-assistent: Van der Eijk |
| 22 september 2018 18:30 uur | Dammers 14' Novakovich 40', 53' Rodríguez 77' | Verslag | 27' (e.d.) El Messaoudi 34' Sol 46' Avdijaj 72' Crowley | Stadion: Fortuna Sittard Stadion, Sittard Toeschouwers: 8.537 Scheidsrechter: Lindhout Video-assistent: Van der Eijk |
| 22 september 2018 18:30 uur |                                               |         |                                                         | Stadion: Fortuna Sittard Stadion, Sittard Toeschouwers: 8.537 Scheidsrechter: Lindhout Video-assistent: Van der Eijk |
| 22 september 2018 18:30 uur |                                               |         |                                                         | Stadion: Fortuna Sittard Stadion, Sittard Toeschouwers: 8.537 Scheidsrechter: Lindhout Video-assistent: Van der Eijk |
|                             |                                               |         |                                                         | |

|                             |                              |         |                                         | |
| 22 september 2018 19:45 uur | Excelsior                    | 3 – 3   | sc Heerenveen                           | Stadion: Van Donge & De Roo Stadion, Rotterdam Toeschouwers: 4.008 Scheidsrechter: Van de Graaf Video-assistent: Van Herk |
| 22 september 2018 19:45 uur | Messaoud 12', 51' Bruins 42' | Verslag | 49' Bulthuis 59' Thorsby 90+2' Hornkamp | Stadion: Van Donge & De Roo Stadion, Rotterdam Toeschouwers: 4.008 Scheidsrechter: Van de Graaf Video-assistent: Van Herk |
| 22 september 2018 19:45 uur |                              |         |                                         | Stadion: Van Donge & De Roo Stadion, Rotterdam Toeschouwers: 4.008 Scheidsrechter: Van de Graaf Video-assistent: Van Herk |
| 22 september 2018 19:45 uur |                              |         |                                         | Stadion: Van Donge & De Roo Stadion, Rotterdam Toeschouwers: 4.008 Scheidsrechter: Van de Graaf Video-assistent: Van Herk |
|                             |                              |         |                                         | |

|                             |                                     |         |                      | |
| 22 september 2018 19:45 uur | VVV-Venlo                           | 3 – 0   | NAC Breda            | Stadion: Seacon Stadion - De Koel -, Venlo Toeschouwers: 6.167 Scheidsrechter: Kamphuis Video-assistent: Ruperti |
| 22 september 2018 19:45 uur | Opoku 22' Sušić 38' (pen.) Grot 53' | Verslag | 37', 88' Verschueren | Stadion: Seacon Stadion - De Koel -, Venlo Toeschouwers: 6.167 Scheidsrechter: Kamphuis Video-assistent: Ruperti |
| 22 september 2018 19:45 uur |                                     |         |                      | Stadion: Seacon Stadion - De Koel -, Venlo Toeschouwers: 6.167 Scheidsrechter: Kamphuis Video-assistent: Ruperti |
| 22 september 2018 19:45 uur |                                     |         |                      | Stadion: Seacon Stadion - De Koel -, Venlo Toeschouwers: 6.167 Scheidsrechter: Kamphuis Video-assistent: Ruperti |
|                             |                                     |         |                      | |

|                             |                                   |         |                | |
| 22 september 2018 20:45 uur | Vitesse                           | 1 – 1   | ADO Den Haag   | Stadion: GelreDome, Arnhem Toeschouwers: 14.023 Scheidsrechter: Manschot Video-assistent: Gözübüyük |
| 22 september 2018 20:45 uur | Matavž 18' Van der Werff 58', 90' | Verslag | 65' El Khayati | Stadion: GelreDome, Arnhem Toeschouwers: 14.023 Scheidsrechter: Manschot Video-assistent: Gözübüyük |
| 22 september 2018 20:45 uur |                                   |         |                | Stadion: GelreDome, Arnhem Toeschouwers: 14.023 Scheidsrechter: Manschot Video-assistent: Gözübüyük |
| 22 september 2018 20:45 uur |                                   |         |                | Stadion: GelreDome, Arnhem Toeschouwers: 14.023 Scheidsrechter: Manschot Video-assistent: Gözübüyük |
|                             |                                   |         |                | |

|                             |                |         |            | |
| 23 september 2018 12:15 uur | Feyenoord      | 1 – 0   | FC Utrecht | Stadion: Stadion Feijenoord, Rotterdam Toeschouwers: 45.000 Scheidsrechter: Higler Video-assistent: Kamphuis |
| 23 september 2018 12:15 uur | Van Persie 87' | Verslag |            | Stadion: Stadion Feijenoord, Rotterdam Toeschouwers: 45.000 Scheidsrechter: Higler Video-assistent: Kamphuis |
| 23 september 2018 12:15 uur |                |         |            | Stadion: Stadion Feijenoord, Rotterdam Toeschouwers: 45.000 Scheidsrechter: Higler Video-assistent: Kamphuis |
| 23 september 2018 12:15 uur |                |         |            | Stadion: Stadion Feijenoord, Rotterdam Toeschouwers: 45.000 Scheidsrechter: Higler Video-assistent: Kamphuis |
|                             |                |         |            | |

|                             |                                             |         |                                   | |
| 23 september 2018 14:30 uur | FC Groningen                                | 1 – 3   | AZ                                | Stadion: Hitachi Capital Mobility Stadion, Groningen Toeschouwers: 15.091 Scheidsrechter: Van Boekel Video-assistent: Oostrom |
| 23 september 2018 14:30 uur | Chabot 25' Zeefuik 45+1' Hrustić 45+2', 77' | Verslag | 27' Idrissi 76' Midtsjø 90' Maher | Stadion: Hitachi Capital Mobility Stadion, Groningen Toeschouwers: 15.091 Scheidsrechter: Van Boekel Video-assistent: Oostrom |
| 23 september 2018 14:30 uur |                                             |         |                                   | Stadion: Hitachi Capital Mobility Stadion, Groningen Toeschouwers: 15.091 Scheidsrechter: Van Boekel Video-assistent: Oostrom |
| 23 september 2018 14:30 uur |                                             |         |                                   | Stadion: Hitachi Capital Mobility Stadion, Groningen Toeschouwers: 15.091 Scheidsrechter: Van Boekel Video-assistent: Oostrom |
|                             |                                             |         |                                   | |

|                             |          |         |            | |
| 23 september 2018 14:30 uur | FC Emmen | 0 – 1   | PEC Zwolle | Stadion: De Oude Meerdijk, Emmen Toeschouwers: 8.401 Scheidsrechter: Kuipers Video-assistent: Dieperink |
| 23 september 2018 14:30 uur |          | Verslag | 30' Dekker | Stadion: De Oude Meerdijk, Emmen Toeschouwers: 8.401 Scheidsrechter: Kuipers Video-assistent: Dieperink |
| 23 september 2018 14:30 uur |          |         |            | Stadion: De Oude Meerdijk, Emmen Toeschouwers: 8.401 Scheidsrechter: Kuipers Video-assistent: Dieperink |
| 23 september 2018 14:30 uur |          |         |            | Stadion: De Oude Meerdijk, Emmen Toeschouwers: 8.401 Scheidsrechter: Kuipers Video-assistent: Dieperink |
|                             |          |         |            | |

|                             |                                    |         |      | |
| 23 september 2018 16:45 uur | PSV                                | 3 – 0   | Ajax | Stadion: Philips Stadion, Eindhoven Toeschouwers: 35.000 Scheidsrechter: Makkelie Video-assistent: Nijhuis |
| 23 september 2018 16:45 uur | Pereiro 21' De Jong 24' Lozano 35' | Verslag |      | Stadion: Philips Stadion, Eindhoven Toeschouwers: 35.000 Scheidsrechter: Makkelie Video-assistent: Nijhuis |
| 23 september 2018 16:45 uur |                                    |         |      | Stadion: Philips Stadion, Eindhoven Toeschouwers: 35.000 Scheidsrechter: Makkelie Video-assistent: Nijhuis |
| 23 september 2018 16:45 uur |                                    |         |      | Stadion: Philips Stadion, Eindhoven Toeschouwers: 35.000 Scheidsrechter: Makkelie Video-assistent: Nijhuis |
|                             |                                    |         |      | |

## Speelronde 7
|                             |               |         |              | |
| 29 september 2018 18:30 uur | sc Heerenveen | 1 – 1   | ADO Den Haag | Stadion: Abe Lenstra Stadion, Heerenveen Toeschouwers: 16.550 Scheidsrechter: S. Mulder Video-assistent: Blank |
| 29 september 2018 18:30 uur | Vlap 31'      | Verslag | 45' Necid    | Stadion: Abe Lenstra Stadion, Heerenveen Toeschouwers: 16.550 Scheidsrechter: S. Mulder Video-assistent: Blank |
| 29 september 2018 18:30 uur |               |         |              | Stadion: Abe Lenstra Stadion, Heerenveen Toeschouwers: 16.550 Scheidsrechter: S. Mulder Video-assistent: Blank |
| 29 september 2018 18:30 uur |               |         |              | Stadion: Abe Lenstra Stadion, Heerenveen Toeschouwers: 16.550 Scheidsrechter: S. Mulder Video-assistent: Blank |
|                             |               |         |              | |

|                             |           |         |                         | |
| 29 september 2018 18:30 uur | NAC Breda | 0 – 2   | PSV                     | Stadion: Rat Verlegh Stadion, Breda Toeschouwers: 18.926 Scheidsrechter: Higler Video-assistent: Bax |
| 29 september 2018 18:30 uur |           | Verslag | 48' De Jong 90+2' Malen | Stadion: Rat Verlegh Stadion, Breda Toeschouwers: 18.926 Scheidsrechter: Higler Video-assistent: Bax |
| 29 september 2018 18:30 uur |           |         |                         | Stadion: Rat Verlegh Stadion, Breda Toeschouwers: 18.926 Scheidsrechter: Higler Video-assistent: Bax |
| 29 september 2018 18:30 uur |           |         |                         | Stadion: Rat Verlegh Stadion, Breda Toeschouwers: 18.926 Scheidsrechter: Higler Video-assistent: Bax |
|                             |           |         |                         | |

|                             |                 |         |                        | |
| 29 september 2018 20:45 uur | Fortuna Sittard | 0 – 2   | Ajax                   | Stadion: Fortuna Sittard Stadion, Sittard Toeschouwers: 12.004 Scheidsrechter: Van Boekel Video-assistent: Van de Graaf |
| 29 september 2018 20:45 uur |                 | Verslag | 49' Dolberg 78' Ziyech | Stadion: Fortuna Sittard Stadion, Sittard Toeschouwers: 12.004 Scheidsrechter: Van Boekel Video-assistent: Van de Graaf |
| 29 september 2018 20:45 uur |                 |         |                        | Stadion: Fortuna Sittard Stadion, Sittard Toeschouwers: 12.004 Scheidsrechter: Van Boekel Video-assistent: Van de Graaf |
| 29 september 2018 20:45 uur |                 |         |                        | Stadion: Fortuna Sittard Stadion, Sittard Toeschouwers: 12.004 Scheidsrechter: Van Boekel Video-assistent: Van de Graaf |
|                             |                 |         |                        | |

|                             |                           |         |           | |
| 29 september 2018 20:45 uur | Excelsior                 | 1 – 0   | VVV-Venlo | Stadion: Van Donge & De Roo Stadion, Rotterdam Toeschouwers: 4.106 Scheidsrechter: Pérez Video-assistent: C. Mulder |
| 29 september 2018 20:45 uur | Ómarsson 20' Messaoud 85' | Verslag |           | Stadion: Van Donge & De Roo Stadion, Rotterdam Toeschouwers: 4.106 Scheidsrechter: Pérez Video-assistent: C. Mulder |
| 29 september 2018 20:45 uur |                           |         |           | Stadion: Van Donge & De Roo Stadion, Rotterdam Toeschouwers: 4.106 Scheidsrechter: Pérez Video-assistent: C. Mulder |
| 29 september 2018 20:45 uur |                           |         |           | Stadion: Van Donge & De Roo Stadion, Rotterdam Toeschouwers: 4.106 Scheidsrechter: Pérez Video-assistent: C. Mulder |
|                             |                           |         |           | |

|                             |                      |         |                   | |
| 30 september 2018 12:15 uur | Heracles Almelo      | 2 – 1   | FC Emmen          | Stadion: Polman Stadion, Almelo Toeschouwers: 10.217 Scheidsrechter: Makkelie Video-assistent: Pérez |
| 30 september 2018 12:15 uur | Kuwas 6' Peterson 7' | Verslag | 68' (pen.) Jansen | Stadion: Polman Stadion, Almelo Toeschouwers: 10.217 Scheidsrechter: Makkelie Video-assistent: Pérez |
| 30 september 2018 12:15 uur |                      |         |                   | Stadion: Polman Stadion, Almelo Toeschouwers: 10.217 Scheidsrechter: Makkelie Video-assistent: Pérez |
| 30 september 2018 12:15 uur |                      |         |                   | Stadion: Polman Stadion, Almelo Toeschouwers: 10.217 Scheidsrechter: Makkelie Video-assistent: Pérez |
|                             |                      |         |                   | |

|                             |                     |         |                             | |
| 30 september 2018 14:30 uur | AZ                  | 2 – 2   | PEC Zwolle                  | Stadion: AFAS Stadion, Alkmaar Toeschouwers: 15.354 Scheidsrechter: Kamphuis Video-assistent: Martens |
| 30 september 2018 14:30 uur | Idrissi 10' Til 76' | Verslag | 36' Van Crooij 88' Flemming | Stadion: AFAS Stadion, Alkmaar Toeschouwers: 15.354 Scheidsrechter: Kamphuis Video-assistent: Martens |
| 30 september 2018 14:30 uur |                     |         |                             | Stadion: AFAS Stadion, Alkmaar Toeschouwers: 15.354 Scheidsrechter: Kamphuis Video-assistent: Martens |
| 30 september 2018 14:30 uur |                     |         |                             | Stadion: AFAS Stadion, Alkmaar Toeschouwers: 15.354 Scheidsrechter: Kamphuis Video-assistent: Martens |
|                             |                     |         |                             | |

|                             |                              |         |                                            | |
| 30 september 2018 14:30 uur | De Graafschap                | 2 – 1   | Willem II                                  | Stadion: De Vijverberg, Doetinchem Toeschouwers: 12.005 Scheidsrechter: Bax Video-assistent: Kooij |
| 30 september 2018 14:30 uur | Nijland 21' Lewis 89' (e.d.) | Verslag | 19' Akkaynak 49' Saddiki 27', 64' Palacios | Stadion: De Vijverberg, Doetinchem Toeschouwers: 12.005 Scheidsrechter: Bax Video-assistent: Kooij |
| 30 september 2018 14:30 uur |                              |         |                                            | Stadion: De Vijverberg, Doetinchem Toeschouwers: 12.005 Scheidsrechter: Bax Video-assistent: Kooij |
| 30 september 2018 14:30 uur |                              |         |                                            | Stadion: De Vijverberg, Doetinchem Toeschouwers: 12.005 Scheidsrechter: Bax Video-assistent: Kooij |
|                             |                              |         |                                            | |

|                             |                    |         |                                 | |
| 30 september 2018 14:30 uur | FC Groningen       | 1 – 1   | FC Utrecht                      | Stadion: Hitachi Capital Mobility Stadion, Groningen Toeschouwers: 16.293 Scheidsrechter: Nijhuis Video-assistent: Manschot |
| 30 september 2018 14:30 uur | Mendes Moreira 76' | Verslag | 16' Van de Streek 66' Gustafson | Stadion: Hitachi Capital Mobility Stadion, Groningen Toeschouwers: 16.293 Scheidsrechter: Nijhuis Video-assistent: Manschot |
| 30 september 2018 14:30 uur |                    |         |                                 | Stadion: Hitachi Capital Mobility Stadion, Groningen Toeschouwers: 16.293 Scheidsrechter: Nijhuis Video-assistent: Manschot |
| 30 september 2018 14:30 uur |                    |         |                                 | Stadion: Hitachi Capital Mobility Stadion, Groningen Toeschouwers: 16.293 Scheidsrechter: Nijhuis Video-assistent: Manschot |
|                             |                    |         |                                 | |

|                             |                                    |         |                                      | |
| 30 september 2018 16:45 uur | Feyenoord                          | 2 – 1   | Vitesse                              | Stadion: Stadion Feijenoord, Rotterdam Toeschouwers: 45.000 Scheidsrechter: Gözübüyük Video-assistent: Van den Kerkhof |
| 30 september 2018 16:45 uur | Botteghin 47' Van Persie 88' 90+1' | Verslag | 32' Bero 63' Bruns 86', 90+5' Doekhi | Stadion: Stadion Feijenoord, Rotterdam Toeschouwers: 45.000 Scheidsrechter: Gözübüyük Video-assistent: Van den Kerkhof |
| 30 september 2018 16:45 uur |                                    |         |                                      | Stadion: Stadion Feijenoord, Rotterdam Toeschouwers: 45.000 Scheidsrechter: Gözübüyük Video-assistent: Van den Kerkhof |
| 30 september 2018 16:45 uur |                                    |         |                                      | Stadion: Stadion Feijenoord, Rotterdam Toeschouwers: 45.000 Scheidsrechter: Gözübüyük Video-assistent: Van den Kerkhof |
|                             |                                    |         |                                      | |

## Speelronde 8
|                          |                             |         |               | |
| 5 oktober 2018 20:00 uur | FC Utrecht                  | 2 – 1   | NAC Breda     | Stadion: Stadion Galgenwaard, Utrecht Toeschouwers: 17.386 Scheidsrechter: Kuipers Video-assistent: Dieperink |
| 5 oktober 2018 20:00 uur | Gustafson 45+5' (pen.), 49' | Verslag | 65' Rosheuvel | Stadion: Stadion Galgenwaard, Utrecht Toeschouwers: 17.386 Scheidsrechter: Kuipers Video-assistent: Dieperink |
| 5 oktober 2018 20:00 uur |                             |         |               | Stadion: Stadion Galgenwaard, Utrecht Toeschouwers: 17.386 Scheidsrechter: Kuipers Video-assistent: Dieperink |
| 5 oktober 2018 20:00 uur |                             |         |               | Stadion: Stadion Galgenwaard, Utrecht Toeschouwers: 17.386 Scheidsrechter: Kuipers Video-assistent: Dieperink |
|                          |                             |         |               | |

|                          |              |         |              | |
| 6 oktober 2018 18:30 uur | ADO Den Haag | 1 – 0   | FC Groningen | Stadion: Cars Jeans Stadion, Den Haag Toeschouwers: 11.584 Scheidsrechter: Lindhout Video-assistent: Teuben |
| 6 oktober 2018 18:30 uur | Hooi 32'     | Verslag |              | Stadion: Cars Jeans Stadion, Den Haag Toeschouwers: 11.584 Scheidsrechter: Lindhout Video-assistent: Teuben |
| 6 oktober 2018 18:30 uur |              |         |              | Stadion: Cars Jeans Stadion, Den Haag Toeschouwers: 11.584 Scheidsrechter: Lindhout Video-assistent: Teuben |
| 6 oktober 2018 18:30 uur |              |         |              | Stadion: Cars Jeans Stadion, Den Haag Toeschouwers: 11.584 Scheidsrechter: Lindhout Video-assistent: Teuben |
|                          |              |         |              | |

|                          |                        |         |           | |
| 6 oktober 2018 19:45 uur | PEC Zwolle             | 2 – 0   | Excelsior | Stadion: MAC³PARK stadion, Zwolle Toeschouwers: 13.562 Scheidsrechter: Van den Kerkhof Video-assistent: Van Herk |
| 6 oktober 2018 19:45 uur | Van Duinen 23' Lam 55' | Verslag |           | Stadion: MAC³PARK stadion, Zwolle Toeschouwers: 13.562 Scheidsrechter: Van den Kerkhof Video-assistent: Van Herk |
| 6 oktober 2018 19:45 uur |                        |         |           | Stadion: MAC³PARK stadion, Zwolle Toeschouwers: 13.562 Scheidsrechter: Van den Kerkhof Video-assistent: Van Herk |
| 6 oktober 2018 19:45 uur |                        |         |           | Stadion: MAC³PARK stadion, Zwolle Toeschouwers: 13.562 Scheidsrechter: Van den Kerkhof Video-assistent: Van Herk |
|                          |                        |         |           | |

|                          |                                                    |         |           | |
| 6 oktober 2018 19:45 uur | PSV                                                | 4 – 0   | VVV-Venlo | Stadion: Philips Stadion, Eindhoven Toeschouwers: 33.800 Scheidsrechter: S. Mulder Video-assistent: Van de Graaf |
| 6 oktober 2018 19:45 uur | Lozano 34', 90+2' (pen.) De Jong 64' Gutiérrez 87' | Verslag |           | Stadion: Philips Stadion, Eindhoven Toeschouwers: 33.800 Scheidsrechter: S. Mulder Video-assistent: Van de Graaf |
| 6 oktober 2018 19:45 uur |                                                    |         |           | Stadion: Philips Stadion, Eindhoven Toeschouwers: 33.800 Scheidsrechter: S. Mulder Video-assistent: Van de Graaf |
| 6 oktober 2018 19:45 uur |                                                    |         |           | Stadion: Philips Stadion, Eindhoven Toeschouwers: 33.800 Scheidsrechter: S. Mulder Video-assistent: Van de Graaf |
|                          |                                                    |         |           | |

|                          |               |         |                                             | |
| 6 oktober 2018 20:45 uur | De Graafschap | 0 – 5   | sc Heerenveen                               | Stadion: De Vijverberg, Doetinchem Toeschouwers: 12.102 Scheidsrechter: Makkelie Video-assistent: Ruperti |
| 6 oktober 2018 20:45 uur | Bakker 51'    | Verslag | 25', 28' Lammers 36', 40' Vlap 88' Hornkamp | Stadion: De Vijverberg, Doetinchem Toeschouwers: 12.102 Scheidsrechter: Makkelie Video-assistent: Ruperti |
| 6 oktober 2018 20:45 uur |               |         |                                             | Stadion: De Vijverberg, Doetinchem Toeschouwers: 12.102 Scheidsrechter: Makkelie Video-assistent: Ruperti |
| 6 oktober 2018 20:45 uur |               |         |                                             | Stadion: De Vijverberg, Doetinchem Toeschouwers: 12.102 Scheidsrechter: Makkelie Video-assistent: Ruperti |
|                          |               |         |                                             | |

|                          |                                          |         |                                         | |
| 7 oktober 2018 12:15 uur | FC Emmen                                 | 3 – 3   | Fortuna Sittard                         | Stadion: De Oude Meerdijk, Emmen Toeschouwers: 8.300 Scheidsrechter: Kooij Video-assistent: Gözübüyük |
| 7 oktober 2018 12:15 uur | Dammers 37' (e.d.) Arias 66' Bannink 73' | Verslag | 70' Semedo 80' Stokkers 90+1' Rodríguez | Stadion: De Oude Meerdijk, Emmen Toeschouwers: 8.300 Scheidsrechter: Kooij Video-assistent: Gözübüyük |
| 7 oktober 2018 12:15 uur |                                          |         |                                         | Stadion: De Oude Meerdijk, Emmen Toeschouwers: 8.300 Scheidsrechter: Kooij Video-assistent: Gözübüyük |
| 7 oktober 2018 12:15 uur |                                          |         |                                         | Stadion: De Oude Meerdijk, Emmen Toeschouwers: 8.300 Scheidsrechter: Kooij Video-assistent: Gözübüyük |
|                          |                                          |         |                                         | |

|                          |           |         |                     | |
| 7 oktober 2018 14:30 uur | Willem II | 1 – 1   | Feyenoord           | Stadion: Koning Willem II Stadion, Tilburg Toeschouwers: 13.550 Scheidsrechter: Blom Video-assistent: Martens |
| 7 oktober 2018 14:30 uur | Sol 85'   | Verslag | 73' (pen.) Berghuis | Stadion: Koning Willem II Stadion, Tilburg Toeschouwers: 13.550 Scheidsrechter: Blom Video-assistent: Martens |
| 7 oktober 2018 14:30 uur |           |         |                     | Stadion: Koning Willem II Stadion, Tilburg Toeschouwers: 13.550 Scheidsrechter: Blom Video-assistent: Martens |
| 7 oktober 2018 14:30 uur |           |         |                     | Stadion: Koning Willem II Stadion, Tilburg Toeschouwers: 13.550 Scheidsrechter: Blom Video-assistent: Martens |
|                          |           |         |                     | |

|                          |                                               |         |                 | |
| 7 oktober 2018 14:30 uur | Vitesse                                       | 4 – 0   | Heracles Almelo | Stadion: GelreDome, Arnhem Toeschouwers: 14.338 Scheidsrechter: Kamphuis Video-assistent: Lindhout |
| 7 oktober 2018 14:30 uur | Foor 11' Darfalou 42', 66' Büttner 73' (pen.) | Verslag |                 | Stadion: GelreDome, Arnhem Toeschouwers: 14.338 Scheidsrechter: Kamphuis Video-assistent: Lindhout |
| 7 oktober 2018 14:30 uur |                                               |         |                 | Stadion: GelreDome, Arnhem Toeschouwers: 14.338 Scheidsrechter: Kamphuis Video-assistent: Lindhout |
| 7 oktober 2018 14:30 uur |                                               |         |                 | Stadion: GelreDome, Arnhem Toeschouwers: 14.338 Scheidsrechter: Kamphuis Video-assistent: Lindhout |
|                          |                                               |         |                 | |

|                          |                                                                      |         |    | |
| 7 oktober 2018 16:45 uur | Ajax                                                                 | 5 – 0   | AZ | Stadion: Johan Cruijff ArenA, Amsterdam Toeschouwers: 53.185 Scheidsrechter: Higler Video-assistent: Nijhuis |
| 7 oktober 2018 16:45 uur | Van de Beek 3' Dolberg 48' Van Rhijn 52' (e.d.) Ziyech 61' Tadić 84' | Verslag |    | Stadion: Johan Cruijff ArenA, Amsterdam Toeschouwers: 53.185 Scheidsrechter: Higler Video-assistent: Nijhuis |
| 7 oktober 2018 16:45 uur |                                                                      |         |    | Stadion: Johan Cruijff ArenA, Amsterdam Toeschouwers: 53.185 Scheidsrechter: Higler Video-assistent: Nijhuis |
| 7 oktober 2018 16:45 uur |                                                                      |         |    | Stadion: Johan Cruijff ArenA, Amsterdam Toeschouwers: 53.185 Scheidsrechter: Higler Video-assistent: Nijhuis |
|                          |                                                                      |         |    | |

## Speelronde 9
|                           |                                                            |         |          | |
| 20 oktober 2018 18:30 uur | PSV                                                        | 6 – 0   | FC Emmen | Stadion: Philips Stadion, Eindhoven Toeschouwers: 34.200 Scheidsrechter: Nijhuis Video-assistent: Blank |
| 20 oktober 2018 18:30 uur | Pereiro 12', 42' De Jong 29', 36' Gutiérrez 79' Lozano 88' | Verslag |          | Stadion: Philips Stadion, Eindhoven Toeschouwers: 34.200 Scheidsrechter: Nijhuis Video-assistent: Blank |
| 20 oktober 2018 18:30 uur |                                                            |         |          | Stadion: Philips Stadion, Eindhoven Toeschouwers: 34.200 Scheidsrechter: Nijhuis Video-assistent: Blank |
| 20 oktober 2018 18:30 uur |                                                            |         |          | Stadion: Philips Stadion, Eindhoven Toeschouwers: 34.200 Scheidsrechter: Nijhuis Video-assistent: Blank |
|                           |                                                            |         |          | |

|                           |                                             |         |         | |
| 20 oktober 2018 18:30 uur | Excelsior                                   | 2 – 0   | Vitesse | Stadion: Van Donge & De Roo Stadion, Rotterdam Toeschouwers: 4.397 Scheidsrechter: Kuipers Video-assistent: Bijl |
| 20 oktober 2018 18:30 uur | Clark 40' (e.d.) Mattheij 70' Stevens 90+1' | Verslag |         | Stadion: Van Donge & De Roo Stadion, Rotterdam Toeschouwers: 4.397 Scheidsrechter: Kuipers Video-assistent: Bijl |
| 20 oktober 2018 18:30 uur |                                             |         |         | Stadion: Van Donge & De Roo Stadion, Rotterdam Toeschouwers: 4.397 Scheidsrechter: Kuipers Video-assistent: Bijl |
| 20 oktober 2018 18:30 uur |                                             |         |         | Stadion: Van Donge & De Roo Stadion, Rotterdam Toeschouwers: 4.397 Scheidsrechter: Kuipers Video-assistent: Bijl |
|                           |                                             |         |         | |

|                           |               |         |                                                   | |
| 20 oktober 2018 20:45 uur | sc Heerenveen | 0 – 4   | Ajax                                              | Stadion: Abe Lenstra Stadion, Heerenveen Toeschouwers: 23.315 Scheidsrechter: Van Boekel Video-assistent: Manschot |
| 20 oktober 2018 20:45 uur |               | Verslag | 3' Schöne 42' Ziyech 52' (pen.) Tadić 56' Dolberg | Stadion: Abe Lenstra Stadion, Heerenveen Toeschouwers: 23.315 Scheidsrechter: Van Boekel Video-assistent: Manschot |
| 20 oktober 2018 20:45 uur |               |         |                                                   | Stadion: Abe Lenstra Stadion, Heerenveen Toeschouwers: 23.315 Scheidsrechter: Van Boekel Video-assistent: Manschot |
| 20 oktober 2018 20:45 uur |               |         |                                                   | Stadion: Abe Lenstra Stadion, Heerenveen Toeschouwers: 23.315 Scheidsrechter: Van Boekel Video-assistent: Manschot |
|                           |               |         |                                                   | |

|                           |                                     |         |            | |
| 20 oktober 2018 20:45 uur | FC Utrecht                          | 2 – 1   | AZ         | Stadion: Stadion Galgenwaard, Utrecht Toeschouwers: 18.294 Scheidsrechter: Blom Video-assistent: Van den Kerkhof |
| 20 oktober 2018 20:45 uur | Emanuelson 36' Van Rhijn 87' (e.d.) | Verslag | 2' Johnsen | Stadion: Stadion Galgenwaard, Utrecht Toeschouwers: 18.294 Scheidsrechter: Blom Video-assistent: Van den Kerkhof |
| 20 oktober 2018 20:45 uur |                                     |         |            | Stadion: Stadion Galgenwaard, Utrecht Toeschouwers: 18.294 Scheidsrechter: Blom Video-assistent: Van den Kerkhof |
| 20 oktober 2018 20:45 uur |                                     |         |            | Stadion: Stadion Galgenwaard, Utrecht Toeschouwers: 18.294 Scheidsrechter: Blom Video-assistent: Van den Kerkhof |
|                           |                                     |         |            | |

|                           |                                   |         |                         | |
| 21 oktober 2018 12:15 uur | NAC Breda                         | 2 – 2   | Willem II               | Stadion: Rat Verlegh Stadion, Breda Toeschouwers: 18.892 Scheidsrechter: Gözübüyük Video-assistent: Nijhuis |
| 21 oktober 2018 12:15 uur | Te Vrede 28' Rosheuvel 74' (pen.) | Verslag | 35' Meißner 42' Avdijaj | Stadion: Rat Verlegh Stadion, Breda Toeschouwers: 18.892 Scheidsrechter: Gözübüyük Video-assistent: Nijhuis |
| 21 oktober 2018 12:15 uur |                                   |         |                         | Stadion: Rat Verlegh Stadion, Breda Toeschouwers: 18.892 Scheidsrechter: Gözübüyük Video-assistent: Nijhuis |
| 21 oktober 2018 12:15 uur |                                   |         |                         | Stadion: Rat Verlegh Stadion, Breda Toeschouwers: 18.892 Scheidsrechter: Gözübüyük Video-assistent: Nijhuis |
|                           |                                   |         |                         | |

|                           |                                       |         |            | |
| 21 oktober 2018 14:30 uur | Feyenoord                             | 3 – 0   | PEC Zwolle | Stadion: Stadion Feijenoord, Rotterdam Toeschouwers: 45.600 Scheidsrechter: S. Mulder Video-assistent: Kuipers |
| 21 oktober 2018 14:30 uur | Clasie 18' Jørgensen 44' Berghuis 73' | Verslag |            | Stadion: Stadion Feijenoord, Rotterdam Toeschouwers: 45.600 Scheidsrechter: S. Mulder Video-assistent: Kuipers |
| 21 oktober 2018 14:30 uur |                                       |         |            | Stadion: Stadion Feijenoord, Rotterdam Toeschouwers: 45.600 Scheidsrechter: S. Mulder Video-assistent: Kuipers |
| 21 oktober 2018 14:30 uur |                                       |         |            | Stadion: Stadion Feijenoord, Rotterdam Toeschouwers: 45.600 Scheidsrechter: S. Mulder Video-assistent: Kuipers |
|                           |                                       |         |            | |

|                           |                                  |         |              | |
| 21 oktober 2018 14:30 uur | Heracles Almelo                  | 4 – 1   | FC Groningen | Stadion: Polman Stadion, Almelo Toeschouwers: 11.237 Scheidsrechter: Van den Kerkhof Video-assistent: Cantineau |
| 21 oktober 2018 14:30 uur | Dalmau 25', 46' Kuwas 78', 90+2' | Verslag | 14' Mahi     | Stadion: Polman Stadion, Almelo Toeschouwers: 11.237 Scheidsrechter: Van den Kerkhof Video-assistent: Cantineau |
| 21 oktober 2018 14:30 uur |                                  |         |              | Stadion: Polman Stadion, Almelo Toeschouwers: 11.237 Scheidsrechter: Van den Kerkhof Video-assistent: Cantineau |
| 21 oktober 2018 14:30 uur |                                  |         |              | Stadion: Polman Stadion, Almelo Toeschouwers: 11.237 Scheidsrechter: Van den Kerkhof Video-assistent: Cantineau |
|                           |                                  |         |              | |

|                           |                          |         |              | |
| 21 oktober 2018 14:30 uur | VVV-Venlo                | 2 – 0   | ADO Den Haag | Stadion: Seacon Stadion - De Koel -, Venlo Toeschouwers: 7.051 Scheidsrechter: Blank Video-assistent: C. Mulder |
| 21 oktober 2018 14:30 uur | Mlapa 2' (pen.) Grot 85' | Verslag |              | Stadion: Seacon Stadion - De Koel -, Venlo Toeschouwers: 7.051 Scheidsrechter: Blank Video-assistent: C. Mulder |
| 21 oktober 2018 14:30 uur |                          |         |              | Stadion: Seacon Stadion - De Koel -, Venlo Toeschouwers: 7.051 Scheidsrechter: Blank Video-assistent: C. Mulder |
| 21 oktober 2018 14:30 uur |                          |         |              | Stadion: Seacon Stadion - De Koel -, Venlo Toeschouwers: 7.051 Scheidsrechter: Blank Video-assistent: C. Mulder |
|                           |                          |         |              | |

|                           |                            |         |               | |
| 21 oktober 2018 16:45 uur | Fortuna Sittard            | 3 – 1   | De Graafschap | Stadion: Fortuna Sittard Stadion, Sittard Toeschouwers: 8.527 Scheidsrechter: Martens Video-assistent: Blom |
| 21 oktober 2018 16:45 uur | Lamprou 38', 83' Niňaj 88' | Verslag | 50' El Jebli  | Stadion: Fortuna Sittard Stadion, Sittard Toeschouwers: 8.527 Scheidsrechter: Martens Video-assistent: Blom |
| 21 oktober 2018 16:45 uur |                            |         |               | Stadion: Fortuna Sittard Stadion, Sittard Toeschouwers: 8.527 Scheidsrechter: Martens Video-assistent: Blom |
| 21 oktober 2018 16:45 uur |                            |         |               | Stadion: Fortuna Sittard Stadion, Sittard Toeschouwers: 8.527 Scheidsrechter: Martens Video-assistent: Blom |
|                           |                            |         |               | |

## Speelronde 10
|                           |               |         |                       | |
| 26 oktober 2018 20:00 uur | FC Emmen      | 1 – 1   | VVV-Venlo             | Stadion: De Oude Meerdijk, Emmen Toeschouwers: 8.300 Scheidsrechter: Dieperink Video-assistent: Van der Eijk |
| 26 oktober 2018 20:00 uur | Gronsveld 65' | Verslag | 15' Mlapa 19' Janssen | Stadion: De Oude Meerdijk, Emmen Toeschouwers: 8.300 Scheidsrechter: Dieperink Video-assistent: Van der Eijk |
| 26 oktober 2018 20:00 uur |               |         |                       | Stadion: De Oude Meerdijk, Emmen Toeschouwers: 8.300 Scheidsrechter: Dieperink Video-assistent: Van der Eijk |
| 26 oktober 2018 20:00 uur |               |         |                       | Stadion: De Oude Meerdijk, Emmen Toeschouwers: 8.300 Scheidsrechter: Dieperink Video-assistent: Van der Eijk |
|                           |               |         |                       | |

|                           |                |         |           | |
| 27 oktober 2018 18:30 uur | ADO Den Haag   | 1 – 1   | NAC Breda | Stadion: Cars Jeans Stadion, Den Haag Toeschouwers: 12.199 Scheidsrechter: Van Boekel Video-assistent: Oostrom |
| 27 oktober 2018 18:30 uur | El Khayati 17' | Verslag | 12' Ilić  | Stadion: Cars Jeans Stadion, Den Haag Toeschouwers: 12.199 Scheidsrechter: Van Boekel Video-assistent: Oostrom |
| 27 oktober 2018 18:30 uur |                |         |           | Stadion: Cars Jeans Stadion, Den Haag Toeschouwers: 12.199 Scheidsrechter: Van Boekel Video-assistent: Oostrom |
| 27 oktober 2018 18:30 uur |                |         |           | Stadion: Cars Jeans Stadion, Den Haag Toeschouwers: 12.199 Scheidsrechter: Van Boekel Video-assistent: Oostrom |
|                           |                |         |           | |

|                           |                                                         |         |                                | |
| 27 oktober 2018 19:45 uur | De Graafschap                                           | 4 – 1   | Excelsior                      | Stadion: De Vijverberg, Doetinchem Toeschouwers: 12.108 Scheidsrechter: Kooij Video-assistent: Van Herk |
| 27 oktober 2018 19:45 uur | Van Mieghem 25' Narsingh 50' El Jebli 55' Serrarens 70' | Verslag | 38' Ómarsson 42', 66' Mattheij | Stadion: De Vijverberg, Doetinchem Toeschouwers: 12.108 Scheidsrechter: Kooij Video-assistent: Van Herk |
| 27 oktober 2018 19:45 uur |                                                         |         |                                | Stadion: De Vijverberg, Doetinchem Toeschouwers: 12.108 Scheidsrechter: Kooij Video-assistent: Van Herk |
| 27 oktober 2018 19:45 uur |                                                         |         |                                | Stadion: De Vijverberg, Doetinchem Toeschouwers: 12.108 Scheidsrechter: Kooij Video-assistent: Van Herk |
|                           |                                                         |         |                                | |

|                           |                      |         |                          | |
| 27 oktober 2018 19:45 uur | FC Groningen         | 1 – 2   | PSV                      | Stadion: Hitachi Capital Mobility Stadion, Groningen Toeschouwers: 18.445 Scheidsrechter: Makkelie Video-assistent: Gözübüyük |
| 27 oktober 2018 19:45 uur | Memišević 42' (pen.) | Verslag | 45+1' Malen 86' Dumfries | Stadion: Hitachi Capital Mobility Stadion, Groningen Toeschouwers: 18.445 Scheidsrechter: Makkelie Video-assistent: Gözübüyük |
| 27 oktober 2018 19:45 uur |                      |         |                          | Stadion: Hitachi Capital Mobility Stadion, Groningen Toeschouwers: 18.445 Scheidsrechter: Makkelie Video-assistent: Gözübüyük |
| 27 oktober 2018 19:45 uur |                      |         |                          | Stadion: Hitachi Capital Mobility Stadion, Groningen Toeschouwers: 18.445 Scheidsrechter: Makkelie Video-assistent: Gözübüyük |
|                           |                      |         |                          | |

|                           |                |         |                 | |
| 27 oktober 2018 20:45 uur | PEC Zwolle     | 1 – 1   | Heracles Almelo | Stadion: MAC³PARK stadion, Zwolle Toeschouwers: 13.523 Scheidsrechter: Van de Graaf Video-assistent: Higler |
| 27 oktober 2018 20:45 uur | Van Duinen 73' | Verslag | 17' Dalmau      | Stadion: MAC³PARK stadion, Zwolle Toeschouwers: 13.523 Scheidsrechter: Van de Graaf Video-assistent: Higler |
| 27 oktober 2018 20:45 uur |                |         |                 | Stadion: MAC³PARK stadion, Zwolle Toeschouwers: 13.523 Scheidsrechter: Van de Graaf Video-assistent: Higler |
| 27 oktober 2018 20:45 uur |                |         |                 | Stadion: MAC³PARK stadion, Zwolle Toeschouwers: 13.523 Scheidsrechter: Van de Graaf Video-assistent: Higler |
|                           |                |         |                 | |

|                           |                            |         |                 |                                                                                                 |
| 28 oktober 2018 12:15 uur | Vitesse                    | 2 – 1   | Fortuna Sittard | Stadion: GelreDome, Arnhem Toeschouwers: 15.879 Scheidsrechter: Higler Video-assistent: Gerrets |
| 28 oktober 2018 12:15 uur | Van der Werff 12' Bero 66' | Verslag | 45+2' Vidigal   | Stadion: GelreDome, Arnhem Toeschouwers: 15.879 Scheidsrechter: Higler Video-assistent: Gerrets |
| 28 oktober 2018 12:15 uur |                            |         |                 | Stadion: GelreDome, Arnhem Toeschouwers: 15.879 Scheidsrechter: Higler Video-assistent: Gerrets |
| 28 oktober 2018 12:15 uur |                            |         |                 | Stadion: GelreDome, Arnhem Toeschouwers: 15.879 Scheidsrechter: Higler Video-assistent: Gerrets |
|                           |                            |         |                 |                                                                                                 |

|                           |           |         |             | |
| 28 oktober 2018 14:30 uur | Willem II | 0 – 1   | FC Utrecht  | Stadion: Koning Willem II Stadion, Tilburg Toeschouwers: 12.742 Scheidsrechter: Kamphuis Video-assistent: Ruperti |
| 28 oktober 2018 14:30 uur |           | Verslag | 87' Janssen | Stadion: Koning Willem II Stadion, Tilburg Toeschouwers: 12.742 Scheidsrechter: Kamphuis Video-assistent: Ruperti |
| 28 oktober 2018 14:30 uur |           |         |             | Stadion: Koning Willem II Stadion, Tilburg Toeschouwers: 12.742 Scheidsrechter: Kamphuis Video-assistent: Ruperti |
| 28 oktober 2018 14:30 uur |           |         |             | Stadion: Koning Willem II Stadion, Tilburg Toeschouwers: 12.742 Scheidsrechter: Kamphuis Video-assistent: Ruperti |
|                           |           |         |             | |

|                           |                                        |         |              | |
| 28 oktober 2018 14:30 uur | Ajax                                   | 3 – 0   | Feyenoord    | Stadion: Johan Cruijff ArenA, Amsterdam Toeschouwers: 53.720 Scheidsrechter: Kuipers Video-assistent: Makkelie |
| 28 oktober 2018 14:30 uur | Bijlow 22' (e.d.) Ziyech 41' Tadić 80' | Verslag | 6' St. Juste | Stadion: Johan Cruijff ArenA, Amsterdam Toeschouwers: 53.720 Scheidsrechter: Kuipers Video-assistent: Makkelie |
| 28 oktober 2018 14:30 uur |                                        |         |              | Stadion: Johan Cruijff ArenA, Amsterdam Toeschouwers: 53.720 Scheidsrechter: Kuipers Video-assistent: Makkelie |
| 28 oktober 2018 14:30 uur |                                        |         |              | Stadion: Johan Cruijff ArenA, Amsterdam Toeschouwers: 53.720 Scheidsrechter: Kuipers Video-assistent: Makkelie |
|                           |                                        |         |              | |

|                           |                             |         |                           | |
| 28 oktober 2018 16:45 uur | AZ                          | 2 – 3   | sc Heerenveen             | Stadion: AFAS Stadion, Alkmaar Toeschouwers: 16.535 Scheidsrechter: Gözübüyük Video-assistent: Teuben |
| 28 oktober 2018 16:45 uur | Ouwejan 16' Guðmundsson 79' | Verslag | 30', 56' Vlap 84' Lammers | Stadion: AFAS Stadion, Alkmaar Toeschouwers: 16.535 Scheidsrechter: Gözübüyük Video-assistent: Teuben |
| 28 oktober 2018 16:45 uur |                             |         |                           | Stadion: AFAS Stadion, Alkmaar Toeschouwers: 16.535 Scheidsrechter: Gözübüyük Video-assistent: Teuben |
| 28 oktober 2018 16:45 uur |                             |         |                           | Stadion: AFAS Stadion, Alkmaar Toeschouwers: 16.535 Scheidsrechter: Gözübüyük Video-assistent: Teuben |
|                           |                             |         |                           | |

## Speelronde 11
|                           |                                |         |                                          | |
| 2 november 2018 20:00 uur | Excelsior                      | 2 – 4   | FC Groningen                             | Stadion: Van Donge & De Roo Stadion, Rotterdam Toeschouwers: 4.257 Scheidsrechter: Higler Video-assistent: Martens |
| 2 november 2018 20:00 uur | Koolwijk 36' Bruins 59' (pen.) | Verslag | 26' Mahi 29' Doan 51' Cassierra 75' Pohl | Stadion: Van Donge & De Roo Stadion, Rotterdam Toeschouwers: 4.257 Scheidsrechter: Higler Video-assistent: Martens |
| 2 november 2018 20:00 uur |                                |         |                                          | Stadion: Van Donge & De Roo Stadion, Rotterdam Toeschouwers: 4.257 Scheidsrechter: Higler Video-assistent: Martens |
| 2 november 2018 20:00 uur |                                |         |                                          | Stadion: Van Donge & De Roo Stadion, Rotterdam Toeschouwers: 4.257 Scheidsrechter: Higler Video-assistent: Martens |
|                           |                                |         |                                          | |

|                           |             |         |            | |
| 3 november 2018 18:30 uur | PSV         | 1 – 0   | Vitesse    | Stadion: Philips Stadion, Eindhoven Toeschouwers: 34.100 Scheidsrechter: Gözübüyük Video-assistent: Higler |
| 3 november 2018 18:30 uur | De Jong 69' | Verslag | 14' Doekhi | Stadion: Philips Stadion, Eindhoven Toeschouwers: 34.100 Scheidsrechter: Gözübüyük Video-assistent: Higler |
| 3 november 2018 18:30 uur |             |         |            | Stadion: Philips Stadion, Eindhoven Toeschouwers: 34.100 Scheidsrechter: Gözübüyük Video-assistent: Higler |
| 3 november 2018 18:30 uur |             |         |            | Stadion: Philips Stadion, Eindhoven Toeschouwers: 34.100 Scheidsrechter: Gözübüyük Video-assistent: Higler |
|                           |             |         |            | |

|                           |                       |         |                 | |
| 3 november 2018 18:30 uur | NAC Breda             | 2 – 1   | Heracles Almelo | Stadion: Rat Verlegh Stadion, Breda Toeschouwers: 18.385 Scheidsrechter: Makkelie Video-assistent: Van den Kerkhof |
| 3 november 2018 18:30 uur | Ilić 21' Te Vrede 88' | Verslag | 60' Kuwas       | Stadion: Rat Verlegh Stadion, Breda Toeschouwers: 18.385 Scheidsrechter: Makkelie Video-assistent: Van den Kerkhof |
| 3 november 2018 18:30 uur |                       |         |                 | Stadion: Rat Verlegh Stadion, Breda Toeschouwers: 18.385 Scheidsrechter: Makkelie Video-assistent: Van den Kerkhof |
| 3 november 2018 18:30 uur |                       |         |                 | Stadion: Rat Verlegh Stadion, Breda Toeschouwers: 18.385 Scheidsrechter: Makkelie Video-assistent: Van den Kerkhof |
|                           |                       |         |                 | |

|                           |                         |         |           | |
| 3 november 2018 20:45 uur | Ajax                    | 2 – 0   | Willem II | Stadion: Johan Cruijff ArenA, Amsterdam Toeschouwers: 53.432 Scheidsrechter: Lindhout Video-assistent: Bax |
| 3 november 2018 20:45 uur | Dolberg 11' De Jong 22' | Verslag |           | Stadion: Johan Cruijff ArenA, Amsterdam Toeschouwers: 53.432 Scheidsrechter: Lindhout Video-assistent: Bax |
| 3 november 2018 20:45 uur |                         |         |           | Stadion: Johan Cruijff ArenA, Amsterdam Toeschouwers: 53.432 Scheidsrechter: Lindhout Video-assistent: Bax |
| 3 november 2018 20:45 uur |                         |         |           | Stadion: Johan Cruijff ArenA, Amsterdam Toeschouwers: 53.432 Scheidsrechter: Lindhout Video-assistent: Bax |
|                           |                         |         |           | |

|                           |               |         |               | |
| 3 november 2018 20:45 uur | AZ            | 1 – 0   | De Graafschap | Stadion: AFAS Stadion, Alkmaar Toeschouwers: 15.428 Scheidsrechter: Kuipers Video-assistent: S. Mulder |
| 3 november 2018 20:45 uur | Seuntjens 76' | Verslag |               | Stadion: AFAS Stadion, Alkmaar Toeschouwers: 15.428 Scheidsrechter: Kuipers Video-assistent: S. Mulder |
| 3 november 2018 20:45 uur |               |         |               | Stadion: AFAS Stadion, Alkmaar Toeschouwers: 15.428 Scheidsrechter: Kuipers Video-assistent: S. Mulder |
| 3 november 2018 20:45 uur |               |         |               | Stadion: AFAS Stadion, Alkmaar Toeschouwers: 15.428 Scheidsrechter: Kuipers Video-assistent: S. Mulder |
|                           |               |         |               | |

|                           |               |         |               | |
| 4 november 2018 12:15 uur | sc Heerenveen | 1 – 1   | FC Emmen      | Stadion: Abe Lenstra Stadion, Heerenveen Toeschouwers: 19.835 Scheidsrechter: Blom Video-assistent: Van Boekel |
| 4 november 2018 12:15 uur | Zeneli 30'    | Verslag | 88' Niemeijer | Stadion: Abe Lenstra Stadion, Heerenveen Toeschouwers: 19.835 Scheidsrechter: Blom Video-assistent: Van Boekel |
| 4 november 2018 12:15 uur |               |         |               | Stadion: Abe Lenstra Stadion, Heerenveen Toeschouwers: 19.835 Scheidsrechter: Blom Video-assistent: Van Boekel |
| 4 november 2018 12:15 uur |               |         |               | Stadion: Abe Lenstra Stadion, Heerenveen Toeschouwers: 19.835 Scheidsrechter: Blom Video-assistent: Van Boekel |
|                           |               |         |               | |

|                           |                                        |         |              | |
| 4 november 2018 14:30 uur | FC Utrecht                             | 3 – 0   | ADO Den Haag | Stadion: Stadion Galgenwaard, Utrecht Toeschouwers: 15.946 Scheidsrechter: Manschot Video-assistent: Dieperink |
| 4 november 2018 14:30 uur | Dessers 8' Janssen 68' Van Overeem 77' | Verslag |              | Stadion: Stadion Galgenwaard, Utrecht Toeschouwers: 15.946 Scheidsrechter: Manschot Video-assistent: Dieperink |
| 4 november 2018 14:30 uur |                                        |         |              | Stadion: Stadion Galgenwaard, Utrecht Toeschouwers: 15.946 Scheidsrechter: Manschot Video-assistent: Dieperink |
| 4 november 2018 14:30 uur |                                        |         |              | Stadion: Stadion Galgenwaard, Utrecht Toeschouwers: 15.946 Scheidsrechter: Manschot Video-assistent: Dieperink |
|                           |                                        |         |              | |

|                           |                                            |         |            | |
| 4 november 2018 14:30 uur | Fortuna Sittard                            | 3 – 0   | PEC Zwolle | Stadion: Fortuna Sittard Stadion, Sittard Toeschouwers: 8.332 Scheidsrechter: Bax Video-assistent: Cantineau |
| 4 november 2018 14:30 uur | Stokkers 3' Diemers 67' (pen.), 86' (pen.) | Verslag |            | Stadion: Fortuna Sittard Stadion, Sittard Toeschouwers: 8.332 Scheidsrechter: Bax Video-assistent: Cantineau |
| 4 november 2018 14:30 uur |                                            |         |            | Stadion: Fortuna Sittard Stadion, Sittard Toeschouwers: 8.332 Scheidsrechter: Bax Video-assistent: Cantineau |
| 4 november 2018 14:30 uur |                                            |         |            | Stadion: Fortuna Sittard Stadion, Sittard Toeschouwers: 8.332 Scheidsrechter: Bax Video-assistent: Cantineau |
|                           |                                            |         |            | |

|                           |           |                     |           |                                                                                       |
| 4 november 2018 16:45 uur | Feyenoord | (0 – 0) Gestaakt 1' | VVV-Venlo | Stadion: Stadion Feijenoord, Rotterdam Scheidsrechter: Nijhuis Video-assistent: Blank |
| 4 november 2018 16:45 uur | Bron      |                     |           | Stadion: Stadion Feijenoord, Rotterdam Scheidsrechter: Nijhuis Video-assistent: Blank |
| 4 november 2018 16:45 uur |           |                     |           | Stadion: Stadion Feijenoord, Rotterdam Scheidsrechter: Nijhuis Video-assistent: Blank |
| 4 november 2018 16:45 uur |           |                     |           | Stadion: Stadion Feijenoord, Rotterdam Scheidsrechter: Nijhuis Video-assistent: Blank |
|                           |           |                     |           |                                                                                       |

## Speelronde 12
|                           |                             |         |                           | |
| 9 november 2018 20:00 uur | PEC Zwolle                  | 2 – 3   | Willem II                 | Stadion: MAC³PARK stadion, Zwolle Toeschouwers: 13.222 Scheidsrechter: Martens Video-assistent: Higler |
| 9 november 2018 20:00 uur | Van Crooij 59' Flemming 78' | Verslag | 8' Dankerlui 16', 63' Sol | Stadion: MAC³PARK stadion, Zwolle Toeschouwers: 13.222 Scheidsrechter: Martens Video-assistent: Higler |
| 9 november 2018 20:00 uur |                             |         |                           | Stadion: MAC³PARK stadion, Zwolle Toeschouwers: 13.222 Scheidsrechter: Martens Video-assistent: Higler |
| 9 november 2018 20:00 uur |                             |         |                           | Stadion: MAC³PARK stadion, Zwolle Toeschouwers: 13.222 Scheidsrechter: Martens Video-assistent: Higler |
|                           |                             |         |                           | |

|                            |                      |         |           | |
| 10 november 2018 18:30 uur | FC Emmen             | 2 – 0   | NAC Breda | Stadion: De Oude Meerdijk, Emmen Toeschouwers: 8.300 Scheidsrechter: Kamphuis Video-assistent: Cantineau |
| 10 november 2018 18:30 uur | Cavlan 58' Arias 88' | Verslag |           | Stadion: De Oude Meerdijk, Emmen Toeschouwers: 8.300 Scheidsrechter: Kamphuis Video-assistent: Cantineau |
| 10 november 2018 18:30 uur |                      |         |           | Stadion: De Oude Meerdijk, Emmen Toeschouwers: 8.300 Scheidsrechter: Kamphuis Video-assistent: Cantineau |
| 10 november 2018 18:30 uur |                      |         |           | Stadion: De Oude Meerdijk, Emmen Toeschouwers: 8.300 Scheidsrechter: Kamphuis Video-assistent: Cantineau |
|                            |                      |         |           | |

|                            |               |         |                                         |                                                                                                   |
| 10 november 2018 19:45 uur | De Graafschap | 1 – 4   | PSV                                     | Stadion: De Vijverberg, Doetinchem Toeschouwers: 12.313 Scheidsrechter: Blom Video-assistent: Bax |
| 10 november 2018 19:45 uur | El Jebli 20'  | Verslag | 18', 87' De Jong 27' Bergwijn 77' Malen | Stadion: De Vijverberg, Doetinchem Toeschouwers: 12.313 Scheidsrechter: Blom Video-assistent: Bax |
| 10 november 2018 19:45 uur |               |         |                                         | Stadion: De Vijverberg, Doetinchem Toeschouwers: 12.313 Scheidsrechter: Blom Video-assistent: Bax |
| 10 november 2018 19:45 uur |               |         |                                         | Stadion: De Vijverberg, Doetinchem Toeschouwers: 12.313 Scheidsrechter: Blom Video-assistent: Bax |
|                            |               |         |                                         |                                                                                                   |

|                            |                          |         |             | |
| 10 november 2018 19:45 uur | Vitesse                  | 2 – 1   | FC Utrecht  | Stadion: GelreDome, Arnhem Toeschouwers: 15.131 Scheidsrechter: Makkelie Video-assistent: Van de Graaf |
| 10 november 2018 19:45 uur | Linssen 58' Ødegaard 64' | Verslag | 78' Dessers | Stadion: GelreDome, Arnhem Toeschouwers: 15.131 Scheidsrechter: Makkelie Video-assistent: Van de Graaf |
| 10 november 2018 19:45 uur |                          |         |             | Stadion: GelreDome, Arnhem Toeschouwers: 15.131 Scheidsrechter: Makkelie Video-assistent: Van de Graaf |
| 10 november 2018 19:45 uur |                          |         |             | Stadion: GelreDome, Arnhem Toeschouwers: 15.131 Scheidsrechter: Makkelie Video-assistent: Van de Graaf |
|                            |                          |         |             | |

|                            |                              |         |                          | |
| 10 november 2018 20:45 uur | VVV-Venlo                    | 3 – 2   | Fortuna Sittard          | Stadion: Seacon Stadion - De Koel -, Venlo Toeschouwers: 7.534 Scheidsrechter: S. Mulder Video-assistent: Gerrets |
| 10 november 2018 20:45 uur | Seuntjens 32' Mlapa 41', 48' | Verslag | 30' Stokkers 86' Vidigal | Stadion: Seacon Stadion - De Koel -, Venlo Toeschouwers: 7.534 Scheidsrechter: S. Mulder Video-assistent: Gerrets |
| 10 november 2018 20:45 uur |                              |         |                          | Stadion: Seacon Stadion - De Koel -, Venlo Toeschouwers: 7.534 Scheidsrechter: S. Mulder Video-assistent: Gerrets |
| 10 november 2018 20:45 uur |                              |         |                          | Stadion: Seacon Stadion - De Koel -, Venlo Toeschouwers: 7.534 Scheidsrechter: S. Mulder Video-assistent: Gerrets |
|                            |                              |         |                          | |

|                            |                        |         |               | |
| 11 november 2018 12:15 uur | FC Groningen           | 2 – 0   | sc Heerenveen | Stadion: Hitachi Capital Mobility Stadion, Groningen Toeschouwers: 20.731 Scheidsrechter: Manschot Video-assistent: Van der Eijk |
| 11 november 2018 12:15 uur | Warmerdam 27' Doan 38' | Verslag |               | Stadion: Hitachi Capital Mobility Stadion, Groningen Toeschouwers: 20.731 Scheidsrechter: Manschot Video-assistent: Van der Eijk |
| 11 november 2018 12:15 uur |                        |         |               | Stadion: Hitachi Capital Mobility Stadion, Groningen Toeschouwers: 20.731 Scheidsrechter: Manschot Video-assistent: Van der Eijk |
| 11 november 2018 12:15 uur |                        |         |               | Stadion: Hitachi Capital Mobility Stadion, Groningen Toeschouwers: 20.731 Scheidsrechter: Manschot Video-assistent: Van der Eijk |
|                            |                        |         |               | |

|                            |              |         |                                                                                      | |
| 11 november 2018 14:30 uur | Excelsior    | 1 – 7   | Ajax                                                                                 | Stadion: Van Donge & De Roo Stadion, Rotterdam Toeschouwers: 4.400 Scheidsrechter: Gözübüyük Video-assistent: S. Mulder |
| 11 november 2018 14:30 uur | Messaoud 52' | Verslag | 31', 48' Van de Beek 44' Schöne 59' Dolberg 71' (e.d.) Schouten 79' Ziyech 87' Neres | Stadion: Van Donge & De Roo Stadion, Rotterdam Toeschouwers: 4.400 Scheidsrechter: Gözübüyük Video-assistent: S. Mulder |
| 11 november 2018 14:30 uur |              |         |                                                                                      | Stadion: Van Donge & De Roo Stadion, Rotterdam Toeschouwers: 4.400 Scheidsrechter: Gözübüyük Video-assistent: S. Mulder |
| 11 november 2018 14:30 uur |              |         |                                                                                      | Stadion: Van Donge & De Roo Stadion, Rotterdam Toeschouwers: 4.400 Scheidsrechter: Gözübüyük Video-assistent: S. Mulder |
|                            |              |         |                                                                                      | |

|                            |              |         |         | |
| 11 november 2018 14:30 uur | ADO Den Haag | 0 – 1   | AZ      | Stadion: Cars Jeans Stadion, Den Haag Toeschouwers: 12.717 Scheidsrechter: Higler Video-assistent: Teuben |
| 11 november 2018 14:30 uur |              | Verslag | 50' Til | Stadion: Cars Jeans Stadion, Den Haag Toeschouwers: 12.717 Scheidsrechter: Higler Video-assistent: Teuben |
| 11 november 2018 14:30 uur |              |         |         | Stadion: Cars Jeans Stadion, Den Haag Toeschouwers: 12.717 Scheidsrechter: Higler Video-assistent: Teuben |
| 11 november 2018 14:30 uur |              |         |         | Stadion: Cars Jeans Stadion, Den Haag Toeschouwers: 12.717 Scheidsrechter: Higler Video-assistent: Teuben |
|                            |              |         |         | |

|                            |                 |         |                                   | |
| 11 november 2018 16:45 uur | Heracles Almelo | 0 – 2   | Feyenoord                         | Stadion: Polman Stadion, Almelo Toeschouwers: 11.754 Scheidsrechter: Lindhout Video-assistent: Blom |
| 11 november 2018 16:45 uur |                 | Verslag | 59' (e.d.) Blaswich 63' Toornstra | Stadion: Polman Stadion, Almelo Toeschouwers: 11.754 Scheidsrechter: Lindhout Video-assistent: Blom |
| 11 november 2018 16:45 uur |                 |         |                                   | Stadion: Polman Stadion, Almelo Toeschouwers: 11.754 Scheidsrechter: Lindhout Video-assistent: Blom |
| 11 november 2018 16:45 uur |                 |         |                                   | Stadion: Polman Stadion, Almelo Toeschouwers: 11.754 Scheidsrechter: Lindhout Video-assistent: Blom |
|                            |                 |         |                                   | |

## Speelronde 13
|                            |           |         |                                               | |
| 24 november 2018 18:30 uur | NAC Breda | 0 – 3   | Ajax                                          | Stadion: Rat Verlegh Stadion, Breda Toeschouwers: 18.969 Scheidsrechter: Higler Video-assistent: Manschot |
| 24 november 2018 18:30 uur |           | Verslag | 40' (e.d.) Mashart 54' Labyad 90+3' Huntelaar | Stadion: Rat Verlegh Stadion, Breda Toeschouwers: 18.969 Scheidsrechter: Higler Video-assistent: Manschot |
| 24 november 2018 18:30 uur |           |         |                                               | Stadion: Rat Verlegh Stadion, Breda Toeschouwers: 18.969 Scheidsrechter: Higler Video-assistent: Manschot |
| 24 november 2018 18:30 uur |           |         |                                               | Stadion: Rat Verlegh Stadion, Breda Toeschouwers: 18.969 Scheidsrechter: Higler Video-assistent: Manschot |
|                            |           |         |                                               | |

|                            |                    |         |                                           | |
| 24 november 2018 18:30 uur | PEC Zwolle         | 2 – 3   | ADO Den Haag                              | Stadion: MAC³PARK stadion, Zwolle Toeschouwers: 12.152 Scheidsrechter: S. Mulder Video-assistent: Blank |
| 24 november 2018 18:30 uur | Lam 7' Leemans 18' | Verslag | 17' (pen.), 24' El Khayati 83' N. Kuipers | Stadion: MAC³PARK stadion, Zwolle Toeschouwers: 12.152 Scheidsrechter: S. Mulder Video-assistent: Blank |
| 24 november 2018 18:30 uur |                    |         |                                           | Stadion: MAC³PARK stadion, Zwolle Toeschouwers: 12.152 Scheidsrechter: S. Mulder Video-assistent: Blank |
| 24 november 2018 18:30 uur |                    |         |                                           | Stadion: MAC³PARK stadion, Zwolle Toeschouwers: 12.152 Scheidsrechter: S. Mulder Video-assistent: Blank |
|                            |                    |         |                                           | |

|                            |                             |         |               | |
| 24 november 2018 20:45 uur | PSV                         | 3 – 0   | sc Heerenveen | Stadion: Philips Stadion, Eindhoven Toeschouwers: 34.100 Scheidsrechter: Van Boekel Video-assistent: Lindhout |
| 24 november 2018 20:45 uur | Lozano 11', 66' De Jong 52' | Verslag | 37' Thorsby   | Stadion: Philips Stadion, Eindhoven Toeschouwers: 34.100 Scheidsrechter: Van Boekel Video-assistent: Lindhout |
| 24 november 2018 20:45 uur |                             |         |               | Stadion: Philips Stadion, Eindhoven Toeschouwers: 34.100 Scheidsrechter: Van Boekel Video-assistent: Lindhout |
| 24 november 2018 20:45 uur |                             |         |               | Stadion: Philips Stadion, Eindhoven Toeschouwers: 34.100 Scheidsrechter: Van Boekel Video-assistent: Lindhout |
|                            |                             |         |               | |

|                            |                                                  |         |                 | |
| 24 november 2018 20:45 uur | Fortuna Sittard                                  | 3 – 0   | Heracles Almelo | Stadion: Fortuna Sittard Stadion, Sittard Toeschouwers: 7.545 Scheidsrechter: Gözübüyük Video-assistent: Van Herk |
| 24 november 2018 20:45 uur | Diemers 17' (pen.) Stokkers 32' El Messaoudi 63' | Verslag |                 | Stadion: Fortuna Sittard Stadion, Sittard Toeschouwers: 7.545 Scheidsrechter: Gözübüyük Video-assistent: Van Herk |
| 24 november 2018 20:45 uur |                                                  |         |                 | Stadion: Fortuna Sittard Stadion, Sittard Toeschouwers: 7.545 Scheidsrechter: Gözübüyük Video-assistent: Van Herk |
| 24 november 2018 20:45 uur |                                                  |         |                 | Stadion: Fortuna Sittard Stadion, Sittard Toeschouwers: 7.545 Scheidsrechter: Gözübüyük Video-assistent: Van Herk |
|                            |                                                  |         |                 | |

|                            |            |         |                           | |
| 25 november 2018 12:15 uur | FC Emmen   | 1 – 2   | Excelsior                 | Stadion: De Oude Meerdijk, Emmen Toeschouwers: 8.021 Scheidsrechter: Blank Video-assistent: S. Mulder |
| 25 november 2018 12:15 uur | Jansen 47' | Verslag | 60' Messaoud 89' Koolwijk | Stadion: De Oude Meerdijk, Emmen Toeschouwers: 8.021 Scheidsrechter: Blank Video-assistent: S. Mulder |
| 25 november 2018 12:15 uur |            |         |                           | Stadion: De Oude Meerdijk, Emmen Toeschouwers: 8.021 Scheidsrechter: Blank Video-assistent: S. Mulder |
| 25 november 2018 12:15 uur |            |         |                           | Stadion: De Oude Meerdijk, Emmen Toeschouwers: 8.021 Scheidsrechter: Blank Video-assistent: S. Mulder |
|                            |            |         |                           | |

|                            |              |         |              | |
| 25 november 2018 14:30 uur | Feyenoord    | 1 – 0   | FC Groningen | Stadion: Stadion Feijenoord, Rotterdam Toeschouwers: 45.000 Scheidsrechter: Blom Video-assistent: Higler |
| 25 november 2018 14:30 uur | Toornstra 7' | Verslag |              | Stadion: Stadion Feijenoord, Rotterdam Toeschouwers: 45.000 Scheidsrechter: Blom Video-assistent: Higler |
| 25 november 2018 14:30 uur |              |         |              | Stadion: Stadion Feijenoord, Rotterdam Toeschouwers: 45.000 Scheidsrechter: Blom Video-assistent: Higler |
| 25 november 2018 14:30 uur |              |         |              | Stadion: Stadion Feijenoord, Rotterdam Toeschouwers: 45.000 Scheidsrechter: Blom Video-assistent: Higler |
|                            |              |         |              | |

|                            |                                                        |         |               | |
| 25 november 2018 14:30 uur | FC Utrecht                                             | 5 – 0   | De Graafschap | Stadion: Stadion Galgenwaard, Utrecht Toeschouwers: 18.802 Scheidsrechter: Lindhout Video-assistent: Gözübüyük |
| 25 november 2018 14:30 uur | Van de Streek 14' Janssen 17' Kerk 24' Venema 80', 89' | Verslag |               | Stadion: Stadion Galgenwaard, Utrecht Toeschouwers: 18.802 Scheidsrechter: Lindhout Video-assistent: Gözübüyük |
| 25 november 2018 14:30 uur |                                                        |         |               | Stadion: Stadion Galgenwaard, Utrecht Toeschouwers: 18.802 Scheidsrechter: Lindhout Video-assistent: Gözübüyük |
| 25 november 2018 14:30 uur |                                                        |         |               | Stadion: Stadion Galgenwaard, Utrecht Toeschouwers: 18.802 Scheidsrechter: Lindhout Video-assistent: Gözübüyük |
|                            |                                                        |         |               | |

|                            |                |         |                                   | |
| 25 november 2018 14:30 uur | Willem II      | 1 – 3   | Vitesse                           | Stadion: Koning Willem II Stadion, Tilburg Toeschouwers: 11.879 Scheidsrechter: Kuipers Video-assistent: Kooij |
| 25 november 2018 14:30 uur | Sol 86' (pen.) | Verslag | 13' Bero 35' Darfalou 44' Linssen | Stadion: Koning Willem II Stadion, Tilburg Toeschouwers: 11.879 Scheidsrechter: Kuipers Video-assistent: Kooij |
| 25 november 2018 14:30 uur |                |         |                                   | Stadion: Koning Willem II Stadion, Tilburg Toeschouwers: 11.879 Scheidsrechter: Kuipers Video-assistent: Kooij |
| 25 november 2018 14:30 uur |                |         |                                   | Stadion: Koning Willem II Stadion, Tilburg Toeschouwers: 11.879 Scheidsrechter: Kuipers Video-assistent: Kooij |
|                            |                |         |                                   | |

|                            |                                          |         |                                   | |
| 25 november 2018 16:45 uur | VVV-Venlo                                | 2 – 2   | AZ                                | Stadion: Seacon Stadion - De Koel -, Venlo Toeschouwers: 6.217 Scheidsrechter: Manschot Video-assistent: Van de Graaf |
| 25 november 2018 16:45 uur | Mlapa 30' Van Ooijen 90+1' Joosten 90+3' | Verslag | 7' (pen.) Koopmeiners 15' Idrissi | Stadion: Seacon Stadion - De Koel -, Venlo Toeschouwers: 6.217 Scheidsrechter: Manschot Video-assistent: Van de Graaf |
| 25 november 2018 16:45 uur |                                          |         |                                   | Stadion: Seacon Stadion - De Koel -, Venlo Toeschouwers: 6.217 Scheidsrechter: Manschot Video-assistent: Van de Graaf |
| 25 november 2018 16:45 uur |                                          |         |                                   | Stadion: Seacon Stadion - De Koel -, Venlo Toeschouwers: 6.217 Scheidsrechter: Manschot Video-assistent: Van de Graaf |
|                            |                                          |         |                                   | |

## Speelronde 14
|                            |                                           |         |                                                           | |
| 30 november 2018 20:00 uur | Excelsior                                 | 3 – 3   | FC Utrecht                                                | Stadion: Van Donge & De Roo Stadion, Rotterdam Toeschouwers: 4.400 Scheidsrechter: Martens Video-assistent: Blank |
| 30 november 2018 20:00 uur | Ómarsson 6' Koolwijk 8' Bruins 26' (pen.) | Verslag | 55' Kerk 61' Venema 65' (pen.) Gustafson 26', 85' Klaiber | Stadion: Van Donge & De Roo Stadion, Rotterdam Toeschouwers: 4.400 Scheidsrechter: Martens Video-assistent: Blank |
| 30 november 2018 20:00 uur |                                           |         |                                                           | Stadion: Van Donge & De Roo Stadion, Rotterdam Toeschouwers: 4.400 Scheidsrechter: Martens Video-assistent: Blank |
| 30 november 2018 20:00 uur |                                           |         |                                                           | Stadion: Van Donge & De Roo Stadion, Rotterdam Toeschouwers: 4.400 Scheidsrechter: Martens Video-assistent: Blank |
|                            |                                           |         |                                                           | |

|                           |             |         |            | |
| 1 december 2018 18:30 uur | Vitesse     | 1 – 1   | FC Emmen   | Stadion: GelreDome, Arnhem Toeschouwers: 15.821 Scheidsrechter: S. Mulder Video-assistent: Cantineau |
| 1 december 2018 18:30 uur | Linssen 31' | Verslag | 51' Cavlan | Stadion: GelreDome, Arnhem Toeschouwers: 15.821 Scheidsrechter: S. Mulder Video-assistent: Cantineau |
| 1 december 2018 18:30 uur |             |         |            | Stadion: GelreDome, Arnhem Toeschouwers: 15.821 Scheidsrechter: S. Mulder Video-assistent: Cantineau |
| 1 december 2018 18:30 uur |             |         |            | Stadion: GelreDome, Arnhem Toeschouwers: 15.821 Scheidsrechter: S. Mulder Video-assistent: Cantineau |
|                           |             |         |            | |

|                           |    |         |             | |
| 1 december 2018 19:45 uur | AZ | 0 – 2   | Willem II   | Stadion: AFAS Stadion, Alkmaar Toeschouwers: 15.787 Scheidsrechter: Lindhout Video-assistent: Pérez |
| 1 december 2018 19:45 uur |    | Verslag | 3', 30' Sol | Stadion: AFAS Stadion, Alkmaar Toeschouwers: 15.787 Scheidsrechter: Lindhout Video-assistent: Pérez |
| 1 december 2018 19:45 uur |    |         |             | Stadion: AFAS Stadion, Alkmaar Toeschouwers: 15.787 Scheidsrechter: Lindhout Video-assistent: Pérez |
| 1 december 2018 19:45 uur |    |         |             | Stadion: AFAS Stadion, Alkmaar Toeschouwers: 15.787 Scheidsrechter: Lindhout Video-assistent: Pérez |
|                           |    |         |             | |

|                           |                   |         |                       | |
| 1 december 2018 19:45 uur | De Graafschap     | 0 – 2   | PEC Zwolle            | Stadion: De Vijverberg, Doetinchem Toeschouwers: 12.008 Scheidsrechter: Van den Kerkhof Video-assistent: Teuben |
| 1 december 2018 19:45 uur | L. Nieuwpoort 18' | Verslag | 14' Leemans 75' Namli | Stadion: De Vijverberg, Doetinchem Toeschouwers: 12.008 Scheidsrechter: Van den Kerkhof Video-assistent: Teuben |
| 1 december 2018 19:45 uur |                   |         |                       | Stadion: De Vijverberg, Doetinchem Toeschouwers: 12.008 Scheidsrechter: Van den Kerkhof Video-assistent: Teuben |
| 1 december 2018 19:45 uur |                   |         |                       | Stadion: De Vijverberg, Doetinchem Toeschouwers: 12.008 Scheidsrechter: Van den Kerkhof Video-assistent: Teuben |
|                           |                   |         |                       | |

|                           |                                                |         |                 | |
| 1 december 2018 20:45 uur | sc Heerenveen                                  | 3 – 1   | Fortuna Sittard | Stadion: Abe Lenstra Stadion, Heerenveen Toeschouwers: 15.626 Scheidsrechter: Kooij Video-assistent: Ruperti |
| 1 december 2018 20:45 uur | Høegh 43' Zeneli 47' (pen.) Van Amersfoort 79' | Verslag | 48' Lamprou     | Stadion: Abe Lenstra Stadion, Heerenveen Toeschouwers: 15.626 Scheidsrechter: Kooij Video-assistent: Ruperti |
| 1 december 2018 20:45 uur |                                                |         |                 | Stadion: Abe Lenstra Stadion, Heerenveen Toeschouwers: 15.626 Scheidsrechter: Kooij Video-assistent: Ruperti |
| 1 december 2018 20:45 uur |                                                |         |                 | Stadion: Abe Lenstra Stadion, Heerenveen Toeschouwers: 15.626 Scheidsrechter: Kooij Video-assistent: Ruperti |
|                           |                                                |         |                 | |

|                           |                                                                  |         |              | |
| 2 december 2018 12:15 uur | Ajax                                                             | 5 – 1   | ADO Den Haag | Stadion: Johan Cruijff ArenA, Amsterdam Toeschouwers: 53.644 Scheidsrechter: Van Boekel Video-assistent: Lindhout |
| 2 december 2018 12:15 uur | Neres 15' Tagliafico 21' De Ligt 43' Van de Beek 48' Dolberg 83' | Verslag | 38' Meijers  | Stadion: Johan Cruijff ArenA, Amsterdam Toeschouwers: 53.644 Scheidsrechter: Van Boekel Video-assistent: Lindhout |
| 2 december 2018 12:15 uur |                                                                  |         |              | Stadion: Johan Cruijff ArenA, Amsterdam Toeschouwers: 53.644 Scheidsrechter: Van Boekel Video-assistent: Lindhout |
| 2 december 2018 12:15 uur |                                                                  |         |              | Stadion: Johan Cruijff ArenA, Amsterdam Toeschouwers: 53.644 Scheidsrechter: Van Boekel Video-assistent: Lindhout |
|                           |                                                                  |         |              | |

|                           |                           |         |              | |
| 2 december 2018 14:30 uur | Feyenoord                 | 2 – 1   | PSV          | Stadion: Stadion Feijenoord, Rotterdam Toeschouwers: 47.500 Scheidsrechter: Gözübüyük Video-assistent: Nijhuis |
| 2 december 2018 14:30 uur | Jørgensen 28' Larsson 33' | Verslag | 72' Bergwijn | Stadion: Stadion Feijenoord, Rotterdam Toeschouwers: 47.500 Scheidsrechter: Gözübüyük Video-assistent: Nijhuis |
| 2 december 2018 14:30 uur |                           |         |              | Stadion: Stadion Feijenoord, Rotterdam Toeschouwers: 47.500 Scheidsrechter: Gözübüyük Video-assistent: Nijhuis |
| 2 december 2018 14:30 uur |                           |         |              | Stadion: Stadion Feijenoord, Rotterdam Toeschouwers: 47.500 Scheidsrechter: Gözübüyük Video-assistent: Nijhuis |
|                           |                           |         |              | |

|                           |                                               |         |             | |
| 2 december 2018 14:30 uur | Heracles Almelo                               | 4 – 1   | VVV-Venlo   | Stadion: Polman Stadion, Almelo Toeschouwers: 10.223 Scheidsrechter: Kamphuis Video-assistent: Van den Kerkhof |
| 2 december 2018 14:30 uur | Dalmau 3' Duarte 49', 69' Peterson 55' (pen.) | Verslag | 65' Röseler | Stadion: Polman Stadion, Almelo Toeschouwers: 10.223 Scheidsrechter: Kamphuis Video-assistent: Van den Kerkhof |
| 2 december 2018 14:30 uur |                                               |         |             | Stadion: Polman Stadion, Almelo Toeschouwers: 10.223 Scheidsrechter: Kamphuis Video-assistent: Van den Kerkhof |
| 2 december 2018 14:30 uur |                                               |         |             | Stadion: Polman Stadion, Almelo Toeschouwers: 10.223 Scheidsrechter: Kamphuis Video-assistent: Van den Kerkhof |
|                           |                                               |         |             | |

|                           |                                                 |         |                            | |
| 2 december 2018 16:45 uur | FC Groningen                                    | 5 – 2   | NAC Breda                  | Stadion: Hitachi Capital Mobility Stadion, Groningen Toeschouwers: 18.377 Scheidsrechter: Makkelie Video-assistent: Dieperink |
| 2 december 2018 16:45 uur | Mahi 6', 85' Doan 58' Zeefuik 76' Memišević 90' | Verslag | 16' Rosheuvel 56' Te Vrede | Stadion: Hitachi Capital Mobility Stadion, Groningen Toeschouwers: 18.377 Scheidsrechter: Makkelie Video-assistent: Dieperink |
| 2 december 2018 16:45 uur |                                                 |         |                            | Stadion: Hitachi Capital Mobility Stadion, Groningen Toeschouwers: 18.377 Scheidsrechter: Makkelie Video-assistent: Dieperink |
| 2 december 2018 16:45 uur |                                                 |         |                            | Stadion: Hitachi Capital Mobility Stadion, Groningen Toeschouwers: 18.377 Scheidsrechter: Makkelie Video-assistent: Dieperink |
|                           |                                                 |         |                            | |

## Inhaalronde 11
|                           |                                             |         |           | |
| 6 december 2018 20:00 uur | Feyenoord                                   | 4 – 1   | VVV-Venlo | Stadion: Stadion Feijenoord, Rotterdam Toeschouwers: 40.000 Scheidsrechter: Higler Video-assistent: Blom |
| 6 december 2018 20:00 uur | Vilhena 28' Van Persie 33' Larsson 55', 75' | Verslag | 58' Sušić | Stadion: Stadion Feijenoord, Rotterdam Toeschouwers: 40.000 Scheidsrechter: Higler Video-assistent: Blom |
| 6 december 2018 20:00 uur |                                             |         |           | Stadion: Stadion Feijenoord, Rotterdam Toeschouwers: 40.000 Scheidsrechter: Higler Video-assistent: Blom |
| 6 december 2018 20:00 uur |                                             |         |           | Stadion: Stadion Feijenoord, Rotterdam Toeschouwers: 40.000 Scheidsrechter: Higler Video-assistent: Blom |
|                           |                                             |         |           | |

## Speelronde 15
|                           |                 |         |                                   | |
| 7 december 2018 18:30 uur | Fortuna Sittard | 0 – 3   | AZ                                | Stadion: Fortuna Sittard Stadion, Sittard Toeschouwers: 7.133 Scheidsrechter: Van de Graaf Video-assistent: Martens |
| 7 december 2018 18:30 uur |                 | Verslag | 12' Seuntjens 63' Idrissi 80' Til | Stadion: Fortuna Sittard Stadion, Sittard Toeschouwers: 7.133 Scheidsrechter: Van de Graaf Video-assistent: Martens |
| 7 december 2018 18:30 uur |                 |         |                                   | Stadion: Fortuna Sittard Stadion, Sittard Toeschouwers: 7.133 Scheidsrechter: Van de Graaf Video-assistent: Martens |
| 7 december 2018 18:30 uur |                 |         |                                   | Stadion: Fortuna Sittard Stadion, Sittard Toeschouwers: 7.133 Scheidsrechter: Van de Graaf Video-assistent: Martens |
|                           |                 |         |                                   | |

|                           |                                                                                       |         |           | |
| 7 december 2018 20:45 uur | PSV                                                                                   | 6 – 0   | Excelsior | Stadion: Philips Stadion, Eindhoven Toeschouwers: 33.100 Scheidsrechter: Manschot Video-assistent: Van Boekel |
| 7 december 2018 20:45 uur | De Jong 17', 90+2' Van der Meer 34' (e.d.) Mattheij 52' (e.d.) Malen 80' Bergwijn 89' | Verslag |           | Stadion: Philips Stadion, Eindhoven Toeschouwers: 33.100 Scheidsrechter: Manschot Video-assistent: Van Boekel |
| 7 december 2018 20:45 uur |                                                                                       |         |           | Stadion: Philips Stadion, Eindhoven Toeschouwers: 33.100 Scheidsrechter: Manschot Video-assistent: Van Boekel |
| 7 december 2018 20:45 uur |                                                                                       |         |           | Stadion: Philips Stadion, Eindhoven Toeschouwers: 33.100 Scheidsrechter: Manschot Video-assistent: Van Boekel |
|                           |                                                                                       |         |           | |

|                           |                           |         |                                                                 | |
| 8 december 2018 18:30 uur | Willem II                 | 1 – 5   | sc Heerenveen                                                   | Stadion: Koning Willem II Stadion, Tilburg Toeschouwers: 12.595 Scheidsrechter: S. Mulder Video-assistent: Van de Graaf |
| 8 december 2018 18:30 uur | Akkaynak 17' Heerkens 39' | Verslag | 15' Mihajlović 41' (pen.) Rienstra 53' Vlap 58', 65' Van Bergen | Stadion: Koning Willem II Stadion, Tilburg Toeschouwers: 12.595 Scheidsrechter: S. Mulder Video-assistent: Van de Graaf |
| 8 december 2018 18:30 uur |                           |         |                                                                 | Stadion: Koning Willem II Stadion, Tilburg Toeschouwers: 12.595 Scheidsrechter: S. Mulder Video-assistent: Van de Graaf |
| 8 december 2018 18:30 uur |                           |         |                                                                 | Stadion: Koning Willem II Stadion, Tilburg Toeschouwers: 12.595 Scheidsrechter: S. Mulder Video-assistent: Van de Graaf |
|                           |                           |         |                                                                 | |

|                           |                   |         |                                                | |
| 8 december 2018 19:45 uur | PEC Zwolle        | 1 – 4   | Ajax                                           | Stadion: MAC³PARK stadion, Zwolle Toeschouwers: 14.000 Scheidsrechter: Kamphuis Video-assistent: Higler |
| 8 december 2018 19:45 uur | Schöne 44' (e.d.) | Verslag | 22' Huntelaar 32' De Jong 69' Schöne 89' Tadić | Stadion: MAC³PARK stadion, Zwolle Toeschouwers: 14.000 Scheidsrechter: Kamphuis Video-assistent: Higler |
| 8 december 2018 19:45 uur |                   |         |                                                | Stadion: MAC³PARK stadion, Zwolle Toeschouwers: 14.000 Scheidsrechter: Kamphuis Video-assistent: Higler |
| 8 december 2018 19:45 uur |                   |         |                                                | Stadion: MAC³PARK stadion, Zwolle Toeschouwers: 14.000 Scheidsrechter: Kamphuis Video-assistent: Higler |
|                           |                   |         |                                                | |

|                           |              |       |               | |
| 8 december 2018 20:45 uur | ADO Den Haag | 0 – 0 | De Graafschap | Stadion: Cars Jeans Stadion, Den Haag Toeschouwers: 11.105 Scheidsrechter: Bax Video-assistent: Manschot |
| 8 december 2018 20:45 uur | Verslag      |       |               | Stadion: Cars Jeans Stadion, Den Haag Toeschouwers: 11.105 Scheidsrechter: Bax Video-assistent: Manschot |
| 8 december 2018 20:45 uur |              |       |               | Stadion: Cars Jeans Stadion, Den Haag Toeschouwers: 11.105 Scheidsrechter: Bax Video-assistent: Manschot |
| 8 december 2018 20:45 uur |              |       |               | Stadion: Cars Jeans Stadion, Den Haag Toeschouwers: 11.105 Scheidsrechter: Bax Video-assistent: Manschot |
|                           |              |       |               | |

|                           |                                             |         |                 | |
| 9 december 2018 12:15 uur | FC Utrecht                                  | 3 – 1   | Heracles Almelo | Stadion: Stadion Galgenwaard, Utrecht Toeschouwers: 21.812 Scheidsrechter: Blom Video-assistent: Kamphuis |
| 9 december 2018 12:15 uur | Gustafson 4' (pen.) Kerk 19' Emanuelson 20' | Verslag | 75' Rossmann    | Stadion: Stadion Galgenwaard, Utrecht Toeschouwers: 21.812 Scheidsrechter: Blom Video-assistent: Kamphuis |
| 9 december 2018 12:15 uur |                                             |         |                 | Stadion: Stadion Galgenwaard, Utrecht Toeschouwers: 21.812 Scheidsrechter: Blom Video-assistent: Kamphuis |
| 9 december 2018 12:15 uur |                                             |         |                 | Stadion: Stadion Galgenwaard, Utrecht Toeschouwers: 21.812 Scheidsrechter: Blom Video-assistent: Kamphuis |
|                           |                                             |         |                 | |

|                           |            |         |                                                               | |
| 9 december 2018 14:30 uur | FC Emmen   | 1 – 4   | Feyenoord                                                     | Stadion: De Oude Meerdijk, Emmen Toeschouwers: 8.301 Scheidsrechter: Van Boekel Video-assistent: Van den Kerkhof |
| 9 december 2018 14:30 uur | Jansen 71' | Verslag | 62' Van der Heijden 70' Berghuis 77' Kökçü 89' (pen.) Vilhena | Stadion: De Oude Meerdijk, Emmen Toeschouwers: 8.301 Scheidsrechter: Van Boekel Video-assistent: Van den Kerkhof |
| 9 december 2018 14:30 uur |            |         |                                                               | Stadion: De Oude Meerdijk, Emmen Toeschouwers: 8.301 Scheidsrechter: Van Boekel Video-assistent: Van den Kerkhof |
| 9 december 2018 14:30 uur |            |         |                                                               | Stadion: De Oude Meerdijk, Emmen Toeschouwers: 8.301 Scheidsrechter: Van Boekel Video-assistent: Van den Kerkhof |
|                           |            |         |                                                               | |

|                           |           |       |              | |
| 9 december 2018 14:30 uur | VVV-Venlo | 0 – 0 | FC Groningen | Stadion: Seacon Stadion - De Koel -, Venlo Toeschouwers: 6.668 Scheidsrechter: Gözübüyük Video-assistent: S. Mulder |
| 9 december 2018 14:30 uur | Verslag   |       |              | Stadion: Seacon Stadion - De Koel -, Venlo Toeschouwers: 6.668 Scheidsrechter: Gözübüyük Video-assistent: S. Mulder |
| 9 december 2018 14:30 uur |           |       |              | Stadion: Seacon Stadion - De Koel -, Venlo Toeschouwers: 6.668 Scheidsrechter: Gözübüyük Video-assistent: S. Mulder |
| 9 december 2018 14:30 uur |           |       |              | Stadion: Seacon Stadion - De Koel -, Venlo Toeschouwers: 6.668 Scheidsrechter: Gözübüyük Video-assistent: S. Mulder |
|                           |           |       |              | |

|                           |                                |         |                             | |
| 9 december 2018 16:45 uur | NAC Breda                      | 2 – 1   | Vitesse                     | Stadion: Rat Verlegh Stadion, Breda Toeschouwers: 18.280 Scheidsrechter: Lindhout Video-assistent: C. Mulder |
| 9 december 2018 16:45 uur | Te Vrede 45+1' Verschueren 84' | Verslag | 72' Linssen 45', 90+2' Bero | Stadion: Rat Verlegh Stadion, Breda Toeschouwers: 18.280 Scheidsrechter: Lindhout Video-assistent: C. Mulder |
| 9 december 2018 16:45 uur |                                |         |                             | Stadion: Rat Verlegh Stadion, Breda Toeschouwers: 18.280 Scheidsrechter: Lindhout Video-assistent: C. Mulder |
| 9 december 2018 16:45 uur |                                |         |                             | Stadion: Rat Verlegh Stadion, Breda Toeschouwers: 18.280 Scheidsrechter: Lindhout Video-assistent: C. Mulder |
|                           |                                |         |                             | |

## Speelronde 16
|                            |           |         |                               | |
| 14 december 2018 20:00 uur | Willem II | 0 – 3   | ADO Den Haag                  | Stadion: Koning Willem II Stadion, Tilburg Toeschouwers: 12.163 Scheidsrechter: Kamphuis Video-assistent: Bax |
| 14 december 2018 20:00 uur |           | Verslag | 9' Falkenburg 61', 77' Immers | Stadion: Koning Willem II Stadion, Tilburg Toeschouwers: 12.163 Scheidsrechter: Kamphuis Video-assistent: Bax |
| 14 december 2018 20:00 uur |           |         |                               | Stadion: Koning Willem II Stadion, Tilburg Toeschouwers: 12.163 Scheidsrechter: Kamphuis Video-assistent: Bax |
| 14 december 2018 20:00 uur |           |         |                               | Stadion: Koning Willem II Stadion, Tilburg Toeschouwers: 12.163 Scheidsrechter: Kamphuis Video-assistent: Bax |
|                            |           |         |                               | |

|                            |            |       |           | |
| 15 december 2018 18:30 uur | PEC Zwolle | 0 – 0 | NAC Breda | Stadion: MAC³PARK stadion, Zwolle Toeschouwers: 13.242 Scheidsrechter: Van Boekel Video-assistent: Gerrets |
| 15 december 2018 18:30 uur | Verslag    |       |           | Stadion: MAC³PARK stadion, Zwolle Toeschouwers: 13.242 Scheidsrechter: Van Boekel Video-assistent: Gerrets |
| 15 december 2018 18:30 uur |            |       |           | Stadion: MAC³PARK stadion, Zwolle Toeschouwers: 13.242 Scheidsrechter: Van Boekel Video-assistent: Gerrets |
| 15 december 2018 18:30 uur |            |       |           | Stadion: MAC³PARK stadion, Zwolle Toeschouwers: 13.242 Scheidsrechter: Van Boekel Video-assistent: Gerrets |
|                            |            |       |           | |

|                            |                       |         |              | |
| 15 december 2018 19:45 uur | AZ                    | 2 – 1   | Excelsior    | Stadion: AFAS Stadion, Alkmaar Toeschouwers: 14.427 Scheidsrechter: Van den Kerkhof Video-assistent: Dieperink |
| 15 december 2018 19:45 uur | Til 40' Johnsen 90+4' | Verslag | 30' Mahmudov | Stadion: AFAS Stadion, Alkmaar Toeschouwers: 14.427 Scheidsrechter: Van den Kerkhof Video-assistent: Dieperink |
| 15 december 2018 19:45 uur |                       |         |              | Stadion: AFAS Stadion, Alkmaar Toeschouwers: 14.427 Scheidsrechter: Van den Kerkhof Video-assistent: Dieperink |
| 15 december 2018 19:45 uur |                       |         |              | Stadion: AFAS Stadion, Alkmaar Toeschouwers: 14.427 Scheidsrechter: Van den Kerkhof Video-assistent: Dieperink |
|                            |                       |         |              | |

|                            |                            |         |                                                     | |
| 15 december 2018 19:45 uur | Heracles Almelo            | 0 – 4   | PSV                                                 | Stadion: Polman Stadion, Almelo Toeschouwers: 12.080 Scheidsrechter: Higler Video-assistent: Kooij |
| 15 december 2018 19:45 uur | Drost 45+2' Czyborra 90+2' | Verslag | 12' Bergwijn 33' Schwaab 79' Dumfries 90+4' Pereiro | Stadion: Polman Stadion, Almelo Toeschouwers: 12.080 Scheidsrechter: Higler Video-assistent: Kooij |
| 15 december 2018 19:45 uur |                            |         |                                                     | Stadion: Polman Stadion, Almelo Toeschouwers: 12.080 Scheidsrechter: Higler Video-assistent: Kooij |
| 15 december 2018 19:45 uur |                            |         |                                                     | Stadion: Polman Stadion, Almelo Toeschouwers: 12.080 Scheidsrechter: Higler Video-assistent: Kooij |
|                            |                            |         |                                                     | |

|                            |                           |         |           |                                                                                               |
| 15 december 2018 20:45 uur | Vitesse                   | 2 – 1   | VVV-Venlo | Stadion: GelreDome, Arnhem Toeschouwers: 13.249 Scheidsrechter: Bax Video-assistent: Lindhout |
| 15 december 2018 20:45 uur | Ødegaard 32' Darfalou 80' | Verslag | 76' Mlapa | Stadion: GelreDome, Arnhem Toeschouwers: 13.249 Scheidsrechter: Bax Video-assistent: Lindhout |
| 15 december 2018 20:45 uur |                           |         |           | Stadion: GelreDome, Arnhem Toeschouwers: 13.249 Scheidsrechter: Bax Video-assistent: Lindhout |
| 15 december 2018 20:45 uur |                           |         |           | Stadion: GelreDome, Arnhem Toeschouwers: 13.249 Scheidsrechter: Bax Video-assistent: Lindhout |
|                            |                           |         |           |                                                                                               |

|                            |                             |         |                                      | |
| 16 december 2018 12:15 uur | sc Heerenveen               | 2 – 3   | FC Utrecht                           | Stadion: Abe Lenstra Stadion, Heerenveen Toeschouwers: 17.575 Scheidsrechter: Van de Graaf Video-assistent: Martens |
| 16 december 2018 12:15 uur | Vlap 69' Van Amersfoort 75' | Verslag | 14' Bergström 26' Kerk 45+2' Tannane | Stadion: Abe Lenstra Stadion, Heerenveen Toeschouwers: 17.575 Scheidsrechter: Van de Graaf Video-assistent: Martens |
| 16 december 2018 12:15 uur |                             |         |                                      | Stadion: Abe Lenstra Stadion, Heerenveen Toeschouwers: 17.575 Scheidsrechter: Van de Graaf Video-assistent: Martens |
| 16 december 2018 12:15 uur |                             |         |                                      | Stadion: Abe Lenstra Stadion, Heerenveen Toeschouwers: 17.575 Scheidsrechter: Van de Graaf Video-assistent: Martens |
|                            |                             |         |                                      | |

|                            |                                                                 |         |               | |
| 16 december 2018 14:30 uur | Ajax                                                            | 8 – 0   | De Graafschap | Stadion: Johan Cruijff ArenA, Amsterdam Toeschouwers: 53.388 Scheidsrechter: Blom Video-assistent: Nijhuis |
| 16 december 2018 14:30 uur | Tadić 18' Mazraoui 25' Ziyech 32', 62', 69' Blind 65', 74', 90' | Verslag |               | Stadion: Johan Cruijff ArenA, Amsterdam Toeschouwers: 53.388 Scheidsrechter: Blom Video-assistent: Nijhuis |
| 16 december 2018 14:30 uur |                                                                 |         |               | Stadion: Johan Cruijff ArenA, Amsterdam Toeschouwers: 53.388 Scheidsrechter: Blom Video-assistent: Nijhuis |
| 16 december 2018 14:30 uur |                                                                 |         |               | Stadion: Johan Cruijff ArenA, Amsterdam Toeschouwers: 53.388 Scheidsrechter: Blom Video-assistent: Nijhuis |
|                            |                                                                 |         |               | |

|                            |              |         |                     | |
| 16 december 2018 14:30 uur | FC Groningen | 1 – 2   | FC Emmen            | Stadion: Hitachi Capital Mobility Stadion, Groningen Toeschouwers: 21.965 Scheidsrechter: Kuipers Video-assistent: Van Boekel |
| 16 december 2018 14:30 uur | Mahi 87'     | Verslag | 88', 90+3' Pedersen | Stadion: Hitachi Capital Mobility Stadion, Groningen Toeschouwers: 21.965 Scheidsrechter: Kuipers Video-assistent: Van Boekel |
| 16 december 2018 14:30 uur |              |         |                     | Stadion: Hitachi Capital Mobility Stadion, Groningen Toeschouwers: 21.965 Scheidsrechter: Kuipers Video-assistent: Van Boekel |
| 16 december 2018 14:30 uur |              |         |                     | Stadion: Hitachi Capital Mobility Stadion, Groningen Toeschouwers: 21.965 Scheidsrechter: Kuipers Video-assistent: Van Boekel |
|                            |              |         |                     | |

|                            |           |         |                               | |
| 16 december 2018 16:45 uur | Feyenoord | 0 – 2   | Fortuna Sittard               | Stadion: Stadion Feijenoord, Rotterdam Toeschouwers: 42.500 Scheidsrechter: Manschot Video-assistent: Gözübüyük |
| 16 december 2018 16:45 uur |           | Verslag | 51' Hutten 90+1' El Messaoudi | Stadion: Stadion Feijenoord, Rotterdam Toeschouwers: 42.500 Scheidsrechter: Manschot Video-assistent: Gözübüyük |
| 16 december 2018 16:45 uur |           |         |                               | Stadion: Stadion Feijenoord, Rotterdam Toeschouwers: 42.500 Scheidsrechter: Manschot Video-assistent: Gözübüyük |
| 16 december 2018 16:45 uur |           |         |                               | Stadion: Stadion Feijenoord, Rotterdam Toeschouwers: 42.500 Scheidsrechter: Manschot Video-assistent: Gözübüyük |
|                            |           |         |                               | |

## Speelronde 17
|                            |                              |         |            | |
| 21 december 2018 20:00 uur | VVV-Venlo                    | 2 – 0   | PEC Zwolle | Stadion: Seacon Stadion - De Koel -, Venlo Toeschouwers: 7.235 Scheidsrechter: Kooij Video-assistent: Dieperink |
| 21 december 2018 20:00 uur | Sušić 28' (pen.) Joosten 66' | Verslag | 26' Boer   | Stadion: Seacon Stadion - De Koel -, Venlo Toeschouwers: 7.235 Scheidsrechter: Kooij Video-assistent: Dieperink |
| 21 december 2018 20:00 uur |                              |         |            | Stadion: Seacon Stadion - De Koel -, Venlo Toeschouwers: 7.235 Scheidsrechter: Kooij Video-assistent: Dieperink |
| 21 december 2018 20:00 uur |                              |         |            | Stadion: Seacon Stadion - De Koel -, Venlo Toeschouwers: 7.235 Scheidsrechter: Kooij Video-assistent: Dieperink |
|                            |                              |         |            | |

|                            |                 |         |              | |
| 22 december 2018 18:30 uur | Fortuna Sittard | 0 – 0   | FC Groningen | Stadion: Fortuna Sittard Stadion, Sittard Toeschouwers: 8.283 Scheidsrechter: Lindhout Video-assistent: Cantineau |
| 22 december 2018 18:30 uur | Smeets 45'      | Verslag |              | Stadion: Fortuna Sittard Stadion, Sittard Toeschouwers: 8.283 Scheidsrechter: Lindhout Video-assistent: Cantineau |
| 22 december 2018 18:30 uur |                 |         |              | Stadion: Fortuna Sittard Stadion, Sittard Toeschouwers: 8.283 Scheidsrechter: Lindhout Video-assistent: Cantineau |
| 22 december 2018 18:30 uur |                 |         |              | Stadion: Fortuna Sittard Stadion, Sittard Toeschouwers: 8.283 Scheidsrechter: Lindhout Video-assistent: Cantineau |
|                            |                 |         |              | |

|                            |                                            |         |               | |
| 22 december 2018 19:45 uur | PSV                                        | 3 – 1   | AZ            | Stadion: Philips Stadion, Eindhoven Toeschouwers: 34.300 Scheidsrechter: Van Boekel Video-assistent: Blom |
| 22 december 2018 19:45 uur | Bergwijn 40' Sadílek 47' Lozano 84' (pen.) | Verslag | 16' Seuntjens | Stadion: Philips Stadion, Eindhoven Toeschouwers: 34.300 Scheidsrechter: Van Boekel Video-assistent: Blom |
| 22 december 2018 19:45 uur |                                            |         |               | Stadion: Philips Stadion, Eindhoven Toeschouwers: 34.300 Scheidsrechter: Van Boekel Video-assistent: Blom |
| 22 december 2018 19:45 uur |                                            |         |               | Stadion: Philips Stadion, Eindhoven Toeschouwers: 34.300 Scheidsrechter: Van Boekel Video-assistent: Blom |
|                            |                                            |         |               | |

|                            |                                     |         |                                               | |
| 22 december 2018 19:45 uur | NAC Breda                           | 4 – 2   | sc Heerenveen                                 | Stadion: Rat Verlegh Stadion, Breda Toeschouwers: 18.352 Scheidsrechter: Kamphuis Video-assistent: Kooij |
| 22 december 2018 19:45 uur | Te Vrede 6', 58' Rosheuvel 69', 76' | Verslag | 11' 14' Rienstra 27' Van Bergen 45' Kobayashi | Stadion: Rat Verlegh Stadion, Breda Toeschouwers: 18.352 Scheidsrechter: Kamphuis Video-assistent: Kooij |
| 22 december 2018 19:45 uur |                                     |         |                                               | Stadion: Rat Verlegh Stadion, Breda Toeschouwers: 18.352 Scheidsrechter: Kamphuis Video-assistent: Kooij |
| 22 december 2018 19:45 uur |                                     |         |                                               | Stadion: Rat Verlegh Stadion, Breda Toeschouwers: 18.352 Scheidsrechter: Kamphuis Video-assistent: Kooij |
|                            |                                     |         |                                               | |

|                            |           |         |                                  | |
| 22 december 2018 20:45 uur | Excelsior | 0 – 3   | Heracles Almelo                  | Stadion: Van Donge & De Roo Stadion, Rotterdam Toeschouwers: 4.032 Scheidsrechter: Bax Video-assistent: Van der Eijk |
| 22 december 2018 20:45 uur |           | Verslag | 35' Peterson 43' Kuwas 66' Osman | Stadion: Van Donge & De Roo Stadion, Rotterdam Toeschouwers: 4.032 Scheidsrechter: Bax Video-assistent: Van der Eijk |
| 22 december 2018 20:45 uur |           |         |                                  | Stadion: Van Donge & De Roo Stadion, Rotterdam Toeschouwers: 4.032 Scheidsrechter: Bax Video-assistent: Van der Eijk |
| 22 december 2018 20:45 uur |           |         |                                  | Stadion: Van Donge & De Roo Stadion, Rotterdam Toeschouwers: 4.032 Scheidsrechter: Bax Video-assistent: Van der Eijk |
|                            |           |         |                                  | |

|                            |            |         |                                            | |
| 23 december 2018 12:15 uur | FC Utrecht | 1 – 3   | Ajax                                       | Stadion: Stadion Galgenwaard, Utrecht Toeschouwers: 23.226 Scheidsrechter: Higler Video-assistent: Kamphuis |
| 23 december 2018 12:15 uur | Venema 74' | Verslag | 14' Dolberg 60' (pen.) Tadić 90+5' De Jong | Stadion: Stadion Galgenwaard, Utrecht Toeschouwers: 23.226 Scheidsrechter: Higler Video-assistent: Kamphuis |
| 23 december 2018 12:15 uur |            |         |                                            | Stadion: Stadion Galgenwaard, Utrecht Toeschouwers: 23.226 Scheidsrechter: Higler Video-assistent: Kamphuis |
| 23 december 2018 12:15 uur |            |         |                                            | Stadion: Stadion Galgenwaard, Utrecht Toeschouwers: 23.226 Scheidsrechter: Higler Video-assistent: Kamphuis |
|                            |            |         |                                            | |

|                            |                           |         |                                            | |
| 23 december 2018 14:30 uur | ADO Den Haag              | 2 – 2   | Feyenoord                                  | Stadion: Cars Jeans Stadion, Den Haag Toeschouwers: 13.851 Scheidsrechter: Blom Video-assistent: Nijhuis |
| 23 december 2018 14:30 uur | El Khayati 3', 77' (pen.) | Verslag | 45' Berghuis 68' Larsson 3', 74' Nieuwkoop | Stadion: Cars Jeans Stadion, Den Haag Toeschouwers: 13.851 Scheidsrechter: Blom Video-assistent: Nijhuis |
| 23 december 2018 14:30 uur |                           |         |                                            | Stadion: Cars Jeans Stadion, Den Haag Toeschouwers: 13.851 Scheidsrechter: Blom Video-assistent: Nijhuis |
| 23 december 2018 14:30 uur |                           |         |                                            | Stadion: Cars Jeans Stadion, Den Haag Toeschouwers: 13.851 Scheidsrechter: Blom Video-assistent: Nijhuis |
|                            |                           |         |                                            | |

|                            |                         |         |                       | |
| 23 december 2018 14:30 uur | De Graafschap           | 2 – 2   | Vitesse               | Stadion: De Vijverberg, Doetinchem Toeschouwers: 12.600 Scheidsrechter: Kuipers Video-assistent: Pérez |
| 23 december 2018 14:30 uur | Olijve 12' Narsingh 58' | Verslag | 43' Ødegaard 65' Bero | Stadion: De Vijverberg, Doetinchem Toeschouwers: 12.600 Scheidsrechter: Kuipers Video-assistent: Pérez |
| 23 december 2018 14:30 uur |                         |         |                       | Stadion: De Vijverberg, Doetinchem Toeschouwers: 12.600 Scheidsrechter: Kuipers Video-assistent: Pérez |
| 23 december 2018 14:30 uur |                         |         |                       | Stadion: De Vijverberg, Doetinchem Toeschouwers: 12.600 Scheidsrechter: Kuipers Video-assistent: Pérez |
|                            |                         |         |                       | |

|                            |          |         |                     | |
| 23 december 2018 16:45 uur | FC Emmen | 0 – 2   | Willem II           | Stadion: De Oude Meerdijk, Emmen Toeschouwers: 8.301 Scheidsrechter: Gözübüyük Video-assistent: Manschot |
| 23 december 2018 16:45 uur |          | Verslag | 42' Özbiliz 55' Sol | Stadion: De Oude Meerdijk, Emmen Toeschouwers: 8.301 Scheidsrechter: Gözübüyük Video-assistent: Manschot |
| 23 december 2018 16:45 uur |          |         |                     | Stadion: De Oude Meerdijk, Emmen Toeschouwers: 8.301 Scheidsrechter: Gözübüyük Video-assistent: Manschot |
| 23 december 2018 16:45 uur |          |         |                     | Stadion: De Oude Meerdijk, Emmen Toeschouwers: 8.301 Scheidsrechter: Gözübüyük Video-assistent: Manschot |
|                            |          |         |                     | |

## Speelronde 18
|                           |                                       |         |                          | |
| 18 januari 2019 20:00 uur | Vitesse                               | 3 – 2   | Excelsior                | Stadion: GelreDome, Arnhem Toeschouwers: 13.231 Scheidsrechter: Van de Graaf Video-assistent: Kooij |
| 18 januari 2019 20:00 uur | Foor 6' Linssen 37' Van der Werff 67' | Verslag | 61' Edwards 69' Schouten | Stadion: GelreDome, Arnhem Toeschouwers: 13.231 Scheidsrechter: Van de Graaf Video-assistent: Kooij |
| 18 januari 2019 20:00 uur |                                       |         |                          | Stadion: GelreDome, Arnhem Toeschouwers: 13.231 Scheidsrechter: Van de Graaf Video-assistent: Kooij |
| 18 januari 2019 20:00 uur |                                       |         |                          | Stadion: GelreDome, Arnhem Toeschouwers: 13.231 Scheidsrechter: Van de Graaf Video-assistent: Kooij |
|                           |                                       |         |                          | |

|                           |                                          |         |            | |
| 19 januari 2019 18:30 uur | AZ                                       | 3 – 0   | FC Utrecht | Stadion: AFAS Stadion, Alkmaar Toeschouwers: 16.104 Scheidsrechter: Lindhout Video-assistent: Kamphuis |
| 19 januari 2019 18:30 uur | Van Rhijn 37' Seuntjens 42' Stengs 90+1' | Verslag |            | Stadion: AFAS Stadion, Alkmaar Toeschouwers: 16.104 Scheidsrechter: Lindhout Video-assistent: Kamphuis |
| 19 januari 2019 18:30 uur |                                          |         |            | Stadion: AFAS Stadion, Alkmaar Toeschouwers: 16.104 Scheidsrechter: Lindhout Video-assistent: Kamphuis |
| 19 januari 2019 18:30 uur |                                          |         |            | Stadion: AFAS Stadion, Alkmaar Toeschouwers: 16.104 Scheidsrechter: Lindhout Video-assistent: Kamphuis |
|                           |                                          |         |            | |

|                           |                                        |         |                | |
| 19 januari 2019 19:45 uur | PEC Zwolle                             | 3 – 1   | Feyenoord      | Stadion: MAC³PARK stadion, Zwolle Toeschouwers: 13.850 Scheidsrechter: Van Boekel Video-assistent: Van de Graaf |
| 19 januari 2019 19:45 uur | Van Polen 30' Van Crooij 56' Namli 76' | Verslag | 34' Van Persie | Stadion: MAC³PARK stadion, Zwolle Toeschouwers: 13.850 Scheidsrechter: Van Boekel Video-assistent: Van de Graaf |
| 19 januari 2019 19:45 uur |                                        |         |                | Stadion: MAC³PARK stadion, Zwolle Toeschouwers: 13.850 Scheidsrechter: Van Boekel Video-assistent: Van de Graaf |
| 19 januari 2019 19:45 uur |                                        |         |                | Stadion: MAC³PARK stadion, Zwolle Toeschouwers: 13.850 Scheidsrechter: Van Boekel Video-assistent: Van de Graaf |
|                           |                                        |         |                | |

|                           |                                        |         |                                              | |
| 19 januari 2019 19:45 uur | ADO Den Haag                           | 2 – 4   | VVV-Venlo                                    | Stadion: Cars Jeans Stadion, Den Haag Toeschouwers: 10.181 Scheidsrechter: Manschot Video-assistent: Van den Kerkhof |
| 19 januari 2019 19:45 uur | Becker 13' Falkenburg 60' Zwinkels 80' | Verslag | 43', 51' Joosten 83' (pen.) Mlapa 90+7' Grot | Stadion: Cars Jeans Stadion, Den Haag Toeschouwers: 10.181 Scheidsrechter: Manschot Video-assistent: Van den Kerkhof |
| 19 januari 2019 19:45 uur |                                        |         |                                              | Stadion: Cars Jeans Stadion, Den Haag Toeschouwers: 10.181 Scheidsrechter: Manschot Video-assistent: Van den Kerkhof |
| 19 januari 2019 19:45 uur |                                        |         |                                              | Stadion: Cars Jeans Stadion, Den Haag Toeschouwers: 10.181 Scheidsrechter: Manschot Video-assistent: Van den Kerkhof |
|                           |                                        |         |                                              | |

|                           |                                     |         |                 | |
| 19 januari 2019 20:45 uur | FC Groningen                        | 3 – 0   | Heracles Almelo | Stadion: Hitachi Capital Mobility Stadion, Groningen Toeschouwers: 16.143 Scheidsrechter: Blom Video-assistent: Martens |
| 19 januari 2019 20:45 uur | Memišević 12' (pen.) Bruns 74', 78' | Verslag |                 | Stadion: Hitachi Capital Mobility Stadion, Groningen Toeschouwers: 16.143 Scheidsrechter: Blom Video-assistent: Martens |
| 19 januari 2019 20:45 uur |                                     |         |                 | Stadion: Hitachi Capital Mobility Stadion, Groningen Toeschouwers: 16.143 Scheidsrechter: Blom Video-assistent: Martens |
| 19 januari 2019 20:45 uur |                                     |         |                 | Stadion: Hitachi Capital Mobility Stadion, Groningen Toeschouwers: 16.143 Scheidsrechter: Blom Video-assistent: Martens |
|                           |                                     |         |                 | |

|                           |                          |         |                 | |
| 20 januari 2019 12:15 uur | Willem II                | 2 – 0   | NAC Breda       | Stadion: Koning Willem II Stadion, Tilburg Toeschouwers: 14.400 Scheidsrechter: Kuipers Video-assistent: Bax |
| 20 januari 2019 12:15 uur | Llonch 22' Vrousai 90+2' | Verslag | 85' El Allouchi | Stadion: Koning Willem II Stadion, Tilburg Toeschouwers: 14.400 Scheidsrechter: Kuipers Video-assistent: Bax |
| 20 januari 2019 12:15 uur |                          |         |                 | Stadion: Koning Willem II Stadion, Tilburg Toeschouwers: 14.400 Scheidsrechter: Kuipers Video-assistent: Bax |
| 20 januari 2019 12:15 uur |                          |         |                 | Stadion: Koning Willem II Stadion, Tilburg Toeschouwers: 14.400 Scheidsrechter: Kuipers Video-assistent: Bax |
|                           |                          |         |                 | |

|                           |                                           |         |                  | |
| 20 januari 2019 14:30 uur | De Graafschap                             | 5 – 1   | Fortuna Sittard  | Stadion: De Vijverberg, Doetinchem Toeschouwers: 12.304 Scheidsrechter: S. Mulder Video-assistent: Teuben |
| 20 januari 2019 14:30 uur | Serrarens 27', 30', 66' El Jebli 43', 73' | Verslag | 55' El Messaoudi | Stadion: De Vijverberg, Doetinchem Toeschouwers: 12.304 Scheidsrechter: S. Mulder Video-assistent: Teuben |
| 20 januari 2019 14:30 uur |                                           |         |                  | Stadion: De Vijverberg, Doetinchem Toeschouwers: 12.304 Scheidsrechter: S. Mulder Video-assistent: Teuben |
| 20 januari 2019 14:30 uur |                                           |         |                  | Stadion: De Vijverberg, Doetinchem Toeschouwers: 12.304 Scheidsrechter: S. Mulder Video-assistent: Teuben |
|                           |                                           |         |                  | |

|                           |                     |         |                          | |
| 20 januari 2019 14:30 uur | FC Emmen            | 2 – 2   | PSV                      | Stadion: De Oude Meerdijk, Emmen Toeschouwers: 8.301 Scheidsrechter: Kamphuis Video-assistent: Van Boekel |
| 20 januari 2019 14:30 uur | Pedersen 80', 90+2' | Verslag | 15' De Jong 71' Angeliño | Stadion: De Oude Meerdijk, Emmen Toeschouwers: 8.301 Scheidsrechter: Kamphuis Video-assistent: Van Boekel |
| 20 januari 2019 14:30 uur |                     |         |                          | Stadion: De Oude Meerdijk, Emmen Toeschouwers: 8.301 Scheidsrechter: Kamphuis Video-assistent: Van Boekel |
| 20 januari 2019 14:30 uur |                     |         |                          | Stadion: De Oude Meerdijk, Emmen Toeschouwers: 8.301 Scheidsrechter: Kamphuis Video-assistent: Van Boekel |
|                           |                     |         |                          | |

|                           |                                                        |         |                                              | |
| 20 januari 2019 16:45 uur | Ajax                                                   | 4 – 4   | sc Heerenveen                                | Stadion: Johan Cruijff ArenA, Amsterdam Toeschouwers: 52.553 Scheidsrechter: Gözübüyük Video-assistent: Higler |
| 20 januari 2019 16:45 uur | Tadić 13', 16' Van Amersfoort 28' (e.d.) Huntelaar 83' | Verslag | 14', 51' Lammers 56' Van Bergen 90+1' Pierie | Stadion: Johan Cruijff ArenA, Amsterdam Toeschouwers: 52.553 Scheidsrechter: Gözübüyük Video-assistent: Higler |
| 20 januari 2019 16:45 uur |                                                        |         |                                              | Stadion: Johan Cruijff ArenA, Amsterdam Toeschouwers: 52.553 Scheidsrechter: Gözübüyük Video-assistent: Higler |
| 20 januari 2019 16:45 uur |                                                        |         |                                              | Stadion: Johan Cruijff ArenA, Amsterdam Toeschouwers: 52.553 Scheidsrechter: Gözübüyük Video-assistent: Higler |
|                           |                                                        |         |                                              | |

## Speelronde 19
|                           |               |         |              | |
| 25 januari 2019 20:00 uur | NAC Breda     | 1 – 1   | ADO Den Haag | Stadion: Rat Verlegh Stadion, Breda Toeschouwers: 18.547 Scheidsrechter: Van Boekel Video-assistent: Pérez |
| 25 januari 2019 20:00 uur | Kastaneer 50' | Verslag | 21' Lorenzen | Stadion: Rat Verlegh Stadion, Breda Toeschouwers: 18.547 Scheidsrechter: Van Boekel Video-assistent: Pérez |
| 25 januari 2019 20:00 uur |               |         |              | Stadion: Rat Verlegh Stadion, Breda Toeschouwers: 18.547 Scheidsrechter: Van Boekel Video-assistent: Pérez |
| 25 januari 2019 20:00 uur |               |         |              | Stadion: Rat Verlegh Stadion, Breda Toeschouwers: 18.547 Scheidsrechter: Van Boekel Video-assistent: Pérez |
|                           |               |         |              | |

|                           |                 |         |                        | |
| 26 januari 2019 18:30 uur | Heracles Almelo | 0 – 2   | PEC Zwolle             | Stadion: Polman Stadion, Almelo Toeschouwers: 10.667 Scheidsrechter: Lindhout Video-assistent: Gözübüyük |
| 26 januari 2019 18:30 uur |                 | Verslag | 16' Van Duinen 55' Thy | Stadion: Polman Stadion, Almelo Toeschouwers: 10.667 Scheidsrechter: Lindhout Video-assistent: Gözübüyük |
| 26 januari 2019 18:30 uur |                 |         |                        | Stadion: Polman Stadion, Almelo Toeschouwers: 10.667 Scheidsrechter: Lindhout Video-assistent: Gözübüyük |
| 26 januari 2019 18:30 uur |                 |         |                        | Stadion: Polman Stadion, Almelo Toeschouwers: 10.667 Scheidsrechter: Lindhout Video-assistent: Gözübüyük |
|                           |                 |         |                        | |

|                           |                 |         |              | |
| 26 januari 2019 19:45 uur | PSV             | 2 – 1   | FC Groningen | Stadion: Philips Stadion, Eindhoven Toeschouwers: 33.900 Scheidsrechter: Higler Video-assistent: Nijhuis |
| 26 januari 2019 19:45 uur | Lozano 15', 19' | Verslag | 34' Reis     | Stadion: Philips Stadion, Eindhoven Toeschouwers: 33.900 Scheidsrechter: Higler Video-assistent: Nijhuis |
| 26 januari 2019 19:45 uur |                 |         |              | Stadion: Philips Stadion, Eindhoven Toeschouwers: 33.900 Scheidsrechter: Higler Video-assistent: Nijhuis |
| 26 januari 2019 19:45 uur |                 |         |              | Stadion: Philips Stadion, Eindhoven Toeschouwers: 33.900 Scheidsrechter: Higler Video-assistent: Nijhuis |
|                           |                 |         |              | |

|                           |                              |         |               | |
| 26 januari 2019 19:45 uur | Excelsior                    | 2 – 0   | De Graafschap | Stadion: Van Donge & De Roo Stadion, Rotterdam Toeschouwers: 4.400 Scheidsrechter: Manschot Video-assistent: Dieperink |
| 26 januari 2019 19:45 uur | Bruins 76' El Hamdaoui 90+1' | Verslag |               | Stadion: Van Donge & De Roo Stadion, Rotterdam Toeschouwers: 4.400 Scheidsrechter: Manschot Video-assistent: Dieperink |
| 26 januari 2019 19:45 uur |                              |         |               | Stadion: Van Donge & De Roo Stadion, Rotterdam Toeschouwers: 4.400 Scheidsrechter: Manschot Video-assistent: Dieperink |
| 26 januari 2019 19:45 uur |                              |         |               | Stadion: Van Donge & De Roo Stadion, Rotterdam Toeschouwers: 4.400 Scheidsrechter: Manschot Video-assistent: Dieperink |
|                           |                              |         |               | |

|                           |                |         |                                    | |
| 26 januari 2019 20:45 uur | VVV-Venlo      | 2 – 3   | FC Emmen                           | Stadion: Covebo Stadion - De Koel -, Venlo Toeschouwers: 6.145 Scheidsrechter: Bax Video-assistent: Kamphuis |
| 26 januari 2019 20:45 uur | Opoku 20', 67' | Verslag | 25' Bannink 65' Arias 90+5' Chacón | Stadion: Covebo Stadion - De Koel -, Venlo Toeschouwers: 6.145 Scheidsrechter: Bax Video-assistent: Kamphuis |
| 26 januari 2019 20:45 uur |                |         |                                    | Stadion: Covebo Stadion - De Koel -, Venlo Toeschouwers: 6.145 Scheidsrechter: Bax Video-assistent: Kamphuis |
| 26 januari 2019 20:45 uur |                |         |                                    | Stadion: Covebo Stadion - De Koel -, Venlo Toeschouwers: 6.145 Scheidsrechter: Bax Video-assistent: Kamphuis |
|                           |                |         |                                    | |

|                           |                           |         |            | |
| 27 januari 2019 12:15 uur | Fortuna Sittard           | 2 – 1   | Vitesse    | Stadion: Fortuna Sittard Stadion, Sittard Toeschouwers: 8.123 Scheidsrechter: Pérez Video-assistent: Blank |
| 27 januari 2019 12:15 uur | Hutten 74' Stokkers 90+2' | Verslag | 7' Linssen | Stadion: Fortuna Sittard Stadion, Sittard Toeschouwers: 8.123 Scheidsrechter: Pérez Video-assistent: Blank |
| 27 januari 2019 12:15 uur |                           |         |            | Stadion: Fortuna Sittard Stadion, Sittard Toeschouwers: 8.123 Scheidsrechter: Pérez Video-assistent: Blank |
| 27 januari 2019 12:15 uur |                           |         |            | Stadion: Fortuna Sittard Stadion, Sittard Toeschouwers: 8.123 Scheidsrechter: Pérez Video-assistent: Blank |
|                           |                           |         |            | |

|                           |                                                                      |         |                      | |
| 27 januari 2019 14:30 uur | Feyenoord                                                            | 6 – 2   | Ajax                 | Stadion: Stadion Feijenoord, Rotterdam Toeschouwers: 47.500 Scheidsrechter: Makkelie Video-assistent: Kuipers |
| 27 januari 2019 14:30 uur | Toornstra 16' Berghuis 31' Van Persie 42', 56' Vilhena 75' Ayoub 84' | Verslag | 8' Schöne 33' Ziyech | Stadion: Stadion Feijenoord, Rotterdam Toeschouwers: 47.500 Scheidsrechter: Makkelie Video-assistent: Kuipers |
| 27 januari 2019 14:30 uur |                                                                      |         |                      | Stadion: Stadion Feijenoord, Rotterdam Toeschouwers: 47.500 Scheidsrechter: Makkelie Video-assistent: Kuipers |
| 27 januari 2019 14:30 uur |                                                                      |         |                      | Stadion: Stadion Feijenoord, Rotterdam Toeschouwers: 47.500 Scheidsrechter: Makkelie Video-assistent: Kuipers |
|                           |                                                                      |         |                      | |

|                           |            |         |             | |
| 27 januari 2019 14:30 uur | FC Utrecht | 0 – 1   | Willem II   | Stadion: Stadion Galgenwaard, Utrecht Toeschouwers: 17.256 Scheidsrechter: Kooij Video-assistent: Van der Eijk |
| 27 januari 2019 14:30 uur |            | Verslag | 46' Crowley | Stadion: Stadion Galgenwaard, Utrecht Toeschouwers: 17.256 Scheidsrechter: Kooij Video-assistent: Van der Eijk |
| 27 januari 2019 14:30 uur |            |         |             | Stadion: Stadion Galgenwaard, Utrecht Toeschouwers: 17.256 Scheidsrechter: Kooij Video-assistent: Van der Eijk |
| 27 januari 2019 14:30 uur |            |         |             | Stadion: Stadion Galgenwaard, Utrecht Toeschouwers: 17.256 Scheidsrechter: Kooij Video-assistent: Van der Eijk |
|                           |            |         |             | |

|                           |               |         |                                 | |
| 27 januari 2019 16:45 uur | sc Heerenveen | 0 – 2   | AZ                              | Stadion: Abe Lenstra Stadion, Heerenveen Toeschouwers: 17.182 Scheidsrechter: S. Mulder Video-assistent: Van den Kerkhof |
| 27 januari 2019 16:45 uur |               | Verslag | 64' (e.d.) Floranus 78' Idrissi | Stadion: Abe Lenstra Stadion, Heerenveen Toeschouwers: 17.182 Scheidsrechter: S. Mulder Video-assistent: Van den Kerkhof |
| 27 januari 2019 16:45 uur |               |         |                                 | Stadion: Abe Lenstra Stadion, Heerenveen Toeschouwers: 17.182 Scheidsrechter: S. Mulder Video-assistent: Van den Kerkhof |
| 27 januari 2019 16:45 uur |               |         |                                 | Stadion: Abe Lenstra Stadion, Heerenveen Toeschouwers: 17.182 Scheidsrechter: S. Mulder Video-assistent: Van den Kerkhof |
|                           |               |         |                                 | |

## Speelronde 20
|                           |                                       |         |           | |
| 1 februari 2019 20:00 uur | De Graafschap                         | 3 – 0   | NAC Breda | Stadion: De Vijverberg, Doetinchem Toeschouwers: 12.502 Scheidsrechter: Makkelie Video-assistent: Kooij |
| 1 februari 2019 20:00 uur | Burgzorg 29' El Jebli 49' Owusu 90+5' | Verslag |           | Stadion: De Vijverberg, Doetinchem Toeschouwers: 12.502 Scheidsrechter: Makkelie Video-assistent: Kooij |
| 1 februari 2019 20:00 uur |                                       |         |           | Stadion: De Vijverberg, Doetinchem Toeschouwers: 12.502 Scheidsrechter: Makkelie Video-assistent: Kooij |
| 1 februari 2019 20:00 uur |                                       |         |           | Stadion: De Vijverberg, Doetinchem Toeschouwers: 12.502 Scheidsrechter: Makkelie Video-assistent: Kooij |
|                           |                                       |         |           | |

|                           |                     |         |                               | |
| 2 februari 2019 18:30 uur | Vitesse             | 2 – 2   | sc Heerenveen                 | Stadion: GelreDome, Arnhem Toeschouwers: 15.342 Scheidsrechter: Van den Kerkhof Video-assistent: Makkelie |
| 2 februari 2019 18:30 uur | Ali 24' Linssen 58' | Verslag | 14' Vlap 90+3' (pen.) Lammers | Stadion: GelreDome, Arnhem Toeschouwers: 15.342 Scheidsrechter: Van den Kerkhof Video-assistent: Makkelie |
| 2 februari 2019 18:30 uur |                     |         |                               | Stadion: GelreDome, Arnhem Toeschouwers: 15.342 Scheidsrechter: Van den Kerkhof Video-assistent: Makkelie |
| 2 februari 2019 18:30 uur |                     |         |                               | Stadion: GelreDome, Arnhem Toeschouwers: 15.342 Scheidsrechter: Van den Kerkhof Video-assistent: Makkelie |
|                           |                     |         |                               | |

|                           |             |         |                            | |
| 2 februari 2019 19:45 uur | Willem II   | 1 – 2   | FC Groningen               | Stadion: Koning Willem II Stadion, Tilburg Toeschouwers: 12.633 Scheidsrechter: Martens Video-assistent: Van de Graaf |
| 2 februari 2019 19:45 uur | Vrousai 55' | Verslag | 35' Warmerdam 37' Sierhuis | Stadion: Koning Willem II Stadion, Tilburg Toeschouwers: 12.633 Scheidsrechter: Martens Video-assistent: Van de Graaf |
| 2 februari 2019 19:45 uur |             |         |                            | Stadion: Koning Willem II Stadion, Tilburg Toeschouwers: 12.633 Scheidsrechter: Martens Video-assistent: Van de Graaf |
| 2 februari 2019 19:45 uur |             |         |                            | Stadion: Koning Willem II Stadion, Tilburg Toeschouwers: 12.633 Scheidsrechter: Martens Video-assistent: Van de Graaf |
|                           |             |         |                            | |

|                           |                                                                            |         |           | |
| 2 februari 2019 19:45 uur | Ajax                                                                       | 6 – 0   | VVV-Venlo | Stadion: Johan Cruijff ArenA, Amsterdam Toeschouwers: 52.868 Scheidsrechter: Lindhout Video-assistent: S. Mulder |
| 2 februari 2019 19:45 uur | Ziyech 35' Dolberg 52' Tadić 60' Neres 85' Huntelaar 86' Van de Beek 90+1' | Verslag |           | Stadion: Johan Cruijff ArenA, Amsterdam Toeschouwers: 52.868 Scheidsrechter: Lindhout Video-assistent: S. Mulder |
| 2 februari 2019 19:45 uur |                                                                            |         |           | Stadion: Johan Cruijff ArenA, Amsterdam Toeschouwers: 52.868 Scheidsrechter: Lindhout Video-assistent: S. Mulder |
| 2 februari 2019 19:45 uur |                                                                            |         |           | Stadion: Johan Cruijff ArenA, Amsterdam Toeschouwers: 52.868 Scheidsrechter: Lindhout Video-assistent: S. Mulder |
|                           |                                                                            |         |           | |

|                           |                                                                               |         |          | |
| 2 februari 2019 20:45 uur | AZ                                                                            | 5 – 0   | FC Emmen | Stadion: AFAS Stadion, Alkmaar Toeschouwers: 14.328 Scheidsrechter: Gözübüyük Video-assistent: Oostrom |
| 2 februari 2019 20:45 uur | Koopmeiners 10' (pen.), 30' (pen.) De Leeuw 35' (e.d.) Stengs 47' Johnsen 86' | Verslag |          | Stadion: AFAS Stadion, Alkmaar Toeschouwers: 14.328 Scheidsrechter: Gözübüyük Video-assistent: Oostrom |
| 2 februari 2019 20:45 uur |                                                                               |         |          | Stadion: AFAS Stadion, Alkmaar Toeschouwers: 14.328 Scheidsrechter: Gözübüyük Video-assistent: Oostrom |
| 2 februari 2019 20:45 uur |                                                                               |         |          | Stadion: AFAS Stadion, Alkmaar Toeschouwers: 14.328 Scheidsrechter: Gözübüyük Video-assistent: Oostrom |
|                           |                                                                               |         |          | |

|                           |                               |         |                | |
| 3 februari 2019 12:15 uur | Excelsior                     | 2 – 1   | Feyenoord      | Stadion: Van Donge & De Roo Stadion, Rotterdam Toeschouwers: 4.400 Scheidsrechter: Kamphuis Video-assistent: Higler |
| 3 februari 2019 12:15 uur | Messaoud 63' Van der Meer 90' | Verslag | 54' Van Persie | Stadion: Van Donge & De Roo Stadion, Rotterdam Toeschouwers: 4.400 Scheidsrechter: Kamphuis Video-assistent: Higler |
| 3 februari 2019 12:15 uur |                               |         |                | Stadion: Van Donge & De Roo Stadion, Rotterdam Toeschouwers: 4.400 Scheidsrechter: Kamphuis Video-assistent: Higler |
| 3 februari 2019 12:15 uur |                               |         |                | Stadion: Van Donge & De Roo Stadion, Rotterdam Toeschouwers: 4.400 Scheidsrechter: Kamphuis Video-assistent: Higler |
|                           |                               |         |                | |

|                           |                                                     |         |                                                                         | |
| 3 februari 2019 14:30 uur | PEC Zwolle                                          | 4 – 3   | FC Utrecht                                                              | Stadion: MAC³PARK stadion, Zwolle Toeschouwers: 13.024 Scheidsrechter: Kuipers Video-assistent: Gerrets |
| 3 februari 2019 14:30 uur | Van Crooij 25' Lam 80' Van Duinen 90' (pen.), 90+3' | Verslag | 7' Gustafson 59' Letschert 71' Emanuelson 75' Bahebeck Na afloop Bazoer | Stadion: MAC³PARK stadion, Zwolle Toeschouwers: 13.024 Scheidsrechter: Kuipers Video-assistent: Gerrets |
| 3 februari 2019 14:30 uur |                                                     |         |                                                                         | Stadion: MAC³PARK stadion, Zwolle Toeschouwers: 13.024 Scheidsrechter: Kuipers Video-assistent: Gerrets |
| 3 februari 2019 14:30 uur |                                                     |         |                                                                         | Stadion: MAC³PARK stadion, Zwolle Toeschouwers: 13.024 Scheidsrechter: Kuipers Video-assistent: Gerrets |
|                           |                                                     |         |                                                                         | |

|                           |                                            |         |                 | |
| 3 februari 2019 14:30 uur | PSV                                        | 5 – 0   | Fortuna Sittard | Stadion: Philips Stadion, Eindhoven Toeschouwers: 34.400 Scheidsrechter: Blom Video-assistent: Bax |
| 3 februari 2019 14:30 uur | Pereiro 8' De Jong 54', 76', 87' Gakpo 56' | Verslag | 25', 32' Essers | Stadion: Philips Stadion, Eindhoven Toeschouwers: 34.400 Scheidsrechter: Blom Video-assistent: Bax |
| 3 februari 2019 14:30 uur |                                            |         |                 | Stadion: Philips Stadion, Eindhoven Toeschouwers: 34.400 Scheidsrechter: Blom Video-assistent: Bax |
| 3 februari 2019 14:30 uur |                                            |         |                 | Stadion: Philips Stadion, Eindhoven Toeschouwers: 34.400 Scheidsrechter: Blom Video-assistent: Bax |
|                           |                                            |         |                 | |

|                           |                |         |                 | |
| 3 februari 2019 16:45 uur | ADO Den Haag   | 2 – 0   | Heracles Almelo | Stadion: Cars Jeans Stadion, Den Haag Toeschouwers: 11.464 Scheidsrechter: S. Mulder Video-assistent: Bijl |
| 3 februari 2019 16:45 uur | Necid 79', 89' | Verslag |                 | Stadion: Cars Jeans Stadion, Den Haag Toeschouwers: 11.464 Scheidsrechter: S. Mulder Video-assistent: Bijl |
| 3 februari 2019 16:45 uur |                |         |                 | Stadion: Cars Jeans Stadion, Den Haag Toeschouwers: 11.464 Scheidsrechter: S. Mulder Video-assistent: Bijl |
| 3 februari 2019 16:45 uur |                |         |                 | Stadion: Cars Jeans Stadion, Den Haag Toeschouwers: 11.464 Scheidsrechter: S. Mulder Video-assistent: Bijl |
|                           |                |         |                 | |

## Speelronde 21
|                           |           |         |                              | |
| 8 februari 2019 20:00 uur | NAC Breda | 0 – 3   | AZ                           | Stadion: Rat Verlegh Stadion, Breda Toeschouwers: 18.205 Scheidsrechter: Manschot Video-assistent: Lindhout |
| 8 februari 2019 20:00 uur |           | Verslag | 33', 54' Til 90' Guðmundsson | Stadion: Rat Verlegh Stadion, Breda Toeschouwers: 18.205 Scheidsrechter: Manschot Video-assistent: Lindhout |
| 8 februari 2019 20:00 uur |           |         |                              | Stadion: Rat Verlegh Stadion, Breda Toeschouwers: 18.205 Scheidsrechter: Manschot Video-assistent: Lindhout |
| 8 februari 2019 20:00 uur |           |         |                              | Stadion: Rat Verlegh Stadion, Breda Toeschouwers: 18.205 Scheidsrechter: Manschot Video-assistent: Lindhout |
|                           |           |         |                              | |

|                           |                 |         |      | |
| 9 februari 2019 18:30 uur | Heracles Almelo | 1 – 0   | Ajax | Stadion: Polman Stadion, Almelo Toeschouwers: 12.080 Scheidsrechter: Higler Video-assistent: Van Boekel |
| 9 februari 2019 18:30 uur | Osman 17'       | Verslag |      | Stadion: Polman Stadion, Almelo Toeschouwers: 12.080 Scheidsrechter: Higler Video-assistent: Van Boekel |
| 9 februari 2019 18:30 uur |                 |         |      | Stadion: Polman Stadion, Almelo Toeschouwers: 12.080 Scheidsrechter: Higler Video-assistent: Van Boekel |
| 9 februari 2019 18:30 uur |                 |         |      | Stadion: Polman Stadion, Almelo Toeschouwers: 12.080 Scheidsrechter: Higler Video-assistent: Van Boekel |
|                           |                 |         |      | |

|                           |               |         |            | |
| 9 februari 2019 18:30 uur | sc Heerenveen | 1 – 1   | PEC Zwolle | Stadion: Abe Lenstra Stadion, Heerenveen Toeschouwers: 19.822 Scheidsrechter: Makkelie Video-assistent: Cantineau |
| 9 februari 2019 18:30 uur | Vlap 30'      | Verslag | 45+1' Lam  | Stadion: Abe Lenstra Stadion, Heerenveen Toeschouwers: 19.822 Scheidsrechter: Makkelie Video-assistent: Cantineau |
| 9 februari 2019 18:30 uur |               |         |            | Stadion: Abe Lenstra Stadion, Heerenveen Toeschouwers: 19.822 Scheidsrechter: Makkelie Video-assistent: Cantineau |
| 9 februari 2019 18:30 uur |               |         |            | Stadion: Abe Lenstra Stadion, Heerenveen Toeschouwers: 19.822 Scheidsrechter: Makkelie Video-assistent: Cantineau |
|                           |               |         |            | |

|                           |                |         |                    | |
| 9 februari 2019 20:45 uur | VVV-Venlo      | 2 – 1   | Willem II          | Stadion: Covebo Stadion - De Koel -, Venlo Toeschouwers: 6.134 Scheidsrechter: S. Mulder Video-assistent: Van der Eijk |
| 9 februari 2019 20:45 uur | Mlapa 43', 77' | Verslag | 60' (pen.) Crowley | Stadion: Covebo Stadion - De Koel -, Venlo Toeschouwers: 6.134 Scheidsrechter: S. Mulder Video-assistent: Van der Eijk |
| 9 februari 2019 20:45 uur |                |         |                    | Stadion: Covebo Stadion - De Koel -, Venlo Toeschouwers: 6.134 Scheidsrechter: S. Mulder Video-assistent: Van der Eijk |
| 9 februari 2019 20:45 uur |                |         |                    | Stadion: Covebo Stadion - De Koel -, Venlo Toeschouwers: 6.134 Scheidsrechter: S. Mulder Video-assistent: Van der Eijk |
|                           |                |         |                    | |

|                           |                                                     |         |               | |
| 9 februari 2019 20:45 uur | Feyenoord                                           | 4 – 0   | De Graafschap | Stadion: Stadion Feijenoord, Rotterdam Toeschouwers: 40.000 Scheidsrechter: Lindhout Video-assistent: Nijhuis |
| 9 februari 2019 20:45 uur | Vilhena 28' Verdonk 52' St. Juste 54' Toornstra 63' | Verslag |               | Stadion: Stadion Feijenoord, Rotterdam Toeschouwers: 40.000 Scheidsrechter: Lindhout Video-assistent: Nijhuis |
| 9 februari 2019 20:45 uur |                                                     |         |               | Stadion: Stadion Feijenoord, Rotterdam Toeschouwers: 40.000 Scheidsrechter: Lindhout Video-assistent: Nijhuis |
| 9 februari 2019 20:45 uur |                                                     |         |               | Stadion: Stadion Feijenoord, Rotterdam Toeschouwers: 40.000 Scheidsrechter: Lindhout Video-assistent: Nijhuis |
|                           |                                                     |         |               | |

|                            |                                             |         |              | |
| 10 februari 2019 12:15 uur | Fortuna Sittard                             | 4 – 1   | Excelsior    | Stadion: Fortuna Sittard Stadion, Sittard Toeschouwers: 8.479 Scheidsrechter: Bax Video-assistent: Bijl |
| 10 februari 2019 12:15 uur | Lamprou 13', 33' Diemers 64' Novakovich 90' | Verslag | 55' Messaoud | Stadion: Fortuna Sittard Stadion, Sittard Toeschouwers: 8.479 Scheidsrechter: Bax Video-assistent: Bijl |
| 10 februari 2019 12:15 uur |                                             |         |              | Stadion: Fortuna Sittard Stadion, Sittard Toeschouwers: 8.479 Scheidsrechter: Bax Video-assistent: Bijl |
| 10 februari 2019 12:15 uur |                                             |         |              | Stadion: Fortuna Sittard Stadion, Sittard Toeschouwers: 8.479 Scheidsrechter: Bax Video-assistent: Bijl |
|                            |                                             |         |              | |

|                            |                                |         |              | |
| 10 februari 2019 14:30 uur | FC Groningen                   | 2 – 1   | Vitesse      | Stadion: Hitachi Capital Mobility Stadion, Groningen Toeschouwers: 16.498 Scheidsrechter: Kuipers Video-assistent: Van Herk |
| 10 februari 2019 14:30 uur | Sierhuis 13' El Hankouri 90+1' | Verslag | 34' Darfalou | Stadion: Hitachi Capital Mobility Stadion, Groningen Toeschouwers: 16.498 Scheidsrechter: Kuipers Video-assistent: Van Herk |
| 10 februari 2019 14:30 uur |                                |         |              | Stadion: Hitachi Capital Mobility Stadion, Groningen Toeschouwers: 16.498 Scheidsrechter: Kuipers Video-assistent: Van Herk |
| 10 februari 2019 14:30 uur |                                |         |              | Stadion: Hitachi Capital Mobility Stadion, Groningen Toeschouwers: 16.498 Scheidsrechter: Kuipers Video-assistent: Van Herk |
|                            |                                |         |              | |

|                            |                                  |         |                        | |
| 10 februari 2019 14:30 uur | FC Emmen                         | 3 – 2   | ADO Den Haag           | Stadion: De Oude Meerdijk, Emmen Toeschouwers: 8.301 Scheidsrechter: Dieperink Video-assistent: Ruperti |
| 10 februari 2019 14:30 uur | Bannink 6' Braken 24' Jansen 88' | Verslag | 71' Goossens 77' Necid | Stadion: De Oude Meerdijk, Emmen Toeschouwers: 8.301 Scheidsrechter: Dieperink Video-assistent: Ruperti |
| 10 februari 2019 14:30 uur |                                  |         |                        | Stadion: De Oude Meerdijk, Emmen Toeschouwers: 8.301 Scheidsrechter: Dieperink Video-assistent: Ruperti |
| 10 februari 2019 14:30 uur |                                  |         |                        | Stadion: De Oude Meerdijk, Emmen Toeschouwers: 8.301 Scheidsrechter: Dieperink Video-assistent: Ruperti |
|                            |                                  |         |                        | |

|                            |                           |         |                  | |
| 10 februari 2019 16:45 uur | FC Utrecht                | 2 – 2   | PSV              | Stadion: Stadion Galgenwaard, Utrecht Toeschouwers: 19.005 Scheidsrechter: Van Boekel Video-assistent: Makkelie |
| 10 februari 2019 16:45 uur | Van de Streek 7' Kerk 39' | Verslag | 58', 86' De Jong | Stadion: Stadion Galgenwaard, Utrecht Toeschouwers: 19.005 Scheidsrechter: Van Boekel Video-assistent: Makkelie |
| 10 februari 2019 16:45 uur |                           |         |                  | Stadion: Stadion Galgenwaard, Utrecht Toeschouwers: 19.005 Scheidsrechter: Van Boekel Video-assistent: Makkelie |
| 10 februari 2019 16:45 uur |                           |         |                  | Stadion: Stadion Galgenwaard, Utrecht Toeschouwers: 19.005 Scheidsrechter: Van Boekel Video-assistent: Makkelie |
|                            |                           |         |                  | |

## Speelronde 22
|                            |              |         |                | |
| 15 februari 2019 20:00 uur | ADO Den Haag | 1 – 0   | PEC Zwolle     | Stadion: Cars Jeans Stadion, Den Haag Toeschouwers: 12.253 Scheidsrechter: Kooij Video-assistent: Manschot |
| 15 februari 2019 20:00 uur | Troupée 45'  | Verslag | 62', 81' Namli | Stadion: Cars Jeans Stadion, Den Haag Toeschouwers: 12.253 Scheidsrechter: Kooij Video-assistent: Manschot |
| 15 februari 2019 20:00 uur |              |         |                | Stadion: Cars Jeans Stadion, Den Haag Toeschouwers: 12.253 Scheidsrechter: Kooij Video-assistent: Manschot |
| 15 februari 2019 20:00 uur |              |         |                | Stadion: Cars Jeans Stadion, Den Haag Toeschouwers: 12.253 Scheidsrechter: Kooij Video-assistent: Manschot |
|                            |              |         |                | |

|                            |                                         |         |           | |
| 16 februari 2019 18:30 uur | AZ                                      | 3 – 0   | VVV-Venlo | Stadion: AFAS Stadion, Alkmaar Toeschouwers: 14.675 Scheidsrechter: Van den Kerkhof Video-assistent: Blom |
| 16 februari 2019 18:30 uur | Til 7' Röseler 22' (e.d.) Seuntjens 61' | Verslag |           | Stadion: AFAS Stadion, Alkmaar Toeschouwers: 14.675 Scheidsrechter: Van den Kerkhof Video-assistent: Blom |
| 16 februari 2019 18:30 uur |                                         |         |           | Stadion: AFAS Stadion, Alkmaar Toeschouwers: 14.675 Scheidsrechter: Van den Kerkhof Video-assistent: Blom |
| 16 februari 2019 18:30 uur |                                         |         |           | Stadion: AFAS Stadion, Alkmaar Toeschouwers: 14.675 Scheidsrechter: Van den Kerkhof Video-assistent: Blom |
|                            |                                         |         |           | |

|                            |                        |         |                         | |
| 16 februari 2019 19:45 uur | sc Heerenveen          | 2 – 2   | PSV                     | Stadion: Abe Lenstra Stadion, Heerenveen Toeschouwers: 23.522 Scheidsrechter: Kamphuis Video-assistent: S. Mulder |
| 16 februari 2019 19:45 uur | Van Bergen 3' Vlap 25' | Verslag | 59' Pereiro 90+5' Malen | Stadion: Abe Lenstra Stadion, Heerenveen Toeschouwers: 23.522 Scheidsrechter: Kamphuis Video-assistent: S. Mulder |
| 16 februari 2019 19:45 uur |                        |         |                         | Stadion: Abe Lenstra Stadion, Heerenveen Toeschouwers: 23.522 Scheidsrechter: Kamphuis Video-assistent: S. Mulder |
| 16 februari 2019 19:45 uur |                        |         |                         | Stadion: Abe Lenstra Stadion, Heerenveen Toeschouwers: 23.522 Scheidsrechter: Kamphuis Video-assistent: S. Mulder |
|                            |                        |         |                         | |

|                            |                                                 |         |                 | |
| 16 februari 2019 19:45 uur | Heracles Almelo                                 | 6 – 0   | Fortuna Sittard | Stadion: Polman Stadion, Almelo Toeschouwers: 10.568 Scheidsrechter: Manschot Video-assistent: C. Mulder |
| 16 februari 2019 19:45 uur | Dalmau 1', 51', 60', 78' Drost 55' Peterson 70' | Verslag |                 | Stadion: Polman Stadion, Almelo Toeschouwers: 10.568 Scheidsrechter: Manschot Video-assistent: C. Mulder |
| 16 februari 2019 19:45 uur |                                                 |         |                 | Stadion: Polman Stadion, Almelo Toeschouwers: 10.568 Scheidsrechter: Manschot Video-assistent: C. Mulder |
| 16 februari 2019 19:45 uur |                                                 |         |                 | Stadion: Polman Stadion, Almelo Toeschouwers: 10.568 Scheidsrechter: Manschot Video-assistent: C. Mulder |
|                            |                                                 |         |                 | |

|                            |                                   |         |                       | |
| 16 februari 2019 20:45 uur | Vitesse                           | 3 – 2   | Willem II             | Stadion: GelreDome, Arnhem Toeschouwers: 14.186 Scheidsrechter: Lindhout Video-assistent: Van Boekel |
| 16 februari 2019 20:45 uur | Linssen 5' Ødegaard 59' Clark 79' | Verslag | 61' Isak 83' Pavlidis | Stadion: GelreDome, Arnhem Toeschouwers: 14.186 Scheidsrechter: Lindhout Video-assistent: Van Boekel |
| 16 februari 2019 20:45 uur |                                   |         |                       | Stadion: GelreDome, Arnhem Toeschouwers: 14.186 Scheidsrechter: Lindhout Video-assistent: Van Boekel |
| 16 februari 2019 20:45 uur |                                   |         |                       | Stadion: GelreDome, Arnhem Toeschouwers: 14.186 Scheidsrechter: Lindhout Video-assistent: Van Boekel |
|                            |                                   |         |                       | |

|                            |                                                                                |         |           | |
| 17 februari 2019 12:15 uur | Ajax                                                                           | 5 – 0   | NAC Breda | Stadion: Johan Cruijff ArenA, Amsterdam Toeschouwers: 52.952 Scheidsrechter: S. Mulder Video-assistent: Dieperink |
| 17 februari 2019 12:15 uur | Tadić 38' (pen.), 67' Dolberg 53' Kastaneer 59' (e.d.) Palmer-Brown 71' (e.d.) | Verslag |           | Stadion: Johan Cruijff ArenA, Amsterdam Toeschouwers: 52.952 Scheidsrechter: S. Mulder Video-assistent: Dieperink |
| 17 februari 2019 12:15 uur |                                                                                |         |           | Stadion: Johan Cruijff ArenA, Amsterdam Toeschouwers: 52.952 Scheidsrechter: S. Mulder Video-assistent: Dieperink |
| 17 februari 2019 12:15 uur |                                                                                |         |           | Stadion: Johan Cruijff ArenA, Amsterdam Toeschouwers: 52.952 Scheidsrechter: S. Mulder Video-assistent: Dieperink |
|                            |                                                                                |         |           | |

|                            |                        |         |              | |
| 17 februari 2019 14:30 uur | Excelsior              | 2 – 1   | FC Emmen     | Stadion: Van Donge & De Roo Stadion, Rotterdam Toeschouwers: 4.200 Scheidsrechter: Higler Video-assistent: Blank |
| 17 februari 2019 14:30 uur | Edwards 62' Eckert 65' | Verslag | 59' De Leeuw | Stadion: Van Donge & De Roo Stadion, Rotterdam Toeschouwers: 4.200 Scheidsrechter: Higler Video-assistent: Blank |
| 17 februari 2019 14:30 uur |                        |         |              | Stadion: Van Donge & De Roo Stadion, Rotterdam Toeschouwers: 4.200 Scheidsrechter: Higler Video-assistent: Blank |
| 17 februari 2019 14:30 uur |                        |         |              | Stadion: Van Donge & De Roo Stadion, Rotterdam Toeschouwers: 4.200 Scheidsrechter: Higler Video-assistent: Blank |
|                            |                        |         |              | |

|                            |                     |         |           | |
| 17 februari 2019 14:30 uur | FC Groningen        | 1 – 0   | Feyenoord | Stadion: Hitachi Capital Mobility Stadion, Groningen Toeschouwers: 20.259 Scheidsrechter: Makkelie Video-assistent: Bax |
| 17 februari 2019 14:30 uur | Van Beek 26' (e.d.) | Verslag |           | Stadion: Hitachi Capital Mobility Stadion, Groningen Toeschouwers: 20.259 Scheidsrechter: Makkelie Video-assistent: Bax |
| 17 februari 2019 14:30 uur |                     |         |           | Stadion: Hitachi Capital Mobility Stadion, Groningen Toeschouwers: 20.259 Scheidsrechter: Makkelie Video-assistent: Bax |
| 17 februari 2019 14:30 uur |                     |         |           | Stadion: Hitachi Capital Mobility Stadion, Groningen Toeschouwers: 20.259 Scheidsrechter: Makkelie Video-assistent: Bax |
|                            |                     |         |           | |

|                            |               |         |                      | |
| 17 februari 2019 16:45 uur | De Graafschap | 0 – 1   | FC Utrecht           | Stadion: De Vijverberg, Doetinchem Toeschouwers: 12.464 Scheidsrechter: Blom Video-assistent: Lindhout |
| 17 februari 2019 16:45 uur |               | Verslag | 76' (pen.) Gustafson | Stadion: De Vijverberg, Doetinchem Toeschouwers: 12.464 Scheidsrechter: Blom Video-assistent: Lindhout |
| 17 februari 2019 16:45 uur |               |         |                      | Stadion: De Vijverberg, Doetinchem Toeschouwers: 12.464 Scheidsrechter: Blom Video-assistent: Lindhout |
| 17 februari 2019 16:45 uur |               |         |                      | Stadion: De Vijverberg, Doetinchem Toeschouwers: 12.464 Scheidsrechter: Blom Video-assistent: Lindhout |
|                            |               |         |                      | |

## Speelronde 23
|                            |           |         |                  | |
| 22 februari 2019 20:00 uur | VVV-Venlo | 0 – 1   | Heracles Almelo  | Stadion: Covebo Stadion - De Koel -, Venlo Toeschouwers: 6.534 Scheidsrechter: Blank Video-assistent: Van de Graaf |
| 22 februari 2019 20:00 uur |           | Verslag | 83' (pen.) Osman | Stadion: Covebo Stadion - De Koel -, Venlo Toeschouwers: 6.534 Scheidsrechter: Blank Video-assistent: Van de Graaf |
| 22 februari 2019 20:00 uur |           |         |                  | Stadion: Covebo Stadion - De Koel -, Venlo Toeschouwers: 6.534 Scheidsrechter: Blank Video-assistent: Van de Graaf |
| 22 februari 2019 20:00 uur |           |         |                  | Stadion: Covebo Stadion - De Koel -, Venlo Toeschouwers: 6.534 Scheidsrechter: Blank Video-assistent: Van de Graaf |
|                            |           |         |                  | |

|                            |            |       |           | |
| 23 februari 2019 18:30 uur | FC Utrecht | 0 – 0 | Excelsior | Stadion: Stadion Galgenwaard, Utrecht Toeschouwers: 18.676 Scheidsrechter: Gözübüyük Video-assistent: Manschot |
| 23 februari 2019 18:30 uur | Verslag    |       |           | Stadion: Stadion Galgenwaard, Utrecht Toeschouwers: 18.676 Scheidsrechter: Gözübüyük Video-assistent: Manschot |
| 23 februari 2019 18:30 uur |            |       |           | Stadion: Stadion Galgenwaard, Utrecht Toeschouwers: 18.676 Scheidsrechter: Gözübüyük Video-assistent: Manschot |
| 23 februari 2019 18:30 uur |            |       |           | Stadion: Stadion Galgenwaard, Utrecht Toeschouwers: 18.676 Scheidsrechter: Gözübüyük Video-assistent: Manschot |
|                            |            |       |           | |

|                            |            |         |                                                        | |
| 23 februari 2019 19:45 uur | PEC Zwolle | 0 – 3   | De Graafschap                                          | Stadion: MAC³PARK stadion, Zwolle Toeschouwers: 13.823 Scheidsrechter: Martens Video-assistent: S. Mulder |
| 23 februari 2019 19:45 uur |            | Verslag | 36' (e.d.) Lam 64' Benschop 78' Serrarens 80' Burgzorg | Stadion: MAC³PARK stadion, Zwolle Toeschouwers: 13.823 Scheidsrechter: Martens Video-assistent: S. Mulder |
| 23 februari 2019 19:45 uur |            |         |                                                        | Stadion: MAC³PARK stadion, Zwolle Toeschouwers: 13.823 Scheidsrechter: Martens Video-assistent: S. Mulder |
| 23 februari 2019 19:45 uur |            |         |                                                        | Stadion: MAC³PARK stadion, Zwolle Toeschouwers: 13.823 Scheidsrechter: Martens Video-assistent: S. Mulder |
|                            |            |         |                                                        | |

|                            |                                             |         |                                                    | |
| 23 februari 2019 19:45 uur | Fortuna Sittard                             | 2 – 4   | sc Heerenveen                                      | Stadion: Fortuna Sittard Stadion, Sittard Toeschouwers: 8.523 Scheidsrechter: Van Boekel Video-assistent: Oostrom |
| 23 februari 2019 19:45 uur | Lamprou 7' Diemers 31' Rodríguez 45+1', 74' | Verslag | 45+1' Høegh 61' Van Bergen 74' (pen.), 84' Lammers | Stadion: Fortuna Sittard Stadion, Sittard Toeschouwers: 8.523 Scheidsrechter: Van Boekel Video-assistent: Oostrom |
| 23 februari 2019 19:45 uur |                                             |         |                                                    | Stadion: Fortuna Sittard Stadion, Sittard Toeschouwers: 8.523 Scheidsrechter: Van Boekel Video-assistent: Oostrom |
| 23 februari 2019 19:45 uur |                                             |         |                                                    | Stadion: Fortuna Sittard Stadion, Sittard Toeschouwers: 8.523 Scheidsrechter: Van Boekel Video-assistent: Oostrom |
|                            |                                             |         |                                                    | |

|                            |           |       |              | |
| 23 februari 2019 20:45 uur | NAC Breda | 0 – 0 | FC Groningen | Stadion: Rat Verlegh Stadion, Breda Toeschouwers: 18.572 Scheidsrechter: Blom Video-assistent: Pérez |
| 23 februari 2019 20:45 uur | Verslag   |       |              | Stadion: Rat Verlegh Stadion, Breda Toeschouwers: 18.572 Scheidsrechter: Blom Video-assistent: Pérez |
| 23 februari 2019 20:45 uur |           |       |              | Stadion: Rat Verlegh Stadion, Breda Toeschouwers: 18.572 Scheidsrechter: Blom Video-assistent: Pérez |
| 23 februari 2019 20:45 uur |           |       |              | Stadion: Rat Verlegh Stadion, Breda Toeschouwers: 18.572 Scheidsrechter: Blom Video-assistent: Pérez |
|                            |           |       |              | |

|                            |                |         |                                                                | |
| 24 februari 2019 12:15 uur | ADO Den Haag   | 1 – 5   | Ajax                                                           | Stadion: Cars Jeans Stadion, Den Haag Toeschouwers: 14.352 Scheidsrechter: Manschot Video-assistent: Martens |
| 24 februari 2019 12:15 uur | El Khayati 36' | Verslag | 39' Van de Beek 45+1' (pen.) Tadić 74', 83' Ziyech 78' Dolberg | Stadion: Cars Jeans Stadion, Den Haag Toeschouwers: 14.352 Scheidsrechter: Manschot Video-assistent: Martens |
| 24 februari 2019 12:15 uur |                |         |                                                                | Stadion: Cars Jeans Stadion, Den Haag Toeschouwers: 14.352 Scheidsrechter: Manschot Video-assistent: Martens |
| 24 februari 2019 12:15 uur |                |         |                                                                | Stadion: Cars Jeans Stadion, Den Haag Toeschouwers: 14.352 Scheidsrechter: Manschot Video-assistent: Martens |
|                            |                |         |                                                                | |

|                            |            |         |                                 | |
| 24 februari 2019 14:30 uur | PSV        | 1 – 1   | Feyenoord                       | Stadion: Philips Stadion, Eindhoven Toeschouwers: 34.600 Scheidsrechter: Higler Video-assistent: Nijhuis |
| 24 februari 2019 14:30 uur | Lozano 72' | Verslag | 57', 59' Van Beek 70' Jørgensen | Stadion: Philips Stadion, Eindhoven Toeschouwers: 34.600 Scheidsrechter: Higler Video-assistent: Nijhuis |
| 24 februari 2019 14:30 uur |            |         |                                 | Stadion: Philips Stadion, Eindhoven Toeschouwers: 34.600 Scheidsrechter: Higler Video-assistent: Nijhuis |
| 24 februari 2019 14:30 uur |            |         |                                 | Stadion: Philips Stadion, Eindhoven Toeschouwers: 34.600 Scheidsrechter: Higler Video-assistent: Nijhuis |
|                            |            |         |                                 | |

|                            |          |         |                                 | |
| 24 februari 2019 14:30 uur | FC Emmen | 0 – 3   | Vitesse                         | Stadion: De Oude Meerdijk, Emmen Toeschouwers: 8.301 Scheidsrechter: Van de Graaf Video-assistent: Blom |
| 24 februari 2019 14:30 uur |          | Verslag | 13' Dauda 71' Ødegaard 89' Foor | Stadion: De Oude Meerdijk, Emmen Toeschouwers: 8.301 Scheidsrechter: Van de Graaf Video-assistent: Blom |
| 24 februari 2019 14:30 uur |          |         |                                 | Stadion: De Oude Meerdijk, Emmen Toeschouwers: 8.301 Scheidsrechter: Van de Graaf Video-assistent: Blom |
| 24 februari 2019 14:30 uur |          |         |                                 | Stadion: De Oude Meerdijk, Emmen Toeschouwers: 8.301 Scheidsrechter: Van de Graaf Video-assistent: Blom |
|                            |          |         |                                 | |

|                            |                         |         |         | |
| 24 februari 2019 16:45 uur | Willem II               | 2 – 1   | AZ      | Stadion: Koning Willem II Stadion, Tilburg Toeschouwers: 12.423 Scheidsrechter: Dieperink Video-assistent: Bijl |
| 24 februari 2019 16:45 uur | Vrousai 13' Crowley 29' | Verslag | 78' Til | Stadion: Koning Willem II Stadion, Tilburg Toeschouwers: 12.423 Scheidsrechter: Dieperink Video-assistent: Bijl |
| 24 februari 2019 16:45 uur |                         |         |         | Stadion: Koning Willem II Stadion, Tilburg Toeschouwers: 12.423 Scheidsrechter: Dieperink Video-assistent: Bijl |
| 24 februari 2019 16:45 uur |                         |         |         | Stadion: Koning Willem II Stadion, Tilburg Toeschouwers: 12.423 Scheidsrechter: Dieperink Video-assistent: Bijl |
|                            |                         |         |         | |

## Speelronde 24
|                        |               |         |              | |
| 1 maart 2019 20:00 uur | De Graafschap | 1 – 1   | ADO Den Haag | Stadion: De Vijverberg, Doetinchem Toeschouwers: 12.498 Scheidsrechter: Kuipers Video-assistent: Van den Kerkhof |
| 1 maart 2019 20:00 uur | El Jebli 81'  | Verslag | 32' Becker   | Stadion: De Vijverberg, Doetinchem Toeschouwers: 12.498 Scheidsrechter: Kuipers Video-assistent: Van den Kerkhof |
| 1 maart 2019 20:00 uur |               |         |              | Stadion: De Vijverberg, Doetinchem Toeschouwers: 12.498 Scheidsrechter: Kuipers Video-assistent: Van den Kerkhof |
| 1 maart 2019 20:00 uur |               |         |              | Stadion: De Vijverberg, Doetinchem Toeschouwers: 12.498 Scheidsrechter: Kuipers Video-assistent: Van den Kerkhof |
|                        |               |         |              | |

|                        |                      |         |                                                                              |                                                                                                   |
| 2 maart 2019 18:30 uur | Heracles Almelo      | 1 – 5   | FC Utrecht                                                                   | Stadion: Polman Stadion, Almelo Toeschouwers: 11.200 Scheidsrechter: Bax Video-assistent: Ruperti |
| 2 maart 2019 18:30 uur | Drost 44' Dalmau 60' | Verslag | 9' Van de Streek 50' Janssen 65' Kerk 79' (pen.) Gustafson 86' (pen.) Bazoer | Stadion: Polman Stadion, Almelo Toeschouwers: 11.200 Scheidsrechter: Bax Video-assistent: Ruperti |
| 2 maart 2019 18:30 uur |                      |         |                                                                              | Stadion: Polman Stadion, Almelo Toeschouwers: 11.200 Scheidsrechter: Bax Video-assistent: Ruperti |
| 2 maart 2019 18:30 uur |                      |         |                                                                              | Stadion: Polman Stadion, Almelo Toeschouwers: 11.200 Scheidsrechter: Bax Video-assistent: Ruperti |
|                        |                      |         |                                                                              |                                                                                                   |

|                        |           |         |                  | |
| 2 maart 2019 19:45 uur | Excelsior | 0 – 2   | PSV              | Stadion: Van Donge & De Roo Stadion, Rotterdam Toeschouwers: 4.400 Scheidsrechter: Makkelie Video-assistent: Kamphuis |
| 2 maart 2019 19:45 uur |           | Verslag | 8', 54' Bergwijn | Stadion: Van Donge & De Roo Stadion, Rotterdam Toeschouwers: 4.400 Scheidsrechter: Makkelie Video-assistent: Kamphuis |
| 2 maart 2019 19:45 uur |           |         |                  | Stadion: Van Donge & De Roo Stadion, Rotterdam Toeschouwers: 4.400 Scheidsrechter: Makkelie Video-assistent: Kamphuis |
| 2 maart 2019 19:45 uur |           |         |                  | Stadion: Van Donge & De Roo Stadion, Rotterdam Toeschouwers: 4.400 Scheidsrechter: Makkelie Video-assistent: Kamphuis |
|                        |           |         |                  | |

|                        |                                                      |         |                          |                                                                                               |
| 2 maart 2019 20:45 uur | Vitesse                                              | 4 – 1   | NAC Breda                | Stadion: GelreDome, Arnhem Toeschouwers: 12.757 Scheidsrechter: Kooij Video-assistent: Teuben |
| 2 maart 2019 20:45 uur | Buitink 54' Van der Werff 77' Büttner 86' Bero 90+1' | Verslag | 29' Korte 65', 88' Klomp | Stadion: GelreDome, Arnhem Toeschouwers: 12.757 Scheidsrechter: Kooij Video-assistent: Teuben |
| 2 maart 2019 20:45 uur |                                                      |         |                          | Stadion: GelreDome, Arnhem Toeschouwers: 12.757 Scheidsrechter: Kooij Video-assistent: Teuben |
| 2 maart 2019 20:45 uur |                                                      |         |                          | Stadion: GelreDome, Arnhem Toeschouwers: 12.757 Scheidsrechter: Kooij Video-assistent: Teuben |
|                        |                                                      |         |                          |                                                                                               |

|                        |                                                |         |                                   | |
| 3 maart 2019 14:30 uur | sc Heerenveen                                  | 4 – 2   | Willem II                         | Stadion: Abe Lenstra Stadion, Heerenveen Toeschouwers: 17.882 Scheidsrechter: Van den Kerkhof Video-assistent: Bax |
| 3 maart 2019 14:30 uur | Vlap 4' Lammers 10' (pen.), 33' Rienstra 90+4' | Verslag | 54' Isak 62' Pavlidis 67' Meißner | Stadion: Abe Lenstra Stadion, Heerenveen Toeschouwers: 17.882 Scheidsrechter: Van den Kerkhof Video-assistent: Bax |
| 3 maart 2019 14:30 uur |                                                |         |                                   | Stadion: Abe Lenstra Stadion, Heerenveen Toeschouwers: 17.882 Scheidsrechter: Van den Kerkhof Video-assistent: Bax |
| 3 maart 2019 14:30 uur |                                                |         |                                   | Stadion: Abe Lenstra Stadion, Heerenveen Toeschouwers: 17.882 Scheidsrechter: Van den Kerkhof Video-assistent: Bax |
|                        |                                                |         |                                   | |

|                        |                                                           |         |                               | |
| 3 maart 2019 14:30 uur | FC Groningen                                              | 3 – 2   | VVV-Venlo                     | Stadion: Hitachi Capital Mobility Stadion, Groningen Toeschouwers: 16.757 Scheidsrechter: Gözübüyük Video-assistent: Gerrets |
| 3 maart 2019 14:30 uur | Mahi 24' (pen.), 41' (pen.) Bel Hassani 64' Doan 55', 88' | Verslag | 20' Post 35' Rutten 46' Mlapa | Stadion: Hitachi Capital Mobility Stadion, Groningen Toeschouwers: 16.757 Scheidsrechter: Gözübüyük Video-assistent: Gerrets |
| 3 maart 2019 14:30 uur |                                                           |         |                               | Stadion: Hitachi Capital Mobility Stadion, Groningen Toeschouwers: 16.757 Scheidsrechter: Gözübüyük Video-assistent: Gerrets |
| 3 maart 2019 14:30 uur |                                                           |         |                               | Stadion: Hitachi Capital Mobility Stadion, Groningen Toeschouwers: 16.757 Scheidsrechter: Gözübüyük Video-assistent: Gerrets |
|                        |                                                           |         |                               | |

|                        |                                       |         |          | |
| 3 maart 2019 16:45 uur | Feyenoord                             | 4 – 0   | FC Emmen | Stadion: Stadion Feijenoord, Rotterdam Toeschouwers: 35.000 Scheidsrechter: Kamphuis Video-assistent: Makkelie |
| 3 maart 2019 16:45 uur | Van Persie 38', 52', 62' Berghuis 76' | Verslag |          | Stadion: Stadion Feijenoord, Rotterdam Toeschouwers: 35.000 Scheidsrechter: Kamphuis Video-assistent: Makkelie |
| 3 maart 2019 16:45 uur |                                       |         |          | Stadion: Stadion Feijenoord, Rotterdam Toeschouwers: 35.000 Scheidsrechter: Kamphuis Video-assistent: Makkelie |
| 3 maart 2019 16:45 uur |                                       |         |          | Stadion: Stadion Feijenoord, Rotterdam Toeschouwers: 35.000 Scheidsrechter: Kamphuis Video-assistent: Makkelie |
|                        |                                       |         |          | |

|                        |                                                 |         |                              | |
| 3 maart 2019 16:45 uur | AZ                                              | 4 – 2   | Fortuna Sittard              | Stadion: AFAS Stadion, Alkmaar Toeschouwers: 13.823 Scheidsrechter: Lindhout Video-assistent: Van der Eijk |
| 3 maart 2019 16:45 uur | Koopmeiners 26' (pen.), 75' Til 54' Idrissi 61' | Verslag | 37' Lamprou 45+1' Novakovich | Stadion: AFAS Stadion, Alkmaar Toeschouwers: 13.823 Scheidsrechter: Lindhout Video-assistent: Van der Eijk |
| 3 maart 2019 16:45 uur |                                                 |         |                              | Stadion: AFAS Stadion, Alkmaar Toeschouwers: 13.823 Scheidsrechter: Lindhout Video-assistent: Van der Eijk |
| 3 maart 2019 16:45 uur |                                                 |         |                              | Stadion: AFAS Stadion, Alkmaar Toeschouwers: 13.823 Scheidsrechter: Lindhout Video-assistent: Van der Eijk |
|                        |                                                 |         |                              | |

## Speelronde 25
|                        |            |       |              | |
| 8 maart 2019 20:00 uur | FC Utrecht | 0 – 0 | FC Groningen | Stadion: Stadion Galgenwaard, Utrecht Toeschouwers: 18.146 Scheidsrechter: Kuipers Video-assistent: Pérez |
| 8 maart 2019 20:00 uur | Verslag    |       |              | Stadion: Stadion Galgenwaard, Utrecht Toeschouwers: 18.146 Scheidsrechter: Kuipers Video-assistent: Pérez |
| 8 maart 2019 20:00 uur |            |       |              | Stadion: Stadion Galgenwaard, Utrecht Toeschouwers: 18.146 Scheidsrechter: Kuipers Video-assistent: Pérez |
| 8 maart 2019 20:00 uur |            |       |              | Stadion: Stadion Galgenwaard, Utrecht Toeschouwers: 18.146 Scheidsrechter: Kuipers Video-assistent: Pérez |
|                        |            |       |              | |

|                        |             |         |           | |
| 9 maart 2019 18:30 uur | VVV-Venlo   | 1 – 0   | Excelsior | Stadion: Covebo Stadion - De Koel -, Venlo Toeschouwers: 6.382 Scheidsrechter: Blom Video-assistent: Teuben |
| 9 maart 2019 18:30 uur | Opoku 45+2' | Verslag |           | Stadion: Covebo Stadion - De Koel -, Venlo Toeschouwers: 6.382 Scheidsrechter: Blom Video-assistent: Teuben |
| 9 maart 2019 18:30 uur |             |         |           | Stadion: Covebo Stadion - De Koel -, Venlo Toeschouwers: 6.382 Scheidsrechter: Blom Video-assistent: Teuben |
| 9 maart 2019 18:30 uur |             |         |           | Stadion: Covebo Stadion - De Koel -, Venlo Toeschouwers: 6.382 Scheidsrechter: Blom Video-assistent: Teuben |
|                        |             |         |           | |

|                        |                      |         |           | |
| 9 maart 2019 19:45 uur | PSV                  | 2 – 0   | NAC Breda | Stadion: Philips Stadion, Eindhoven Toeschouwers: 34.300 Scheidsrechter: Gözübüyük Video-assistent: Kamphuis |
| 9 maart 2019 19:45 uur | De Jong 5' Malen 71' | Verslag |           | Stadion: Philips Stadion, Eindhoven Toeschouwers: 34.300 Scheidsrechter: Gözübüyük Video-assistent: Kamphuis |
| 9 maart 2019 19:45 uur |                      |         |           | Stadion: Philips Stadion, Eindhoven Toeschouwers: 34.300 Scheidsrechter: Gözübüyük Video-assistent: Kamphuis |
| 9 maart 2019 19:45 uur |                      |         |           | Stadion: Philips Stadion, Eindhoven Toeschouwers: 34.300 Scheidsrechter: Gözübüyük Video-assistent: Kamphuis |
|                        |                      |         |           | |

|                        |                                   |         |                             | |
| 9 maart 2019 19:45 uur | ADO Den Haag                      | 2 – 3   | sc Heerenveen               | Stadion: Cars Jeans Stadion, Den Haag Toeschouwers: 13.118 Scheidsrechter: Martens Video-assistent: Nijhuis |
| 9 maart 2019 19:45 uur | Necid 63' El Khayati 90+4' (pen.) | Verslag | 21', 67' Vlap 90+1' Lammers | Stadion: Cars Jeans Stadion, Den Haag Toeschouwers: 13.118 Scheidsrechter: Martens Video-assistent: Nijhuis |
| 9 maart 2019 19:45 uur |                                   |         |                             | Stadion: Cars Jeans Stadion, Den Haag Toeschouwers: 13.118 Scheidsrechter: Martens Video-assistent: Nijhuis |
| 9 maart 2019 19:45 uur |                                   |         |                             | Stadion: Cars Jeans Stadion, Den Haag Toeschouwers: 13.118 Scheidsrechter: Martens Video-assistent: Nijhuis |
|                        |                                   |         |                             | |

|                        |                         |         |                                   | |
| 9 maart 2019 20:45 uur | Willem II               | 3 – 2   | De Graafschap                     | Stadion: Koning Willem II Stadion, Tilburg Toeschouwers: 12.796 Scheidsrechter: Blank Video-assistent: Bijl |
| 9 maart 2019 20:45 uur | Isak 13', 22' Lewis 64' | Verslag | 33' Straalman 70' (pen.) El Jebli | Stadion: Koning Willem II Stadion, Tilburg Toeschouwers: 12.796 Scheidsrechter: Blank Video-assistent: Bijl |
| 9 maart 2019 20:45 uur |                         |         |                                   | Stadion: Koning Willem II Stadion, Tilburg Toeschouwers: 12.796 Scheidsrechter: Blank Video-assistent: Bijl |
| 9 maart 2019 20:45 uur |                         |         |                                   | Stadion: Koning Willem II Stadion, Tilburg Toeschouwers: 12.796 Scheidsrechter: Blank Video-assistent: Bijl |
|                        |                         |         |                                   | |

|                         |            |       |    | |
| 10 maart 2019 12:15 uur | PEC Zwolle | 0 – 0 | AZ | Stadion: MAC³PARK stadion, Zwolle Toeschouwers: 13.954 Scheidsrechter: Makkelie Video-assistent: C. Mulder |
| 10 maart 2019 12:15 uur | Verslag    |       |    | Stadion: MAC³PARK stadion, Zwolle Toeschouwers: 13.954 Scheidsrechter: Makkelie Video-assistent: C. Mulder |
| 10 maart 2019 12:15 uur |            |       |    | Stadion: MAC³PARK stadion, Zwolle Toeschouwers: 13.954 Scheidsrechter: Makkelie Video-assistent: C. Mulder |
| 10 maart 2019 12:15 uur |            |       |    | Stadion: MAC³PARK stadion, Zwolle Toeschouwers: 13.954 Scheidsrechter: Makkelie Video-assistent: C. Mulder |
|                         |            |       |    | |

|                         |           |         |             | |
| 10 maart 2019 14:30 uur | Vitesse   | 1 – 1   | Feyenoord   | Stadion: GelreDome, Arnhem Toeschouwers: 17.208 Scheidsrechter: Manschot Video-assistent: Lindhout |
| 10 maart 2019 14:30 uur | Dauda 47' | Verslag | 45+1' Kökçü | Stadion: GelreDome, Arnhem Toeschouwers: 17.208 Scheidsrechter: Manschot Video-assistent: Lindhout |
| 10 maart 2019 14:30 uur |           |         |             | Stadion: GelreDome, Arnhem Toeschouwers: 17.208 Scheidsrechter: Manschot Video-assistent: Lindhout |
| 10 maart 2019 14:30 uur |           |         |             | Stadion: GelreDome, Arnhem Toeschouwers: 17.208 Scheidsrechter: Manschot Video-assistent: Lindhout |
|                         |           |         |             | |

|                         |            |         |                              | |
| 10 maart 2019 14:30 uur | FC Emmen   | 1 – 1   | Heracles Almelo              | Stadion: De Oude Meerdijk, Emmen Toeschouwers: 8.185 Scheidsrechter: S. Mulder Video-assistent: Blank |
| 10 maart 2019 14:30 uur | Braken 85' | Verslag | 17' Dalmau 43', 45' Breukers | Stadion: De Oude Meerdijk, Emmen Toeschouwers: 8.185 Scheidsrechter: S. Mulder Video-assistent: Blank |
| 10 maart 2019 14:30 uur |            |         |                              | Stadion: De Oude Meerdijk, Emmen Toeschouwers: 8.185 Scheidsrechter: S. Mulder Video-assistent: Blank |
| 10 maart 2019 14:30 uur |            |         |                              | Stadion: De Oude Meerdijk, Emmen Toeschouwers: 8.185 Scheidsrechter: S. Mulder Video-assistent: Blank |
|                         |            |         |                              | |

|                         |                              |         |                 | |
| 10 maart 2019 16:45 uur | Ajax                         | 4 – 0   | Fortuna Sittard | Stadion: Johan Cruijff ArenA, Amsterdam Toeschouwers: 53.381 Scheidsrechter: Kamphuis Video-assistent: Blom |
| 10 maart 2019 16:45 uur | Tadić 4', 85' Neres 27', 63' | Verslag |                 | Stadion: Johan Cruijff ArenA, Amsterdam Toeschouwers: 53.381 Scheidsrechter: Kamphuis Video-assistent: Blom |
| 10 maart 2019 16:45 uur |                              |         |                 | Stadion: Johan Cruijff ArenA, Amsterdam Toeschouwers: 53.381 Scheidsrechter: Kamphuis Video-assistent: Blom |
| 10 maart 2019 16:45 uur |                              |         |                 | Stadion: Johan Cruijff ArenA, Amsterdam Toeschouwers: 53.381 Scheidsrechter: Kamphuis Video-assistent: Blom |
|                         |                              |         |                 | |

## Speelronde 24
|                         |                     |         |                         | |
| 13 maart 2019 18:30 uur | Ajax                | 2 – 1   | PEC Zwolle              | Stadion: Johan Cruijff ArenA, Amsterdam Toeschouwers: 52.385 Scheidsrechter: Lindhout Video-assistent: Manschot |
| 13 maart 2019 18:30 uur | Tadić 32' Blind 85' | Verslag | 79' 25', 90' Van Crooij | Stadion: Johan Cruijff ArenA, Amsterdam Toeschouwers: 52.385 Scheidsrechter: Lindhout Video-assistent: Manschot |
| 13 maart 2019 18:30 uur |                     |         |                         | Stadion: Johan Cruijff ArenA, Amsterdam Toeschouwers: 52.385 Scheidsrechter: Lindhout Video-assistent: Manschot |
| 13 maart 2019 18:30 uur |                     |         |                         | Stadion: Johan Cruijff ArenA, Amsterdam Toeschouwers: 52.385 Scheidsrechter: Lindhout Video-assistent: Manschot |
|                         |                     |         |                         | |

## Speelronde 26
|                         |                                             |         |                          | |
| 15 maart 2019 20:00 uur | Fortuna Sittard                             | 3 – 1   | FC Emmen                 | Stadion: Fortuna Sittard Stadion, Sittard Toeschouwers: 10.232 Scheidsrechter: Makkelie Video-assistent: Martens |
| 15 maart 2019 20:00 uur | Lukić 2' (e.d.) Semedo 18' Novakovich 45+2' | Verslag | 78' Bijl 90+2' Niemeijer | Stadion: Fortuna Sittard Stadion, Sittard Toeschouwers: 10.232 Scheidsrechter: Makkelie Video-assistent: Martens |
| 15 maart 2019 20:00 uur |                                             |         |                          | Stadion: Fortuna Sittard Stadion, Sittard Toeschouwers: 10.232 Scheidsrechter: Makkelie Video-assistent: Martens |
| 15 maart 2019 20:00 uur |                                             |         |                          | Stadion: Fortuna Sittard Stadion, Sittard Toeschouwers: 10.232 Scheidsrechter: Makkelie Video-assistent: Martens |
|                         |                                             |         |                          | |

|                         |               |         |                                  | |
| 16 maart 2019 18:30 uur | sc Heerenveen | 0 – 3   | De Graafschap                    | Stadion: Abe Lenstra Stadion, Heerenveen Toeschouwers: 19.020 Scheidsrechter: Bax Video-assistent: Gözübüyük |
| 16 maart 2019 18:30 uur |               | Verslag | 3' Benschop 68' Vet 70' Burgzorg | Stadion: Abe Lenstra Stadion, Heerenveen Toeschouwers: 19.020 Scheidsrechter: Bax Video-assistent: Gözübüyük |
| 16 maart 2019 18:30 uur |               |         |                                  | Stadion: Abe Lenstra Stadion, Heerenveen Toeschouwers: 19.020 Scheidsrechter: Bax Video-assistent: Gözübüyük |
| 16 maart 2019 18:30 uur |               |         |                                  | Stadion: Abe Lenstra Stadion, Heerenveen Toeschouwers: 19.020 Scheidsrechter: Bax Video-assistent: Gözübüyük |
|                         |               |         |                                  | |

|                         |                            |         |                                 | |
| 16 maart 2019 19:45 uur | Feyenoord                  | 2 – 3   | Willem II                       | Stadion: Stadion Feijenoord, Rotterdam Toeschouwers: 37.000 Scheidsrechter: Van Boekel Video-assistent: Van den Kerkhof |
| 16 maart 2019 19:45 uur | Berghuis 22' Botteghin 55' | Verslag | 27' Heerkens 61' Lewis 69' Isak | Stadion: Stadion Feijenoord, Rotterdam Toeschouwers: 37.000 Scheidsrechter: Van Boekel Video-assistent: Van den Kerkhof |
| 16 maart 2019 19:45 uur |                            |         |                                 | Stadion: Stadion Feijenoord, Rotterdam Toeschouwers: 37.000 Scheidsrechter: Van Boekel Video-assistent: Van den Kerkhof |
| 16 maart 2019 19:45 uur |                            |         |                                 | Stadion: Stadion Feijenoord, Rotterdam Toeschouwers: 37.000 Scheidsrechter: Van Boekel Video-assistent: Van den Kerkhof |
|                         |                            |         |                                 | |

|                         |           |         |                                                    | |
| 16 maart 2019 19:45 uur | NAC Breda | 0 – 4   | FC Utrecht                                         | Stadion: Rat Verlegh Stadion, Breda Toeschouwers: 18.613 Scheidsrechter: Kamphuis Video-assistent: Higler |
| 16 maart 2019 19:45 uur |           | Verslag | 34', 58' Bahebeck 44' (pen.) Gustafson 54' Janssen | Stadion: Rat Verlegh Stadion, Breda Toeschouwers: 18.613 Scheidsrechter: Kamphuis Video-assistent: Higler |
| 16 maart 2019 19:45 uur |           |         |                                                    | Stadion: Rat Verlegh Stadion, Breda Toeschouwers: 18.613 Scheidsrechter: Kamphuis Video-assistent: Higler |
| 16 maart 2019 19:45 uur |           |         |                                                    | Stadion: Rat Verlegh Stadion, Breda Toeschouwers: 18.613 Scheidsrechter: Kamphuis Video-assistent: Higler |
|                         |           |         |                                                    | |

|                         |                                  |         |                                          | |
| 16 maart 2019 20:45 uur | Heracles Almelo                  | 3 – 2   | Vitesse                                  | Stadion: Polman Stadion, Almelo Toeschouwers: 11.086 Scheidsrechter: Kuipers Video-assistent: Kooij |
| 16 maart 2019 20:45 uur | Dalmau 5', 26' Van den Buijs 61' | Verslag | 7' Foor 25', 38' Clark 45+3' (pen.) Bero | Stadion: Polman Stadion, Almelo Toeschouwers: 11.086 Scheidsrechter: Kuipers Video-assistent: Kooij |
| 16 maart 2019 20:45 uur |                                  |         |                                          | Stadion: Polman Stadion, Almelo Toeschouwers: 11.086 Scheidsrechter: Kuipers Video-assistent: Kooij |
| 16 maart 2019 20:45 uur |                                  |         |                                          | Stadion: Polman Stadion, Almelo Toeschouwers: 11.086 Scheidsrechter: Kuipers Video-assistent: Kooij |
|                         |                                  |         |                                          | |

|                         |           |         |            | |
| 17 maart 2019 12:15 uur | VVV-Venlo | 0 – 1   | PSV        | Stadion: Covebo Stadion - De Koel -, Venlo Toeschouwers: 8.000 Scheidsrechter: Manschot Video-assistent: Lindhout |
| 17 maart 2019 12:15 uur |           | Verslag | 86' Lozano | Stadion: Covebo Stadion - De Koel -, Venlo Toeschouwers: 8.000 Scheidsrechter: Manschot Video-assistent: Lindhout |
| 17 maart 2019 12:15 uur |           |         |            | Stadion: Covebo Stadion - De Koel -, Venlo Toeschouwers: 8.000 Scheidsrechter: Manschot Video-assistent: Lindhout |
| 17 maart 2019 12:15 uur |           |         |            | Stadion: Covebo Stadion - De Koel -, Venlo Toeschouwers: 8.000 Scheidsrechter: Manschot Video-assistent: Lindhout |
|                         |           |         |            | |

|                         |         |         |      | |
| 17 maart 2019 14:30 uur | AZ      | 1 – 0   | Ajax | Stadion: AFAS Stadion, Alkmaar Toeschouwers: 17.026 Scheidsrechter: Gözübüyük Video-assistent: Van Boekel |
| 17 maart 2019 14:30 uur | Til 56' | Verslag |      | Stadion: AFAS Stadion, Alkmaar Toeschouwers: 17.026 Scheidsrechter: Gözübüyük Video-assistent: Van Boekel |
| 17 maart 2019 14:30 uur |         |         |      | Stadion: AFAS Stadion, Alkmaar Toeschouwers: 17.026 Scheidsrechter: Gözübüyük Video-assistent: Van Boekel |
| 17 maart 2019 14:30 uur |         |         |      | Stadion: AFAS Stadion, Alkmaar Toeschouwers: 17.026 Scheidsrechter: Gözübüyük Video-assistent: Van Boekel |
|                         |         |         |      | |

|                         |                   |         |              | |
| 17 maart 2019 14:30 uur | FC Groningen      | 1 – 0   | ADO Den Haag | Stadion: Hitachi Capital Mobility Stadion, Groningen Toeschouwers: 17.291 Scheidsrechter: Higler Video-assistent: Ruperti |
| 17 maart 2019 14:30 uur | Immers 34' (e.d.) | Verslag |              | Stadion: Hitachi Capital Mobility Stadion, Groningen Toeschouwers: 17.291 Scheidsrechter: Higler Video-assistent: Ruperti |
| 17 maart 2019 14:30 uur |                   |         |              | Stadion: Hitachi Capital Mobility Stadion, Groningen Toeschouwers: 17.291 Scheidsrechter: Higler Video-assistent: Ruperti |
| 17 maart 2019 14:30 uur |                   |         |              | Stadion: Hitachi Capital Mobility Stadion, Groningen Toeschouwers: 17.291 Scheidsrechter: Higler Video-assistent: Ruperti |
|                         |                   |         |              | |

|                         |           |         |                        | |
| 17 maart 2019 16:45 uur | Excelsior | 0 – 2   | PEC Zwolle             | Stadion: Van Donge & De Roo Stadion, Rotterdam Toeschouwers: 4.093 Scheidsrechter: S. Mulder Video-assistent: Bijl |
| 17 maart 2019 16:45 uur |           | Verslag | 82' Ehizibue 84' Namli | Stadion: Van Donge & De Roo Stadion, Rotterdam Toeschouwers: 4.093 Scheidsrechter: S. Mulder Video-assistent: Bijl |
| 17 maart 2019 16:45 uur |           |         |                        | Stadion: Van Donge & De Roo Stadion, Rotterdam Toeschouwers: 4.093 Scheidsrechter: S. Mulder Video-assistent: Bijl |
| 17 maart 2019 16:45 uur |           |         |                        | Stadion: Van Donge & De Roo Stadion, Rotterdam Toeschouwers: 4.093 Scheidsrechter: S. Mulder Video-assistent: Bijl |
|                         |           |         |                        | |

## Speelronde 27
|                         |                                         |         |                                    | |
| 30 maart 2019 18:30 uur | Willem II                               | 3 – 2   | Fortuna Sittard                    | Stadion: Koning Willem II Stadion, Tilburg Toeschouwers: 14.270 Scheidsrechter: Martens Video-assistent: Manschot |
| 30 maart 2019 18:30 uur | Isak 44' (pen.), 58' (pen.), 61' (pen.) | Verslag | 32' Novakovich 41' Balić 53' Niňaj | Stadion: Koning Willem II Stadion, Tilburg Toeschouwers: 14.270 Scheidsrechter: Martens Video-assistent: Manschot |
| 30 maart 2019 18:30 uur |                                         |         |                                    | Stadion: Koning Willem II Stadion, Tilburg Toeschouwers: 14.270 Scheidsrechter: Martens Video-assistent: Manschot |
| 30 maart 2019 18:30 uur |                                         |         |                                    | Stadion: Koning Willem II Stadion, Tilburg Toeschouwers: 14.270 Scheidsrechter: Martens Video-assistent: Manschot |
|                         |                                         |         |                                    | |

|                         |                           |         |                       | |
| 30 maart 2019 18:30 uur | ADO Den Haag              | 3 – 3   | Vitesse               | Stadion: Cars Jeans Stadion, Den Haag Toeschouwers: 13.721 Scheidsrechter: S. Mulder Video-assistent: Blom |
| 30 maart 2019 18:30 uur | Becker 7' Immers 31', 76' | Verslag | 21', 27', 43' Buitink | Stadion: Cars Jeans Stadion, Den Haag Toeschouwers: 13.721 Scheidsrechter: S. Mulder Video-assistent: Blom |
| 30 maart 2019 18:30 uur |                           |         |                       | Stadion: Cars Jeans Stadion, Den Haag Toeschouwers: 13.721 Scheidsrechter: S. Mulder Video-assistent: Blom |
| 30 maart 2019 18:30 uur |                           |         |                       | Stadion: Cars Jeans Stadion, Den Haag Toeschouwers: 13.721 Scheidsrechter: S. Mulder Video-assistent: Blom |
|                         |                           |         |                       | |

|                         |               |         |                      | |
| 30 maart 2019 19:45 uur | De Graafschap | 1 – 2   | Heracles Almelo      | Stadion: De Vijverberg, Doetinchem Toeschouwers: 12.502 Scheidsrechter: Higler Video-assistent: Teuben |
| 30 maart 2019 19:45 uur | Benschop 16'  | Verslag | 66' Kuwas 70' Duarte | Stadion: De Vijverberg, Doetinchem Toeschouwers: 12.502 Scheidsrechter: Higler Video-assistent: Teuben |
| 30 maart 2019 19:45 uur |               |         |                      | Stadion: De Vijverberg, Doetinchem Toeschouwers: 12.502 Scheidsrechter: Higler Video-assistent: Teuben |
| 30 maart 2019 19:45 uur |               |         |                      | Stadion: De Vijverberg, Doetinchem Toeschouwers: 12.502 Scheidsrechter: Higler Video-assistent: Teuben |
|                         |               |         |                      | |

|                         |                    |         |           | |
| 30 maart 2019 20:45 uur | sc Heerenveen      | 1 – 0   | Excelsior | Stadion: Abe Lenstra Stadion, Heerenveen Toeschouwers: 18.021 Scheidsrechter: Lindhout Video-assistent: Van Herk |
| 30 maart 2019 20:45 uur | Van Amersfoort 90' | Verslag |           | Stadion: Abe Lenstra Stadion, Heerenveen Toeschouwers: 18.021 Scheidsrechter: Lindhout Video-assistent: Van Herk |
| 30 maart 2019 20:45 uur |                    |         |           | Stadion: Abe Lenstra Stadion, Heerenveen Toeschouwers: 18.021 Scheidsrechter: Lindhout Video-assistent: Van Herk |
| 30 maart 2019 20:45 uur |                    |         |           | Stadion: Abe Lenstra Stadion, Heerenveen Toeschouwers: 18.021 Scheidsrechter: Lindhout Video-assistent: Van Herk |
|                         |                    |         |           | |

|                         |           |         |              | |
| 30 maart 2019 20:45 uur | AZ        | 1 – 0   | FC Groningen | Stadion: AFAS Stadion, Alkmaar Toeschouwers: 15.404 Scheidsrechter: Van Boekel Video-assistent: Gözübüyük |
| 30 maart 2019 20:45 uur | Vlaar 70' | Verslag |              | Stadion: AFAS Stadion, Alkmaar Toeschouwers: 15.404 Scheidsrechter: Van Boekel Video-assistent: Gözübüyük |
| 30 maart 2019 20:45 uur |           |         |              | Stadion: AFAS Stadion, Alkmaar Toeschouwers: 15.404 Scheidsrechter: Van Boekel Video-assistent: Gözübüyük |
| 30 maart 2019 20:45 uur |           |         |              | Stadion: AFAS Stadion, Alkmaar Toeschouwers: 15.404 Scheidsrechter: Van Boekel Video-assistent: Gözübüyük |
|                         |           |         |              | |

|                         |                                |         |           | |
| 31 maart 2019 12:15 uur | NAC Breda                      | 1 – 1   | VVV-Venlo | Stadion: Rat Verlegh Stadion, Breda Toeschouwers: 17.946 Scheidsrechter: Van de Graaf Video-assistent: Pérez |
| 31 maart 2019 12:15 uur | Leigh 66' El Allouchi 77', 80' | Verslag | 14' Mlapa | Stadion: Rat Verlegh Stadion, Breda Toeschouwers: 17.946 Scheidsrechter: Van de Graaf Video-assistent: Pérez |
| 31 maart 2019 12:15 uur |                                |         |           | Stadion: Rat Verlegh Stadion, Breda Toeschouwers: 17.946 Scheidsrechter: Van de Graaf Video-assistent: Pérez |
| 31 maart 2019 12:15 uur |                                |         |           | Stadion: Rat Verlegh Stadion, Breda Toeschouwers: 17.946 Scheidsrechter: Van de Graaf Video-assistent: Pérez |
|                         |                                |         |           | |

|                         |                                                  |         |                            | |
| 31 maart 2019 14:30 uur | FC Utrecht                                       | 3 – 2   | Feyenoord                  | Stadion: Stadion Galgenwaard, Utrecht Toeschouwers: 21.758 Scheidsrechter: Gözübüyük Video-assistent: Higler |
| 31 maart 2019 14:30 uur | Emanuelson 33' Van de Streek 60' Letschert 90+5' | Verslag | 64' Larsson 75' Van Persie | Stadion: Stadion Galgenwaard, Utrecht Toeschouwers: 21.758 Scheidsrechter: Gözübüyük Video-assistent: Higler |
| 31 maart 2019 14:30 uur |                                                  |         |                            | Stadion: Stadion Galgenwaard, Utrecht Toeschouwers: 21.758 Scheidsrechter: Gözübüyük Video-assistent: Higler |
| 31 maart 2019 14:30 uur |                                                  |         |                            | Stadion: Stadion Galgenwaard, Utrecht Toeschouwers: 21.758 Scheidsrechter: Gözübüyük Video-assistent: Higler |
|                         |                                                  |         |                            | |

|                         |                            |         |          | |
| 31 maart 2019 14:30 uur | PEC Zwolle                 | 3 – 0   | FC Emmen | Stadion: MAC³PARK stadion, Zwolle Toeschouwers: 13.721 Scheidsrechter: Kamphuis Video-assistent: Van der Eijk |
| 31 maart 2019 14:30 uur | Van Crooij 3' Thy 45', 90' | Verslag |          | Stadion: MAC³PARK stadion, Zwolle Toeschouwers: 13.721 Scheidsrechter: Kamphuis Video-assistent: Van der Eijk |
| 31 maart 2019 14:30 uur |                            |         |          | Stadion: MAC³PARK stadion, Zwolle Toeschouwers: 13.721 Scheidsrechter: Kamphuis Video-assistent: Van der Eijk |
| 31 maart 2019 14:30 uur |                            |         |          | Stadion: MAC³PARK stadion, Zwolle Toeschouwers: 13.721 Scheidsrechter: Kamphuis Video-assistent: Van der Eijk |
|                         |                            |         |          | |

|                         |                                                              |         |             | |
| 31 maart 2019 16:45 uur | Ajax                                                         | 3 – 1   | PSV         | Stadion: Johan Cruijff ArenA, Amsterdam Toeschouwers: 52.669 Scheidsrechter: Kuipers Video-assistent: Van Boekel |
| 31 maart 2019 16:45 uur | Schwaab 21' (e.d.) Mazraoui 57' Tadić 72' (pen.) Neres 90+6' | Verslag | 58' De Jong | Stadion: Johan Cruijff ArenA, Amsterdam Toeschouwers: 52.669 Scheidsrechter: Kuipers Video-assistent: Van Boekel |
| 31 maart 2019 16:45 uur |                                                              |         |             | Stadion: Johan Cruijff ArenA, Amsterdam Toeschouwers: 52.669 Scheidsrechter: Kuipers Video-assistent: Van Boekel |
| 31 maart 2019 16:45 uur |                                                              |         |             | Stadion: Johan Cruijff ArenA, Amsterdam Toeschouwers: 52.669 Scheidsrechter: Kuipers Video-assistent: Van Boekel |
|                         |                                                              |         |             | |

## Speelronde 28
|                        |                      |         |                          | |
| 2 april 2019 18:30 uur | Vitesse              | 2 – 2   | AZ                       | Stadion: GelreDome, Arnhem Toeschouwers: 14.162 Scheidsrechter: Lindhout Video-assistent: Kamphuis |
| 2 april 2019 18:30 uur | Bero 48' Buitink 77' | Verslag | 7' Vlaar 44' Koopmeiners | Stadion: GelreDome, Arnhem Toeschouwers: 14.162 Scheidsrechter: Lindhout Video-assistent: Kamphuis |
| 2 april 2019 18:30 uur |                      |         |                          | Stadion: GelreDome, Arnhem Toeschouwers: 14.162 Scheidsrechter: Lindhout Video-assistent: Kamphuis |
| 2 april 2019 18:30 uur |                      |         |                          | Stadion: GelreDome, Arnhem Toeschouwers: 14.162 Scheidsrechter: Lindhout Video-assistent: Kamphuis |
|                        |                      |         |                          | |

|                        |                                  |         |                                          | |
| 2 april 2019 19:45 uur | Heracles Almelo                  | 3 – 4   | Willem II                                | Stadion: Polman Stadion, Almelo Toeschouwers: 10.442 Scheidsrechter: Van der Eijk Video-assistent: Ruperti |
| 2 april 2019 19:45 uur | Kuwas 72' Konings 81' Dalmau 90' | Verslag | 45+3', 56' Isak 63' Pavlidis 87' Vrousai | Stadion: Polman Stadion, Almelo Toeschouwers: 10.442 Scheidsrechter: Van der Eijk Video-assistent: Ruperti |
| 2 april 2019 19:45 uur |                                  |         |                                          | Stadion: Polman Stadion, Almelo Toeschouwers: 10.442 Scheidsrechter: Van der Eijk Video-assistent: Ruperti |
| 2 april 2019 19:45 uur |                                  |         |                                          | Stadion: Polman Stadion, Almelo Toeschouwers: 10.442 Scheidsrechter: Van der Eijk Video-assistent: Ruperti |
|                        |                                  |         |                                          | |

|                        |              |         |               | |
| 2 april 2019 20:45 uur | FC Groningen | 1 – 0   | De Graafschap | Stadion: Hitachi Capital Mobility Stadion, Groningen Toeschouwers: 18.008 Scheidsrechter: Kooij Video-assistent: Martens |
| 2 april 2019 20:45 uur | Gladon 75'   | Verslag |               | Stadion: Hitachi Capital Mobility Stadion, Groningen Toeschouwers: 18.008 Scheidsrechter: Kooij Video-assistent: Martens |
| 2 april 2019 20:45 uur |              |         |               | Stadion: Hitachi Capital Mobility Stadion, Groningen Toeschouwers: 18.008 Scheidsrechter: Kooij Video-assistent: Martens |
| 2 april 2019 20:45 uur |              |         |               | Stadion: Hitachi Capital Mobility Stadion, Groningen Toeschouwers: 18.008 Scheidsrechter: Kooij Video-assistent: Martens |
|                        |              |         |               | |

|                        |                       |         |                                                                          | |
| 3 april 2019 18:30 uur | VVV-Venlo             | 2 – 6   | FC Utrecht                                                               | Stadion: Covebo Stadion - De Koel -, Venlo Toeschouwers: 6.723 Scheidsrechter: Dieperink Video-assistent: Lindhout |
| 3 april 2019 18:30 uur | Opoku 18' Joosten 41' | Verslag | 22', 53' Bazoer 61' (e.d.) Post 63' Klaiber 69' Van de Streek 88' Kramer | Stadion: Covebo Stadion - De Koel -, Venlo Toeschouwers: 6.723 Scheidsrechter: Dieperink Video-assistent: Lindhout |
| 3 april 2019 18:30 uur |                       |         |                                                                          | Stadion: Covebo Stadion - De Koel -, Venlo Toeschouwers: 6.723 Scheidsrechter: Dieperink Video-assistent: Lindhout |
| 3 april 2019 18:30 uur |                       |         |                                                                          | Stadion: Covebo Stadion - De Koel -, Venlo Toeschouwers: 6.723 Scheidsrechter: Dieperink Video-assistent: Lindhout |
|                        |                       |         |                                                                          | |

|                        |                 |         |                      | |
| 3 april 2019 19:45 uur | Excelsior       | 1 – 2   | NAC Breda            | Stadion: Van Donge & De Roo Stadion, Rotterdam Toeschouwers: 4.400 Scheidsrechter: Van den Kerkhof Video-assistent: Blank |
| 3 april 2019 19:45 uur | El Hamdaoui 30' | Verslag | 67' Korte 90+3' Koch | Stadion: Van Donge & De Roo Stadion, Rotterdam Toeschouwers: 4.400 Scheidsrechter: Van den Kerkhof Video-assistent: Blank |
| 3 april 2019 19:45 uur |                 |         |                      | Stadion: Van Donge & De Roo Stadion, Rotterdam Toeschouwers: 4.400 Scheidsrechter: Van den Kerkhof Video-assistent: Blank |
| 3 april 2019 19:45 uur |                 |         |                      | Stadion: Van Donge & De Roo Stadion, Rotterdam Toeschouwers: 4.400 Scheidsrechter: Van den Kerkhof Video-assistent: Blank |
|                        |                 |         |                      | |

|                        |                 |         |              | |
| 3 april 2019 19:45 uur | Fortuna Sittard | 0 – 0   | ADO Den Haag | Stadion: Fortuna Sittard Stadion, Sittard Toeschouwers: 8.125 Scheidsrechter: Kamphuis Video-assistent: Kooij |
| 3 april 2019 19:45 uur | Rodriguez 32'   | Verslag |              | Stadion: Fortuna Sittard Stadion, Sittard Toeschouwers: 8.125 Scheidsrechter: Kamphuis Video-assistent: Kooij |
| 3 april 2019 19:45 uur |                 |         |              | Stadion: Fortuna Sittard Stadion, Sittard Toeschouwers: 8.125 Scheidsrechter: Kamphuis Video-assistent: Kooij |
| 3 april 2019 19:45 uur |                 |         |              | Stadion: Fortuna Sittard Stadion, Sittard Toeschouwers: 8.125 Scheidsrechter: Kamphuis Video-assistent: Kooij |
|                        |                 |         |              | |

|                        |                                 |         |                                                       | |
| 3 april 2019 20:45 uur | FC Emmen                        | 2 – 5   | Ajax                                                  | Stadion: De Oude Meerdijk, Emmen Toeschouwers: 8.301 Scheidsrechter: S. Mulder Video-assistent: Bax |
| 3 april 2019 20:45 uur | Tagliafico 62' (e.d.) Arias 87' | Verslag | 9' Van de Beek 43' Blind 51', 60' Neres 53' Huntelaar | Stadion: De Oude Meerdijk, Emmen Toeschouwers: 8.301 Scheidsrechter: S. Mulder Video-assistent: Bax |
| 3 april 2019 20:45 uur |                                 |         |                                                       | Stadion: De Oude Meerdijk, Emmen Toeschouwers: 8.301 Scheidsrechter: S. Mulder Video-assistent: Bax |
| 3 april 2019 20:45 uur |                                 |         |                                                       | Stadion: De Oude Meerdijk, Emmen Toeschouwers: 8.301 Scheidsrechter: S. Mulder Video-assistent: Bax |
|                        |                                 |         |                                                       | |

|                        |                                           |         |            | |
| 4 april 2019 18:30 uur | PSV                                       | 4 – 0   | PEC Zwolle | Stadion: Philips Stadion, Eindhoven Toeschouwers: 34.000 Scheidsrechter: Van Boekel Video-assistent: S. Mulder |
| 4 april 2019 18:30 uur | De Jong 24', 76' Bergwijn 62' Malen 90+4' | Verslag |            | Stadion: Philips Stadion, Eindhoven Toeschouwers: 34.000 Scheidsrechter: Van Boekel Video-assistent: S. Mulder |
| 4 april 2019 18:30 uur |                                           |         |            | Stadion: Philips Stadion, Eindhoven Toeschouwers: 34.000 Scheidsrechter: Van Boekel Video-assistent: S. Mulder |
| 4 april 2019 18:30 uur |                                           |         |            | Stadion: Philips Stadion, Eindhoven Toeschouwers: 34.000 Scheidsrechter: Van Boekel Video-assistent: S. Mulder |
|                        |                                           |         |            | |

|                        |                                        |         |               | |
| 4 april 2019 20:45 uur | Feyenoord                              | 3 – 0   | sc Heerenveen | Stadion: Stadion Feijenoord, Rotterdam Toeschouwers: 25.000 Scheidsrechter: Kuipers Video-assistent: Makkelie |
| 4 april 2019 20:45 uur | Jørgensen 32' Berghuis 53' Vilhena 71' | Verslag |               | Stadion: Stadion Feijenoord, Rotterdam Toeschouwers: 25.000 Scheidsrechter: Kuipers Video-assistent: Makkelie |
| 4 april 2019 20:45 uur |                                        |         |               | Stadion: Stadion Feijenoord, Rotterdam Toeschouwers: 25.000 Scheidsrechter: Kuipers Video-assistent: Makkelie |
| 4 april 2019 20:45 uur |                                        |         |               | Stadion: Stadion Feijenoord, Rotterdam Toeschouwers: 25.000 Scheidsrechter: Kuipers Video-assistent: Makkelie |
|                        |                                        |         |               | |

## Speelronde 29
|                        |                 |         |                                                            | |
| 6 april 2019 18:30 uur | Willem II       | 1 – 4   | Ajax                                                       | Stadion: Koning Willem II Stadion, Tilburg Toeschouwers: 14.700 Scheidsrechter: Makkelie Video-assistent: Higler |
| 6 april 2019 18:30 uur | Isak 26' (pen.) | Verslag | 14' Van de Beek 41' (e.d.) Heerkens 53' Veltman 70' Ziyech | Stadion: Koning Willem II Stadion, Tilburg Toeschouwers: 14.700 Scheidsrechter: Makkelie Video-assistent: Higler |
| 6 april 2019 18:30 uur |                 |         |                                                            | Stadion: Koning Willem II Stadion, Tilburg Toeschouwers: 14.700 Scheidsrechter: Makkelie Video-assistent: Higler |
| 6 april 2019 18:30 uur |                 |         |                                                            | Stadion: Koning Willem II Stadion, Tilburg Toeschouwers: 14.700 Scheidsrechter: Makkelie Video-assistent: Higler |
|                        |                 |         |                                                            | |

|                        |                                                  |         |            | |
| 6 april 2019 18:30 uur | ADO Den Haag                                     | 5 – 0   | FC Utrecht | Stadion: Cars Jeans Stadion, Den Haag Toeschouwers: 13.022 Scheidsrechter: Lindhout Video-assistent: Van de Graaf |
| 6 april 2019 18:30 uur | Immers 11', 90' Meijers 36' Bakker 37' Necid 83' | Verslag |            | Stadion: Cars Jeans Stadion, Den Haag Toeschouwers: 13.022 Scheidsrechter: Lindhout Video-assistent: Van de Graaf |
| 6 april 2019 18:30 uur |                                                  |         |            | Stadion: Cars Jeans Stadion, Den Haag Toeschouwers: 13.022 Scheidsrechter: Lindhout Video-assistent: Van de Graaf |
| 6 april 2019 18:30 uur |                                                  |         |            | Stadion: Cars Jeans Stadion, Den Haag Toeschouwers: 13.022 Scheidsrechter: Lindhout Video-assistent: Van de Graaf |
|                        |                                                  |         |            | |

|                        |              |         |           | |
| 6 april 2019 19:45 uur | FC Groningen | 1 – 0   | Excelsior | Stadion: Hitachi Capital Mobility Stadion, Groningen Toeschouwers: 17.456 Scheidsrechter: Bax Video-assistent: Dieperink |
| 6 april 2019 19:45 uur | Gladon 70'   | Verslag |           | Stadion: Hitachi Capital Mobility Stadion, Groningen Toeschouwers: 17.456 Scheidsrechter: Bax Video-assistent: Dieperink |
| 6 april 2019 19:45 uur |              |         |           | Stadion: Hitachi Capital Mobility Stadion, Groningen Toeschouwers: 17.456 Scheidsrechter: Bax Video-assistent: Dieperink |
| 6 april 2019 19:45 uur |              |         |           | Stadion: Hitachi Capital Mobility Stadion, Groningen Toeschouwers: 17.456 Scheidsrechter: Bax Video-assistent: Dieperink |
|                        |              |         |           | |

|                        |                 |         |           | |
| 6 april 2019 20:45 uur | Heracles Almelo | 1 – 0   | NAC Breda | Stadion: Polman Stadion, Almelo Toeschouwers: 10.530 Scheidsrechter: Martens Video-assistent: Van den Kerkhof |
| 6 april 2019 20:45 uur | Peterson 81'    | Verslag |           | Stadion: Polman Stadion, Almelo Toeschouwers: 10.530 Scheidsrechter: Martens Video-assistent: Van den Kerkhof |
| 6 april 2019 20:45 uur |                 |         |           | Stadion: Polman Stadion, Almelo Toeschouwers: 10.530 Scheidsrechter: Martens Video-assistent: Van den Kerkhof |
| 6 april 2019 20:45 uur |                 |         |           | Stadion: Polman Stadion, Almelo Toeschouwers: 10.530 Scheidsrechter: Martens Video-assistent: Van den Kerkhof |
|                        |                 |         |           | |

|                        |                    |         |         | |
| 6 april 2019 20:45 uur | De Graafschap      | 1 – 1   | AZ      | Stadion: De Vijverberg, Doetinchem Toeschouwers: 12.503 Scheidsrechter: Kamphuis Video-assistent: Bijl |
| 6 april 2019 20:45 uur | Bizot 90+1' (e.d.) | Verslag | 52' Til | Stadion: De Vijverberg, Doetinchem Toeschouwers: 12.503 Scheidsrechter: Kamphuis Video-assistent: Bijl |
| 6 april 2019 20:45 uur |                    |         |         | Stadion: De Vijverberg, Doetinchem Toeschouwers: 12.503 Scheidsrechter: Kamphuis Video-assistent: Bijl |
| 6 april 2019 20:45 uur |                    |         |         | Stadion: De Vijverberg, Doetinchem Toeschouwers: 12.503 Scheidsrechter: Kamphuis Video-assistent: Bijl |
|                        |                    |         |         | |

|                        |                 |         |               | |
| 7 april 2019 12:15 uur | FC Emmen        | 2 – 0   | sc Heerenveen | Stadion: De Oude Meerdijk, Emmen Toeschouwers: 8.268 Scheidsrechter: Van den Kerkhof Video-assistent: Oostrom |
| 7 april 2019 12:15 uur | Cavlan 40', 75' | Verslag |               | Stadion: De Oude Meerdijk, Emmen Toeschouwers: 8.268 Scheidsrechter: Van den Kerkhof Video-assistent: Oostrom |
| 7 april 2019 12:15 uur |                 |         |               | Stadion: De Oude Meerdijk, Emmen Toeschouwers: 8.268 Scheidsrechter: Van den Kerkhof Video-assistent: Oostrom |
| 7 april 2019 12:15 uur |                 |         |               | Stadion: De Oude Meerdijk, Emmen Toeschouwers: 8.268 Scheidsrechter: Van den Kerkhof Video-assistent: Oostrom |
|                        |                 |         |               | |

|                        |                                                      |         |                 | |
| 7 april 2019 14:30 uur | PEC Zwolle                                           | 5 – 0   | Fortuna Sittard | Stadion: MAC³PARK stadion, Zwolle Toeschouwers: 13.334 Scheidsrechter: Higler Video-assistent: Pérez |
| 7 april 2019 14:30 uur | Van Crooij 33' Namli 50' Thy 53', 64' Van Duinen 60' | Verslag | 35' Niňaj       | Stadion: MAC³PARK stadion, Zwolle Toeschouwers: 13.334 Scheidsrechter: Higler Video-assistent: Pérez |
| 7 april 2019 14:30 uur |                                                      |         |                 | Stadion: MAC³PARK stadion, Zwolle Toeschouwers: 13.334 Scheidsrechter: Higler Video-assistent: Pérez |
| 7 april 2019 14:30 uur |                                                      |         |                 | Stadion: MAC³PARK stadion, Zwolle Toeschouwers: 13.334 Scheidsrechter: Higler Video-assistent: Pérez |
|                        |                                                      |         |                 | |

|                        |           |         |                                         | |
| 7 april 2019 14:30 uur | VVV-Venlo | 0 – 3   | Feyenoord                               | Stadion: Covebo Stadion - De Koel -, Venlo Toeschouwers: 8.000 Scheidsrechter: S. Mulder Video-assistent: Blom |
| 7 april 2019 14:30 uur |           | Verslag | 24' Larsson 72' Jørgensen 90+2' Malacia | Stadion: Covebo Stadion - De Koel -, Venlo Toeschouwers: 8.000 Scheidsrechter: S. Mulder Video-assistent: Blom |
| 7 april 2019 14:30 uur |           |         |                                         | Stadion: Covebo Stadion - De Koel -, Venlo Toeschouwers: 8.000 Scheidsrechter: S. Mulder Video-assistent: Blom |
| 7 april 2019 14:30 uur |           |         |                                         | Stadion: Covebo Stadion - De Koel -, Venlo Toeschouwers: 8.000 Scheidsrechter: S. Mulder Video-assistent: Blom |
|                        |           |         |                                         | |

|                        |                                                      |         |                                             | |
| 7 april 2019 16:45 uur | Vitesse                                              | 3 – 3   | PSV                                         | Stadion: GelreDome, Arnhem Toeschouwers: 21.248 Scheidsrechter: Gözübüyük Video-assistent: Manschot |
| 7 april 2019 16:45 uur | Serero 13' Ødegaard 59' Matavž 83' Van der Werff 89' | Verslag | 41' (pen.), 90+1' (pen.) Lozano 70' De Jong | Stadion: GelreDome, Arnhem Toeschouwers: 21.248 Scheidsrechter: Gözübüyük Video-assistent: Manschot |
| 7 april 2019 16:45 uur |                                                      |         |                                             | Stadion: GelreDome, Arnhem Toeschouwers: 21.248 Scheidsrechter: Gözübüyük Video-assistent: Manschot |
| 7 april 2019 16:45 uur |                                                      |         |                                             | Stadion: GelreDome, Arnhem Toeschouwers: 21.248 Scheidsrechter: Gözübüyük Video-assistent: Manschot |
|                        |                                                      |         |                                             | |

## Speelronde 30
|                         |                  |         |              | |
| 12 april 2019 20:00 uur | NAC Breda        | 1 – 1   | FC Emmen     | Stadion: Rat Verlegh Stadion, Breda Toeschouwers: 18.422 Scheidsrechter: Makkelie Video-assistent: Van Boekel |
| 12 april 2019 20:00 uur | Palmer-Brown 88' | Verslag | 15' Slagveer | Stadion: Rat Verlegh Stadion, Breda Toeschouwers: 18.422 Scheidsrechter: Makkelie Video-assistent: Van Boekel |
| 12 april 2019 20:00 uur |                  |         |              | Stadion: Rat Verlegh Stadion, Breda Toeschouwers: 18.422 Scheidsrechter: Makkelie Video-assistent: Van Boekel |
| 12 april 2019 20:00 uur |                  |         |              | Stadion: Rat Verlegh Stadion, Breda Toeschouwers: 18.422 Scheidsrechter: Makkelie Video-assistent: Van Boekel |
|                         |                  |         |              | |

|                         |                                                           |         |                            | |
| 13 april 2019 18:30 uur | Ajax                                                      | 6 – 2   | Excelsior                  | Stadion: Johan Cruijff ArenA, Amsterdam Toeschouwers: 52.664 Scheidsrechter: Van Boekel Video-assistent: S. Mulder |
| 13 april 2019 18:30 uur | Huntelaar 10', 40', 65' Tadić 37', 60' (pen.) Dolberg 75' | Verslag | 42' El Hamdaoui 89' Fortes | Stadion: Johan Cruijff ArenA, Amsterdam Toeschouwers: 52.664 Scheidsrechter: Van Boekel Video-assistent: S. Mulder |
| 13 april 2019 18:30 uur |                                                           |         |                            | Stadion: Johan Cruijff ArenA, Amsterdam Toeschouwers: 52.664 Scheidsrechter: Van Boekel Video-assistent: S. Mulder |
| 13 april 2019 18:30 uur |                                                           |         |                            | Stadion: Johan Cruijff ArenA, Amsterdam Toeschouwers: 52.664 Scheidsrechter: Van Boekel Video-assistent: S. Mulder |
|                         |                                                           |         |                            | |

|                         |                        |         |                                  | |
| 13 april 2019 18:30 uur | AZ                     | 2 – 3   | ADO Den Haag                     | Stadion: AFAS Stadion, Alkmaar Toeschouwers: 15.034 Scheidsrechter: Kuipers Video-assistent: Van den Kerkhof |
| 13 april 2019 18:30 uur | Guðmundsson 85', 90+1' | Verslag | 32', 47' Falkenburg 90+4' Becker | Stadion: AFAS Stadion, Alkmaar Toeschouwers: 15.034 Scheidsrechter: Kuipers Video-assistent: Van den Kerkhof |
| 13 april 2019 18:30 uur |                        |         |                                  | Stadion: AFAS Stadion, Alkmaar Toeschouwers: 15.034 Scheidsrechter: Kuipers Video-assistent: Van den Kerkhof |
| 13 april 2019 18:30 uur |                        |         |                                  | Stadion: AFAS Stadion, Alkmaar Toeschouwers: 15.034 Scheidsrechter: Kuipers Video-assistent: Van den Kerkhof |
|                         |                        |         |                                  | |

|                         |                                        |         |                 | |
| 13 april 2019 20:45 uur | Feyenoord                              | 2 – 1   | Heracles Almelo | Stadion: Stadion Feijenoord, Rotterdam Toeschouwers: 35.000 Scheidsrechter: Kamphuis Video-assistent: Teuben |
| 13 april 2019 20:45 uur | Berghuis 33', 82' (pen.) Jørgensen 65' | Verslag | 47' Drost       | Stadion: Stadion Feijenoord, Rotterdam Toeschouwers: 35.000 Scheidsrechter: Kamphuis Video-assistent: Teuben |
| 13 april 2019 20:45 uur |                                        |         |                 | Stadion: Stadion Feijenoord, Rotterdam Toeschouwers: 35.000 Scheidsrechter: Kamphuis Video-assistent: Teuben |
| 13 april 2019 20:45 uur |                                        |         |                 | Stadion: Stadion Feijenoord, Rotterdam Toeschouwers: 35.000 Scheidsrechter: Kamphuis Video-assistent: Teuben |
|                         |                                        |         |                 | |

|                         |                 |         |           | |
| 13 april 2019 20:45 uur | Fortuna Sittard | 1 – 1   | VVV-Venlo | Stadion: Fortuna Sittard Stadion, Sittard Toeschouwers: 9.511 Scheidsrechter: Bax Video-assistent: Makkelie |
| 13 april 2019 20:45 uur | Novakovich 11'  | Verslag | 81' Grot  | Stadion: Fortuna Sittard Stadion, Sittard Toeschouwers: 9.511 Scheidsrechter: Bax Video-assistent: Makkelie |
| 13 april 2019 20:45 uur |                 |         |           | Stadion: Fortuna Sittard Stadion, Sittard Toeschouwers: 9.511 Scheidsrechter: Bax Video-assistent: Makkelie |
| 13 april 2019 20:45 uur |                 |         |           | Stadion: Fortuna Sittard Stadion, Sittard Toeschouwers: 9.511 Scheidsrechter: Bax Video-assistent: Makkelie |
|                         |                 |         |           | |

|                         |                                 |         |               | |
| 14 april 2019 12:15 uur | PSV                             | 2 – 1   | De Graafschap | Stadion: Philips Stadion, Eindhoven Toeschouwers: 34.500 Scheidsrechter: Lindhout Video-assistent: Kamphuis |
| 14 april 2019 12:15 uur | Bergwijn 65' (pen.) De Jong 73' | Verslag | 26' Burgzorg  | Stadion: Philips Stadion, Eindhoven Toeschouwers: 34.500 Scheidsrechter: Lindhout Video-assistent: Kamphuis |
| 14 april 2019 12:15 uur |                                 |         |               | Stadion: Philips Stadion, Eindhoven Toeschouwers: 34.500 Scheidsrechter: Lindhout Video-assistent: Kamphuis |
| 14 april 2019 12:15 uur |                                 |         |               | Stadion: Philips Stadion, Eindhoven Toeschouwers: 34.500 Scheidsrechter: Lindhout Video-assistent: Kamphuis |
|                         |                                 |         |               | |

|                         |                    |         |              | |
| 14 april 2019 14:30 uur | sc Heerenveen      | 1 – 1   | FC Groningen | Stadion: Abe Lenstra Stadion, Heerenveen Toeschouwers: 21.056 Scheidsrechter: Nijhuis Video-assistent: Bax |
| 14 april 2019 14:30 uur | Van Amersfoort 38' | Verslag | 61' Gladon   | Stadion: Abe Lenstra Stadion, Heerenveen Toeschouwers: 21.056 Scheidsrechter: Nijhuis Video-assistent: Bax |
| 14 april 2019 14:30 uur |                    |         |              | Stadion: Abe Lenstra Stadion, Heerenveen Toeschouwers: 21.056 Scheidsrechter: Nijhuis Video-assistent: Bax |
| 14 april 2019 14:30 uur |                    |         |              | Stadion: Abe Lenstra Stadion, Heerenveen Toeschouwers: 21.056 Scheidsrechter: Nijhuis Video-assistent: Bax |
|                         |                    |         |              | |

|                         |                        |         |            | |
| 14 april 2019 14:30 uur | Willem II              | 2 – 0   | PEC Zwolle | Stadion: Koning Willem II Stadion, Tilburg Toeschouwers: 12.947 Scheidsrechter: Dieperink Video-assistent: Cantineau |
| 14 april 2019 14:30 uur | Dankerlui 38' Isak 60' | Verslag |            | Stadion: Koning Willem II Stadion, Tilburg Toeschouwers: 12.947 Scheidsrechter: Dieperink Video-assistent: Cantineau |
| 14 april 2019 14:30 uur |                        |         |            | Stadion: Koning Willem II Stadion, Tilburg Toeschouwers: 12.947 Scheidsrechter: Dieperink Video-assistent: Cantineau |
| 14 april 2019 14:30 uur |                        |         |            | Stadion: Koning Willem II Stadion, Tilburg Toeschouwers: 12.947 Scheidsrechter: Dieperink Video-assistent: Cantineau |
|                         |                        |         |            | |

|                         |            |       |         | |
| 14 april 2019 16:45 uur | FC Utrecht | 0 – 0 | Vitesse | Stadion: Stadion Galgenwaard, Utrecht Toeschouwers: 22.064 Scheidsrechter: Higler Video-assistent: Bijl |
| 14 april 2019 16:45 uur | Verslag    |       |         | Stadion: Stadion Galgenwaard, Utrecht Toeschouwers: 22.064 Scheidsrechter: Higler Video-assistent: Bijl |
| 14 april 2019 16:45 uur |            |       |         | Stadion: Stadion Galgenwaard, Utrecht Toeschouwers: 22.064 Scheidsrechter: Higler Video-assistent: Bijl |
| 14 april 2019 16:45 uur |            |       |         | Stadion: Stadion Galgenwaard, Utrecht Toeschouwers: 22.064 Scheidsrechter: Higler Video-assistent: Bijl |
|                         |            |       |         | |

## Speelronde 31
|                         |                             |         |                    | |
| 19 april 2019 20:00 uur | Heracles Almelo             | 2 – 1   | sc Heerenveen      | Stadion: Polman Stadion, Almelo Toeschouwers: 11.586 Scheidsrechter: Kooij Video-assistent: Van der Eijk |
| 19 april 2019 20:00 uur | Kuwas 27' (pen.) Dalmau 73' | Verslag | 41' (pen.) Lammers | Stadion: Polman Stadion, Almelo Toeschouwers: 11.586 Scheidsrechter: Kooij Video-assistent: Van der Eijk |
| 19 april 2019 20:00 uur |                             |         |                    | Stadion: Polman Stadion, Almelo Toeschouwers: 11.586 Scheidsrechter: Kooij Video-assistent: Van der Eijk |
| 19 april 2019 20:00 uur |                             |         |                    | Stadion: Polman Stadion, Almelo Toeschouwers: 11.586 Scheidsrechter: Kooij Video-assistent: Van der Eijk |
|                         |                             |         |                    | |

|                         |              |         |                        | |
| 20 april 2019 18:30 uur | FC Groningen | 0 – 1   | Ajax                   | Stadion: Hitachi Capital Mobility Stadion, Groningen Toeschouwers: 22.288 Scheidsrechter: Higler Video-assistent: Makkelie |
| 20 april 2019 18:30 uur |              | Verslag | 78' 79', 84' Huntelaar | Stadion: Hitachi Capital Mobility Stadion, Groningen Toeschouwers: 22.288 Scheidsrechter: Higler Video-assistent: Makkelie |
| 20 april 2019 18:30 uur |              |         |                        | Stadion: Hitachi Capital Mobility Stadion, Groningen Toeschouwers: 22.288 Scheidsrechter: Higler Video-assistent: Makkelie |
| 20 april 2019 18:30 uur |              |         |                        | Stadion: Hitachi Capital Mobility Stadion, Groningen Toeschouwers: 22.288 Scheidsrechter: Higler Video-assistent: Makkelie |
|                         |              |         |                        | |

|                         |                           |         |            | |
| 20 april 2019 18:30 uur | FC Emmen                  | 2 – 0   | FC Utrecht | Stadion: De Oude Meerdijk, Emmen Toeschouwers: 8.269 Scheidsrechter: Martens Video-assistent: Kamphuis |
| 20 april 2019 18:30 uur | De Leeuw 30' Veendorp 40' | Verslag |            | Stadion: De Oude Meerdijk, Emmen Toeschouwers: 8.269 Scheidsrechter: Martens Video-assistent: Kamphuis |
| 20 april 2019 18:30 uur |                           |         |            | Stadion: De Oude Meerdijk, Emmen Toeschouwers: 8.269 Scheidsrechter: Martens Video-assistent: Kamphuis |
| 20 april 2019 18:30 uur |                           |         |            | Stadion: De Oude Meerdijk, Emmen Toeschouwers: 8.269 Scheidsrechter: Martens Video-assistent: Kamphuis |
|                         |                           |         |            | |

|                         |                                            |         |            |                                                                                                  |
| 20 april 2019 19:45 uur | Vitesse                                    | 4 – 1   | PEC Zwolle | Stadion: GelreDome, Arnhem Toeschouwers: 15.387 Scheidsrechter: Kuipers Video-assistent: Ruperti |
| 20 april 2019 19:45 uur | Linssen 9', 47', 77' Büttner 27' Dauda 73' | Verslag | 23' Thy    | Stadion: GelreDome, Arnhem Toeschouwers: 15.387 Scheidsrechter: Kuipers Video-assistent: Ruperti |
| 20 april 2019 19:45 uur |                                            |         |            | Stadion: GelreDome, Arnhem Toeschouwers: 15.387 Scheidsrechter: Kuipers Video-assistent: Ruperti |
| 20 april 2019 19:45 uur |                                            |         |            | Stadion: GelreDome, Arnhem Toeschouwers: 15.387 Scheidsrechter: Kuipers Video-assistent: Ruperti |
|                         |                                            |         |            |                                                                                                  |

|                         |                            |         |               | |
| 20 april 2019 20:45 uur | Feyenoord                  | 2 – 1   | AZ            | Stadion: Stadion Feijenoord, Rotterdam Toeschouwers: 45.000 Scheidsrechter: Nijhuis Video-assistent: Manschot |
| 20 april 2019 20:45 uur | Malacia 51' Van Persie 68' | Verslag | 36' Seuntjens | Stadion: Stadion Feijenoord, Rotterdam Toeschouwers: 45.000 Scheidsrechter: Nijhuis Video-assistent: Manschot |
| 20 april 2019 20:45 uur |                            |         |               | Stadion: Stadion Feijenoord, Rotterdam Toeschouwers: 45.000 Scheidsrechter: Nijhuis Video-assistent: Manschot |
| 20 april 2019 20:45 uur |                            |         |               | Stadion: Stadion Feijenoord, Rotterdam Toeschouwers: 45.000 Scheidsrechter: Nijhuis Video-assistent: Manschot |
|                         |                            |         |               | |

|                         |                                             |         |               | |
| 20 april 2019 20:45 uur | VVV-Venlo                                   | 4 – 1   | De Graafschap | Stadion: Covebo Stadion - De Koel -, Venlo Toeschouwers: 6.545 Scheidsrechter: Gözübüyük Video-assistent: Kooij |
| 20 april 2019 20:45 uur | Seuntjens 38' Mlapa 55' Grot 58' Rutten 85' | Verslag | 2' Narsingh   | Stadion: Covebo Stadion - De Koel -, Venlo Toeschouwers: 6.545 Scheidsrechter: Gözübüyük Video-assistent: Kooij |
| 20 april 2019 20:45 uur |                                             |         |               | Stadion: Covebo Stadion - De Koel -, Venlo Toeschouwers: 6.545 Scheidsrechter: Gözübüyük Video-assistent: Kooij |
| 20 april 2019 20:45 uur |                                             |         |               | Stadion: Covebo Stadion - De Koel -, Venlo Toeschouwers: 6.545 Scheidsrechter: Gözübüyük Video-assistent: Kooij |
|                         |                                             |         |               | |

|                         |                   |         |           | |
| 21 april 2019 12:15 uur | Excelsior         | 1 – 1   | Willem II | Stadion: Van Donge & De Roo Stadion, Rotterdam Toeschouwers: 4.140 Scheidsrechter: Lindhout Video-assistent: Pérez |
| 21 april 2019 12:15 uur | El Hamdaoui 90+3' | Verslag | 16' Tapia | Stadion: Van Donge & De Roo Stadion, Rotterdam Toeschouwers: 4.140 Scheidsrechter: Lindhout Video-assistent: Pérez |
| 21 april 2019 12:15 uur |                   |         |           | Stadion: Van Donge & De Roo Stadion, Rotterdam Toeschouwers: 4.140 Scheidsrechter: Lindhout Video-assistent: Pérez |
| 21 april 2019 12:15 uur |                   |         |           | Stadion: Van Donge & De Roo Stadion, Rotterdam Toeschouwers: 4.140 Scheidsrechter: Lindhout Video-assistent: Pérez |
|                         |                   |         |           | |

|                         |                         |         |                | |
| 21 april 2019 14:30 uur | Fortuna Sittard         | 2 – 1   | NAC Breda      | Stadion: Fortuna Sittard Stadion, Sittard Toeschouwers: 10.266 Scheidsrechter: Van Boekel Video-assistent: Gözübüyük |
| 21 april 2019 14:30 uur | Diemers 39' (pen.), 80' | Verslag | 90+1' Te Vrede | Stadion: Fortuna Sittard Stadion, Sittard Toeschouwers: 10.266 Scheidsrechter: Van Boekel Video-assistent: Gözübüyük |
| 21 april 2019 14:30 uur |                         |         |                | Stadion: Fortuna Sittard Stadion, Sittard Toeschouwers: 10.266 Scheidsrechter: Van Boekel Video-assistent: Gözübüyük |
| 21 april 2019 14:30 uur |                         |         |                | Stadion: Fortuna Sittard Stadion, Sittard Toeschouwers: 10.266 Scheidsrechter: Van Boekel Video-assistent: Gözübüyük |
|                         |                         |         |                | |

|                         |                                      |         |              | |
| 21 april 2019 16:45 uur | PSV                                  | 3 – 1   | ADO Den Haag | Stadion: Philips Stadion, Eindhoven Toeschouwers: 34.300 Scheidsrechter: Makkelie Video-assistent: Higler |
| 21 april 2019 16:45 uur | Dumfries 20' De Jong 83' Malen 90+2' | Verslag | 88' Necid    | Stadion: Philips Stadion, Eindhoven Toeschouwers: 34.300 Scheidsrechter: Makkelie Video-assistent: Higler |
| 21 april 2019 16:45 uur |                                      |         |              | Stadion: Philips Stadion, Eindhoven Toeschouwers: 34.300 Scheidsrechter: Makkelie Video-assistent: Higler |
| 21 april 2019 16:45 uur |                                      |         |              | Stadion: Philips Stadion, Eindhoven Toeschouwers: 34.300 Scheidsrechter: Makkelie Video-assistent: Higler |
|                         |                                      |         |              | |

## Speelronde 32
|                         |               |         |          | |
| 23 april 2019 18:30 uur | De Graafschap | 1 – 0   | FC Emmen | Stadion: De Vijverberg, Doetinchem Toeschouwers: 12.511 Scheidsrechter: Kuipers Video-assistent: Manschot |
| 23 april 2019 18:30 uur | Serrarens 12' | Verslag |          | Stadion: De Vijverberg, Doetinchem Toeschouwers: 12.511 Scheidsrechter: Kuipers Video-assistent: Manschot |
| 23 april 2019 18:30 uur |               |         |          | Stadion: De Vijverberg, Doetinchem Toeschouwers: 12.511 Scheidsrechter: Kuipers Video-assistent: Manschot |
| 23 april 2019 18:30 uur |               |         |          | Stadion: De Vijverberg, Doetinchem Toeschouwers: 12.511 Scheidsrechter: Kuipers Video-assistent: Manschot |
|                         |               |         |          | |

|                         |                           |         |                 | |
| 23 april 2019 19:45 uur | AZ                        | 2 – 1   | Heracles Almelo | Stadion: AFAS Stadion, Alkmaar Toeschouwers: 13.531 Scheidsrechter: S. Mulder Video-assistent: Lindhout |
| 23 april 2019 19:45 uur | Stengs 8' Guðmundsson 66' | Verslag | 41' Kuwas       | Stadion: AFAS Stadion, Alkmaar Toeschouwers: 13.531 Scheidsrechter: S. Mulder Video-assistent: Lindhout |
| 23 april 2019 19:45 uur |                           |         |                 | Stadion: AFAS Stadion, Alkmaar Toeschouwers: 13.531 Scheidsrechter: S. Mulder Video-assistent: Lindhout |
| 23 april 2019 19:45 uur |                           |         |                 | Stadion: AFAS Stadion, Alkmaar Toeschouwers: 13.531 Scheidsrechter: S. Mulder Video-assistent: Lindhout |
|                         |                           |         |                 | |

|                         |               |         |                     | |
| 23 april 2019 19:45 uur | sc Heerenveen | 2 – 2   | VVV-Venlo           | Stadion: Abe Lenstra Stadion, Heerenveen Toeschouwers: 17.450 Scheidsrechter: Dieperink Video-assistent: Bax |
| 23 april 2019 19:45 uur | Vlap 27', 75' | Verslag | 56' Grot 89' Steijn | Stadion: Abe Lenstra Stadion, Heerenveen Toeschouwers: 17.450 Scheidsrechter: Dieperink Video-assistent: Bax |
| 23 april 2019 19:45 uur |               |         |                     | Stadion: Abe Lenstra Stadion, Heerenveen Toeschouwers: 17.450 Scheidsrechter: Dieperink Video-assistent: Bax |
| 23 april 2019 19:45 uur |               |         |                     | Stadion: Abe Lenstra Stadion, Heerenveen Toeschouwers: 17.450 Scheidsrechter: Dieperink Video-assistent: Bax |
|                         |               |         |                     | |

|                         |                                                     |         |                                       | |
| 23 april 2019 20:45 uur | Ajax                                                | 4 – 2   | Vitesse                               | Stadion: Johan Cruijff ArenA, Amsterdam Toeschouwers: 52.869 Scheidsrechter: Kamphuis Video-assistent: Van Boekel |
| 23 april 2019 20:45 uur | Ziyech 41' Tadić 54' (pen.), 80' (pen.) De Ligt 58' | Verslag | 66' Foor 82' Darfalou 53', 90+1' Bero | Stadion: Johan Cruijff ArenA, Amsterdam Toeschouwers: 52.869 Scheidsrechter: Kamphuis Video-assistent: Van Boekel |
| 23 april 2019 20:45 uur |                                                     |         |                                       | Stadion: Johan Cruijff ArenA, Amsterdam Toeschouwers: 52.869 Scheidsrechter: Kamphuis Video-assistent: Van Boekel |
| 23 april 2019 20:45 uur |                                                     |         |                                       | Stadion: Johan Cruijff ArenA, Amsterdam Toeschouwers: 52.869 Scheidsrechter: Kamphuis Video-assistent: Van Boekel |
|                         |                                                     |         |                                       | |

|                         |              |         |                 | |
| 24 april 2019 19:45 uur | FC Utrecht   | 2 – 1   | Fortuna Sittard | Stadion: Stadion Galgenwaard, Utrecht Toeschouwers: 13.295 Scheidsrechter: Van de Graaf Video-assistent: Blom |
| 24 april 2019 19:45 uur | Kerk 4', 68' | Verslag | 44' Balić       | Stadion: Stadion Galgenwaard, Utrecht Toeschouwers: 13.295 Scheidsrechter: Van de Graaf Video-assistent: Blom |
| 24 april 2019 19:45 uur |              |         |                 | Stadion: Stadion Galgenwaard, Utrecht Toeschouwers: 13.295 Scheidsrechter: Van de Graaf Video-assistent: Blom |
| 24 april 2019 19:45 uur |              |         |                 | Stadion: Stadion Galgenwaard, Utrecht Toeschouwers: 13.295 Scheidsrechter: Van de Graaf Video-assistent: Blom |
|                         |              |         |                 | |

|                         |            |                      |                         | |
| 24 april 2019 19:45 uur | PEC Zwolle | (1 – 2) Gestaakt 57' | FC Groningen            | Stadion: MAC³PARK stadion, Zwolle Toeschouwers: 13.942 Scheidsrechter: Van den Kerkhof Video-assistent: Blank |
| 24 april 2019 19:45 uur | Thy 47'    | Verslag              | 20' Sierhuis 55' Gladon | Stadion: MAC³PARK stadion, Zwolle Toeschouwers: 13.942 Scheidsrechter: Van den Kerkhof Video-assistent: Blank |
| 24 april 2019 19:45 uur |            |                      |                         | Stadion: MAC³PARK stadion, Zwolle Toeschouwers: 13.942 Scheidsrechter: Van den Kerkhof Video-assistent: Blank |
| 24 april 2019 19:45 uur |            |                      |                         | Stadion: MAC³PARK stadion, Zwolle Toeschouwers: 13.942 Scheidsrechter: Van den Kerkhof Video-assistent: Blank |
|                         |            |                      |                         | |

|                         |           |         |                                            | |
| 24 april 2019 20:45 uur | NAC Breda | 0 – 4   | Feyenoord                                  | Stadion: Rat Verlegh Stadion, Breda Toeschouwers: 18.473 Scheidsrechter: Lindhout Video-assistent: Makkelie |
| 24 april 2019 20:45 uur |           | Verslag | 11' St. Juste 45' Vente 66', 70' Toornstra | Stadion: Rat Verlegh Stadion, Breda Toeschouwers: 18.473 Scheidsrechter: Lindhout Video-assistent: Makkelie |
| 24 april 2019 20:45 uur |           |         |                                            | Stadion: Rat Verlegh Stadion, Breda Toeschouwers: 18.473 Scheidsrechter: Lindhout Video-assistent: Makkelie |
| 24 april 2019 20:45 uur |           |         |                                            | Stadion: Rat Verlegh Stadion, Breda Toeschouwers: 18.473 Scheidsrechter: Lindhout Video-assistent: Makkelie |
|                         |           |         |                                            | |

|                         |                                     |         |            | |
| 25 april 2019 18:30 uur | ADO Den Haag                        | 3 – 1   | Excelsior  | Stadion: Cars Jeans Stadion, Den Haag Toeschouwers: 13.392 Scheidsrechter: Manschot Video-assistent: C. Mulder |
| 25 april 2019 18:30 uur | El Khayati 2' Bakker 29' Becker 72' | Verslag | 11' Fortes | Stadion: Cars Jeans Stadion, Den Haag Toeschouwers: 13.392 Scheidsrechter: Manschot Video-assistent: C. Mulder |
| 25 april 2019 18:30 uur |                                     |         |            | Stadion: Cars Jeans Stadion, Den Haag Toeschouwers: 13.392 Scheidsrechter: Manschot Video-assistent: C. Mulder |
| 25 april 2019 18:30 uur |                                     |         |            | Stadion: Cars Jeans Stadion, Den Haag Toeschouwers: 13.392 Scheidsrechter: Manschot Video-assistent: C. Mulder |
|                         |                                     |         |            | |

|                         |           |         |                                    | |
| 25 april 2019 20:45 uur | Willem II | 0 – 3   | PSV                                | Stadion: Koning Willem II Stadion, Tilburg Toeschouwers: 14.700 Scheidsrechter: Higler Video-assistent: Kamphuis |
| 25 april 2019 20:45 uur |           | Verslag | 31' Malen 37' De Jong 65' Bergwijn | Stadion: Koning Willem II Stadion, Tilburg Toeschouwers: 14.700 Scheidsrechter: Higler Video-assistent: Kamphuis |
| 25 april 2019 20:45 uur |           |         |                                    | Stadion: Koning Willem II Stadion, Tilburg Toeschouwers: 14.700 Scheidsrechter: Higler Video-assistent: Kamphuis |
| 25 april 2019 20:45 uur |           |         |                                    | Stadion: Koning Willem II Stadion, Tilburg Toeschouwers: 14.700 Scheidsrechter: Higler Video-assistent: Kamphuis |
|                         |           |         |                                    | |

|                                              |                            |         |                         | |
| 29 april 2019 20:00 uur (restant 34 minuten) | PEC Zwolle                 | 3 – 2   | FC Groningen            | Stadion: MAC³PARK stadion, Zwolle Toeschouwers: 13.942 Scheidsrechter: Van den Kerkhof Video-assistent: Blank |
| 29 april 2019 20:00 uur (restant 34 minuten) | Thy 47', 81' Van Polen 75' | Verslag | 20' Sierhuis 55' Gladon | Stadion: MAC³PARK stadion, Zwolle Toeschouwers: 13.942 Scheidsrechter: Van den Kerkhof Video-assistent: Blank |
| 29 april 2019 20:00 uur (restant 34 minuten) |                            |         |                         | Stadion: MAC³PARK stadion, Zwolle Toeschouwers: 13.942 Scheidsrechter: Van den Kerkhof Video-assistent: Blank |
| 29 april 2019 20:00 uur (restant 34 minuten) |                            |         |                         | Stadion: MAC³PARK stadion, Zwolle Toeschouwers: 13.942 Scheidsrechter: Van den Kerkhof Video-assistent: Blank |
|                                              |                            |         |                         | |

## Speelronde 33 (was 34)
|                       |                                                       |         |             | |
| 12 mei 2019 14:30 uur | Ajax                                                  | 4 – 1   | FC Utrecht  | Stadion: Johan Cruijff ArenA, Amsterdam Toeschouwers: 53.520 Scheidsrechter: Van Boekel Video-assistent: Kuipers |
| 12 mei 2019 14:30 uur | Huntelaar 15' Van de Beek 45+1' Tadić 75', 80' (pen.) | Verslag | 1' Boussaid | Stadion: Johan Cruijff ArenA, Amsterdam Toeschouwers: 53.520 Scheidsrechter: Van Boekel Video-assistent: Kuipers |
| 12 mei 2019 14:30 uur |                                                       |         |             | Stadion: Johan Cruijff ArenA, Amsterdam Toeschouwers: 53.520 Scheidsrechter: Van Boekel Video-assistent: Kuipers |
| 12 mei 2019 14:30 uur |                                                       |         |             | Stadion: Johan Cruijff ArenA, Amsterdam Toeschouwers: 53.520 Scheidsrechter: Van Boekel Video-assistent: Kuipers |
|                       |                                                       |         |             | |

|                       |         |         |     | |
| 12 mei 2019 14:30 uur | AZ      | 1 – 0   | PSV | Stadion: AFAS Stadion, Alkmaar Toeschouwers: 16.555 Scheidsrechter: Makkelie Video-assistent: Lindhout |
| 12 mei 2019 14:30 uur | Til 49' | Verslag |     | Stadion: AFAS Stadion, Alkmaar Toeschouwers: 16.555 Scheidsrechter: Makkelie Video-assistent: Lindhout |
| 12 mei 2019 14:30 uur |         |         |     | Stadion: AFAS Stadion, Alkmaar Toeschouwers: 16.555 Scheidsrechter: Makkelie Video-assistent: Lindhout |
| 12 mei 2019 14:30 uur |         |         |     | Stadion: AFAS Stadion, Alkmaar Toeschouwers: 16.555 Scheidsrechter: Makkelie Video-assistent: Lindhout |
|                       |         |         |     | |

|                       |           |         |                           | |
| 12 mei 2019 14:30 uur | Feyenoord | 0 – 2   | ADO Den Haag              | Stadion: Stadion Feijenoord, Rotterdam Toeschouwers: 45.000 Scheidsrechter: S. Mulder Video-assistent: Van de Graaf |
| 12 mei 2019 14:30 uur |           | Verslag | 42' Falkenburg 58' Becker | Stadion: Stadion Feijenoord, Rotterdam Toeschouwers: 45.000 Scheidsrechter: S. Mulder Video-assistent: Van de Graaf |
| 12 mei 2019 14:30 uur |           |         |                           | Stadion: Stadion Feijenoord, Rotterdam Toeschouwers: 45.000 Scheidsrechter: S. Mulder Video-assistent: Van de Graaf |
| 12 mei 2019 14:30 uur |           |         |                           | Stadion: Stadion Feijenoord, Rotterdam Toeschouwers: 45.000 Scheidsrechter: S. Mulder Video-assistent: Van de Graaf |
|                       |           |         |                           | |

|                       |                                            |         |                 | |
| 12 mei 2019 14:30 uur | FC Groningen                               | 3 – 0   | Fortuna Sittard | Stadion: Hitachi Capital Mobility Stadion, Groningen Toeschouwers: 19.738 Scheidsrechter: Manschot Video-assistent: Van den Kerkhof |
| 12 mei 2019 14:30 uur | Gladon 38' Doan 53' Memišević 90+3' (pen.) | Verslag |                 | Stadion: Hitachi Capital Mobility Stadion, Groningen Toeschouwers: 19.738 Scheidsrechter: Manschot Video-assistent: Van den Kerkhof |
| 12 mei 2019 14:30 uur |                                            |         |                 | Stadion: Hitachi Capital Mobility Stadion, Groningen Toeschouwers: 19.738 Scheidsrechter: Manschot Video-assistent: Van den Kerkhof |
| 12 mei 2019 14:30 uur |                                            |         |                 | Stadion: Hitachi Capital Mobility Stadion, Groningen Toeschouwers: 19.738 Scheidsrechter: Manschot Video-assistent: Van den Kerkhof |
|                       |                                            |         |                 | |

|                       |                            |         |           | |
| 12 mei 2019 14:30 uur | sc Heerenveen              | 2 – 1   | NAC Breda | Stadion: Abe Lenstra Stadion, Heerenveen Toeschouwers: 18.500 Scheidsrechter: Higler Video-assistent: Gerrets |
| 12 mei 2019 14:30 uur | Lammers 69' Van Bergen 90' | Verslag | 81' Koch  | Stadion: Abe Lenstra Stadion, Heerenveen Toeschouwers: 18.500 Scheidsrechter: Higler Video-assistent: Gerrets |
| 12 mei 2019 14:30 uur |                            |         |           | Stadion: Abe Lenstra Stadion, Heerenveen Toeschouwers: 18.500 Scheidsrechter: Higler Video-assistent: Gerrets |
| 12 mei 2019 14:30 uur |                            |         |           | Stadion: Abe Lenstra Stadion, Heerenveen Toeschouwers: 18.500 Scheidsrechter: Higler Video-assistent: Gerrets |
|                       |                            |         |           | |

|                       |                                 |         |                                                 | |
| 12 mei 2019 14:30 uur | Heracles Almelo                 | 4 – 5   | Excelsior                                       | Stadion: Polman Stadion, Almelo Toeschouwers: 11.485 Scheidsrechter: Gözübüyük Video-assistent: Bijl |
| 12 mei 2019 14:30 uur | Dalmau 23', 51', 59' Duarte 62' | Verslag | 4', 45', 90+1' Ómarsson 71' Mattheij 89' Eckert | Stadion: Polman Stadion, Almelo Toeschouwers: 11.485 Scheidsrechter: Gözübüyük Video-assistent: Bijl |
| 12 mei 2019 14:30 uur |                                 |         |                                                 | Stadion: Polman Stadion, Almelo Toeschouwers: 11.485 Scheidsrechter: Gözübüyük Video-assistent: Bijl |
| 12 mei 2019 14:30 uur |                                 |         |                                                 | Stadion: Polman Stadion, Almelo Toeschouwers: 11.485 Scheidsrechter: Gözübüyük Video-assistent: Bijl |
|                       |                                 |         |                                                 | |

|                       |                    |         |                                    | |
| 12 mei 2019 14:30 uur | PEC Zwolle         | 2 – 4   | VVV-Venlo                          | Stadion: MAC³PARK stadion, Zwolle Toeschouwers: 13.189 Scheidsrechter: Van der Eijk Video-assistent: Oostrom |
| 12 mei 2019 14:30 uur | Thy 43' Elbers 85' | Verslag | 54', 57', 75' Mlapa 65' Van Ooijen | Stadion: MAC³PARK stadion, Zwolle Toeschouwers: 13.189 Scheidsrechter: Van der Eijk Video-assistent: Oostrom |
| 12 mei 2019 14:30 uur |                    |         |                                    | Stadion: MAC³PARK stadion, Zwolle Toeschouwers: 13.189 Scheidsrechter: Van der Eijk Video-assistent: Oostrom |
| 12 mei 2019 14:30 uur |                    |         |                                    | Stadion: MAC³PARK stadion, Zwolle Toeschouwers: 13.189 Scheidsrechter: Van der Eijk Video-assistent: Oostrom |
|                       |                    |         |                                    | |

|                       |                                                                                   |         |               |                                                                                               |
| 12 mei 2019 14:30 uur | Vitesse                                                                           | 6 – 1   | De Graafschap | Stadion: GelreDome, Arnhem Toeschouwers: 16.250 Scheidsrechter: Nijhuis Video-assistent: Blom |
| 12 mei 2019 14:30 uur | Straalman 26' (e.d.) Buitink 37', 70' Ødegaard 72' (pen.) Darfalou 80' Musaba 87' | Verslag | 86' El Jebli  | Stadion: GelreDome, Arnhem Toeschouwers: 16.250 Scheidsrechter: Nijhuis Video-assistent: Blom |
| 12 mei 2019 14:30 uur |                                                                                   |         |               | Stadion: GelreDome, Arnhem Toeschouwers: 16.250 Scheidsrechter: Nijhuis Video-assistent: Blom |
| 12 mei 2019 14:30 uur |                                                                                   |         |               | Stadion: GelreDome, Arnhem Toeschouwers: 16.250 Scheidsrechter: Nijhuis Video-assistent: Blom |
|                       |                                                                                   |         |               |                                                                                               |

|                       |                       |         |                                          | |
| 12 mei 2019 14:30 uur | Willem II             | 2 – 3   | FC Emmen                                 | Stadion: Koning Willem II Stadion, Tilburg Toeschouwers: 13.800 Scheidsrechter: Kamphuis Video-assistent: Kooij |
| 12 mei 2019 14:30 uur | Pavlidis 35' Isak 39' | Verslag | 42' Slagveer 71' Ben Moussa 79' De Leeuw | Stadion: Koning Willem II Stadion, Tilburg Toeschouwers: 13.800 Scheidsrechter: Kamphuis Video-assistent: Kooij |
| 12 mei 2019 14:30 uur |                       |         |                                          | Stadion: Koning Willem II Stadion, Tilburg Toeschouwers: 13.800 Scheidsrechter: Kamphuis Video-assistent: Kooij |
| 12 mei 2019 14:30 uur |                       |         |                                          | Stadion: Koning Willem II Stadion, Tilburg Toeschouwers: 13.800 Scheidsrechter: Kamphuis Video-assistent: Kooij |
|                       |                       |         |                                          | |

## Speelronde 34 (was 33)
Doordat Ajax zich heeft geplaatst voor de halve finale van de UEFA Champions League en op 30 april 2019 speelde tegen Tottenham Hotspur was het onvermijdelijk om de volledige speelronde 33 te verplaatsen van 28 april 2019 (14:30 uur) naar 15 mei 2019 (19:30 uur). De reden hiervoor was dat Ajax minimaal twee volle rustdagen moest krijgen tussen twee wedstrijden en dat was in de oude situatie niet mogelijk. De KNVB en de achttien Eredivisieclubs hebben alle mogelijke alternatieven samen besproken en kwamen op dit besluit uit. Alle thuisspelende clubs hebben daarna overlegd met de gemeente en politie en vervolgens werd dit besluit definitief.
|                       |                                                                |         |                                     | |
| 15 mei 2019 19:30 uur | ADO Den Haag                                                   | 6 – 2   | Willem II                           | Stadion: Cars Jeans Stadion, Den Haag Toeschouwers: 13.128 Scheidsrechter: Martens Video-assistent: Blank |
| 15 mei 2019 19:30 uur | El Khayati 31', 72' (pen.) Kanon 64' Necid 74', 86' Immers 81' | Verslag | 15' 68', 71' Dankerlui 48' Pavlidis | Stadion: Cars Jeans Stadion, Den Haag Toeschouwers: 13.128 Scheidsrechter: Martens Video-assistent: Blank |
| 15 mei 2019 19:30 uur |                                                                |         |                                     | Stadion: Cars Jeans Stadion, Den Haag Toeschouwers: 13.128 Scheidsrechter: Martens Video-assistent: Blank |
| 15 mei 2019 19:30 uur |                                                                |         |                                     | Stadion: Cars Jeans Stadion, Den Haag Toeschouwers: 13.128 Scheidsrechter: Martens Video-assistent: Blank |
|                       |                                                                |         |                                     | |

|                       |            |         |              | |
| 15 mei 2019 19:30 uur | FC Emmen   | 1 – 0   | FC Groningen | Stadion: De Oude Meerdijk, Emmen Toeschouwers: 8.301 Scheidsrechter: Van Boekel Video-assistent: Blom |
| 15 mei 2019 19:30 uur | Chacón 27' | Verslag |              | Stadion: De Oude Meerdijk, Emmen Toeschouwers: 8.301 Scheidsrechter: Van Boekel Video-assistent: Blom |
| 15 mei 2019 19:30 uur |            |         |              | Stadion: De Oude Meerdijk, Emmen Toeschouwers: 8.301 Scheidsrechter: Van Boekel Video-assistent: Blom |
| 15 mei 2019 19:30 uur |            |         |              | Stadion: De Oude Meerdijk, Emmen Toeschouwers: 8.301 Scheidsrechter: Van Boekel Video-assistent: Blom |
|                       |            |         |              | |

|                       |                                                                |         |                             | |
| 15 mei 2019 19:30 uur | Excelsior                                                      | 4 – 2   | AZ                          | Stadion: Van Donge & De Roo Stadion, Rotterdam Toeschouwers: 3.811 Scheidsrechter: Higler Video-assistent: S. Mulder |
| 15 mei 2019 19:30 uur | Fortes 22' Van Rhijn 51' (e.d.) Bruins 60' (pen.) Ómarsson 66' | Verslag | 30' Koopmeiners 70' Johnsen | Stadion: Van Donge & De Roo Stadion, Rotterdam Toeschouwers: 3.811 Scheidsrechter: Higler Video-assistent: S. Mulder |
| 15 mei 2019 19:30 uur |                                                                |         |                             | Stadion: Van Donge & De Roo Stadion, Rotterdam Toeschouwers: 3.811 Scheidsrechter: Higler Video-assistent: S. Mulder |
| 15 mei 2019 19:30 uur |                                                                |         |                             | Stadion: Van Donge & De Roo Stadion, Rotterdam Toeschouwers: 3.811 Scheidsrechter: Higler Video-assistent: S. Mulder |
|                       |                                                                |         |                             | |

|                       |                         |         |                                          | |
| 15 mei 2019 19:30 uur | Fortuna Sittard         | 1 – 4   | Feyenoord                                | Stadion: Fortuna Sittard Stadion, Sittard Toeschouwers: 12.300 Scheidsrechter: Gözübüyük Video-assistent: Dieperink |
| 15 mei 2019 19:30 uur | Smeets 45' Heerings 68' | Verslag | 6' Kökçü 70', 79' Jørgensen 90' Berghuis | Stadion: Fortuna Sittard Stadion, Sittard Toeschouwers: 12.300 Scheidsrechter: Gözübüyük Video-assistent: Dieperink |
| 15 mei 2019 19:30 uur |                         |         |                                          | Stadion: Fortuna Sittard Stadion, Sittard Toeschouwers: 12.300 Scheidsrechter: Gözübüyük Video-assistent: Dieperink |
| 15 mei 2019 19:30 uur |                         |         |                                          | Stadion: Fortuna Sittard Stadion, Sittard Toeschouwers: 12.300 Scheidsrechter: Gözübüyük Video-assistent: Dieperink |
|                       |                         |         |                                          | |

|                       |               |         |                                                 | |
| 15 mei 2019 19:30 uur | De Graafschap | 1 – 4   | Ajax                                            | Stadion: De Vijverberg, Doetinchem Toeschouwers: 12.600 Scheidsrechter: Makkelie Video-assistent: Manschot |
| 15 mei 2019 19:30 uur | El Jebli 40'  | Verslag | 37' Schöne 44' Tagliafico 67' (pen.), 87' Tadić | Stadion: De Vijverberg, Doetinchem Toeschouwers: 12.600 Scheidsrechter: Makkelie Video-assistent: Manschot |
| 15 mei 2019 19:30 uur |               |         |                                                 | Stadion: De Vijverberg, Doetinchem Toeschouwers: 12.600 Scheidsrechter: Makkelie Video-assistent: Manschot |
| 15 mei 2019 19:30 uur |               |         |                                                 | Stadion: De Vijverberg, Doetinchem Toeschouwers: 12.600 Scheidsrechter: Makkelie Video-assistent: Manschot |
|                       |               |         |                                                 | |

|                       |           |       |            | |
| 15 mei 2019 19:30 uur | NAC Breda | 0 – 0 | PEC Zwolle | Stadion: Rat Verlegh Stadion, Breda Toeschouwers: 14.216 Scheidsrechter: Kamphuis Video-assistent: Ruperti |
| 15 mei 2019 19:30 uur | Verslag   |       |            | Stadion: Rat Verlegh Stadion, Breda Toeschouwers: 14.216 Scheidsrechter: Kamphuis Video-assistent: Ruperti |
| 15 mei 2019 19:30 uur |           |       |            | Stadion: Rat Verlegh Stadion, Breda Toeschouwers: 14.216 Scheidsrechter: Kamphuis Video-assistent: Ruperti |
| 15 mei 2019 19:30 uur |           |       |            | Stadion: Rat Verlegh Stadion, Breda Toeschouwers: 14.216 Scheidsrechter: Kamphuis Video-assistent: Ruperti |
|                       |           |       |            | |

|                       |                                           |         |                 | |
| 15 mei 2019 19:30 uur | PSV                                       | 3 – 1   | Heracles Almelo | Stadion: Philips Stadion, Eindhoven Toeschouwers: 34.200 Scheidsrechter: Nijhuis Video-assistent: Kuipers |
| 15 mei 2019 19:30 uur | Droste 32' (e.d.) Viergever 48' Malen 89' | Verslag | 1' Konings      | Stadion: Philips Stadion, Eindhoven Toeschouwers: 34.200 Scheidsrechter: Nijhuis Video-assistent: Kuipers |
| 15 mei 2019 19:30 uur |                                           |         |                 | Stadion: Philips Stadion, Eindhoven Toeschouwers: 34.200 Scheidsrechter: Nijhuis Video-assistent: Kuipers |
| 15 mei 2019 19:30 uur |                                           |         |                 | Stadion: Philips Stadion, Eindhoven Toeschouwers: 34.200 Scheidsrechter: Nijhuis Video-assistent: Kuipers |
|                       |                                           |         |                 | |

|                       |                                           |         |               | |
| 15 mei 2019 19:30 uur | FC Utrecht                                | 3 – 1   | sc Heerenveen | Stadion: Stadion Galgenwaard, Utrecht Toeschouwers: 18.646 Scheidsrechter: Bax Video-assistent: Van der Eijk |
| 15 mei 2019 19:30 uur | Janssen 41' Van de Streek 48' Dessers 81' | Verslag | 30' Rienstra  | Stadion: Stadion Galgenwaard, Utrecht Toeschouwers: 18.646 Scheidsrechter: Bax Video-assistent: Van der Eijk |
| 15 mei 2019 19:30 uur |                                           |         |               | Stadion: Stadion Galgenwaard, Utrecht Toeschouwers: 18.646 Scheidsrechter: Bax Video-assistent: Van der Eijk |
| 15 mei 2019 19:30 uur |                                           |         |               | Stadion: Stadion Galgenwaard, Utrecht Toeschouwers: 18.646 Scheidsrechter: Bax Video-assistent: Van der Eijk |
|                       |                                           |         |               | |

|                       |                |         |                                     | |
| 15 mei 2019 19:30 uur | VVV-Venlo      | 1 – 3   | Vitesse                             | Stadion: Covebo Stadion - De Koel -, Venlo Toeschouwers: 6.512 Scheidsrechter: Lindhout Video-assistent: Teuben |
| 15 mei 2019 19:30 uur | Van Ooijen 68' | Verslag | 23' Karavajev 39' Ødegaard 83' Bero | Stadion: Covebo Stadion - De Koel -, Venlo Toeschouwers: 6.512 Scheidsrechter: Lindhout Video-assistent: Teuben |
| 15 mei 2019 19:30 uur |                |         |                                     | Stadion: Covebo Stadion - De Koel -, Venlo Toeschouwers: 6.512 Scheidsrechter: Lindhout Video-assistent: Teuben |
| 15 mei 2019 19:30 uur |                |         |                                     | Stadion: Covebo Stadion - De Koel -, Venlo Toeschouwers: 6.512 Scheidsrechter: Lindhout Video-assistent: Teuben |
|                       |                |         |                                     | |

ADO Den Haag ·
Ajax ·
AZ ·
FC Emmen ·
Excelsior ·
Feyenoord ·
Fortuna Sittard ·
De Graafschap ·
FC Groningen ·
sc Heerenveen ·
Heracles Almelo ·
NAC Breda ·
PEC Zwolle · 
PSV ·
FC Utrecht ·
Vitesse ·
VVV-Venlo ·
Willem II